# 軍服 (ドイツ国防軍空軍)

ドイツ空軍1944年制服（米軍作成ポスター）

本稿ではドイツ国防軍（ドイツ語: Wehrmacht, ヴェーアマハト）の空軍（独: Luftwaffe, ルフトヴァッフェ）の軍服について記述する。

## 概要
ドイツ国防軍三軍の中で陸軍と海軍はプロイセン時代からの連綿とした歴史を持つが、空軍はナチス政権下の1935年に新設された「ナチスの申し子」である。また、空軍はアドルフ・ヒトラーに次ぐナチ党幹部であるヘルマン・ゲーリング国家元帥の「私軍」的要素が強かった。従ってその軍服もナチスの影響が大きく、ドイツ軍服の伝統から若干逸脱しているが、デザインの評価は高く、三軍の中でも一番洗練されているのではないかとの指摘もある。
イギリス空軍と同様にブルーグレーを基調とする。空軍軍服のデザインはゲーリング自身が行ったとされているが、第一次世界大戦時の彼の戦友がデザインし、ゲーリングはそれを採用しただけとする説もある。
将校は開襟着用のトゥーフロック、下士官兵は比翼仕立てのフリーガーブルーゼを通常制服とすることが多かった。トゥーフロックよりボタンが多く襟を閉じて着用できるヴァッフェンロックもある。夏用の白いトゥーフロックと同じデザインの制服や、熱帯野戦服もあった。軍帽には制帽、略帽、規格帽などがある。シュタールヘルムは塗装する色以外は陸軍の物と同じである。飛行服ははじめカバーオール飛行服、後にフライトジャケットや、ツーピースのカナール・ヤッケがよく使用された。降下猟兵には専用のスモック、ズボン、スーツ、シュタールヘルムなどが支給された。
空軍の鷲章は陸軍や海軍と異なり、飛行中の躍動感のある鷲のデザインになっていた。

## 通常勤務服

### トゥーフロック

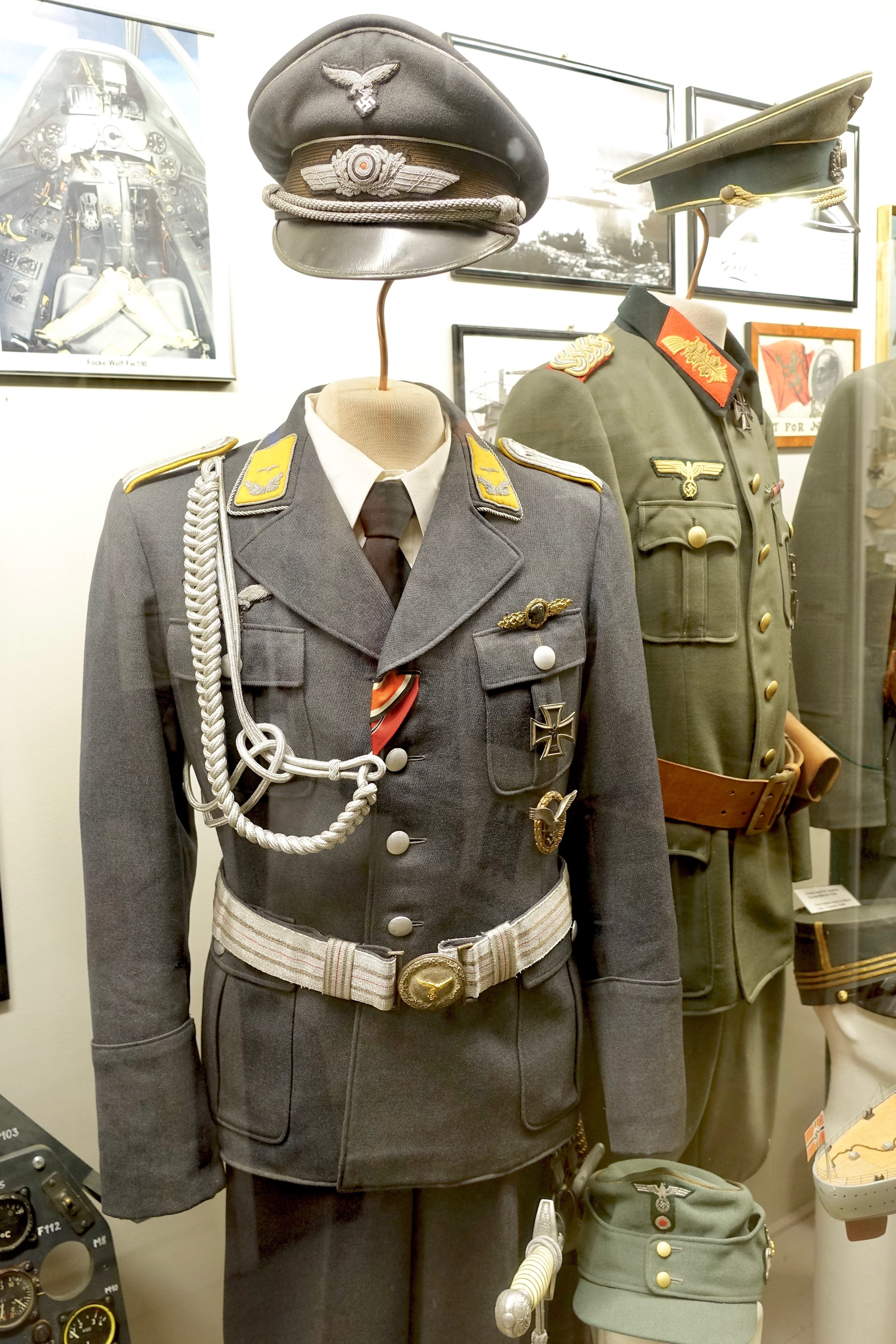
トゥーフロック

空軍軍人の最も基本的な軍服がこのトゥーフロック（Tuchrock、布のジャケットの意）である。空軍においてはこれが通常勤務服であり、礼服であり、外出着でもあった。1937年にドイツ空軍の偽装組織（1935年までドイツはヴェルサイユ条約により航空戦力の保有を禁じられていた）であるドイツ航空スポーツ協会（DLV）の通常勤務服に若干の改良を加えて制定された。
ブルーグレー色で開襟のチュニックであり、前ボタンは4つ（ボタンの色は大佐以下は銀色、将官たる将校は金色）、プリーツ入りポケットが両胸と両腰に4つ付いているが、陸軍のM36野戦服と異なりポケットのふたは波型ではなく四角形になっていた。右胸ポケットの上部には空軍独自の形の鷲章が入っている。将校の場合は袖に折り返しをつける。襟章の台布の色は兵科色であり、翼の数とそれを取り囲む柏葉の有無や形によって階級が示される。
素材は将校は高級ウールのギャバジンを使用したが、下士官兵士はウールとレーヨンの混紡だった。
開襟で着用するため陸軍将校たちからは「平服ユニフォーム」と呼ばれていたという。
トゥーフロックの下には黒いネクタイを締めた薄いブルーか白のシャツを着用した。ブルーのシャツは通常勤務、白のシャツは正装の場合に着用した。ズボンは陸軍と同じく将校は乗馬ズボン、兵士・下士官はストレートなズボンをはくのが普通であった。将官の場合はズボンの横に白い縦線を2本入れる（ランパッセン）。また参謀将校の場合はカーマイレンレッドのランパッセンを入れた。
下士官・兵士は下記のフリーガーブルーゼを通常勤務服とすることが多く、トゥーフロックは公式な場において使用することが多かった。

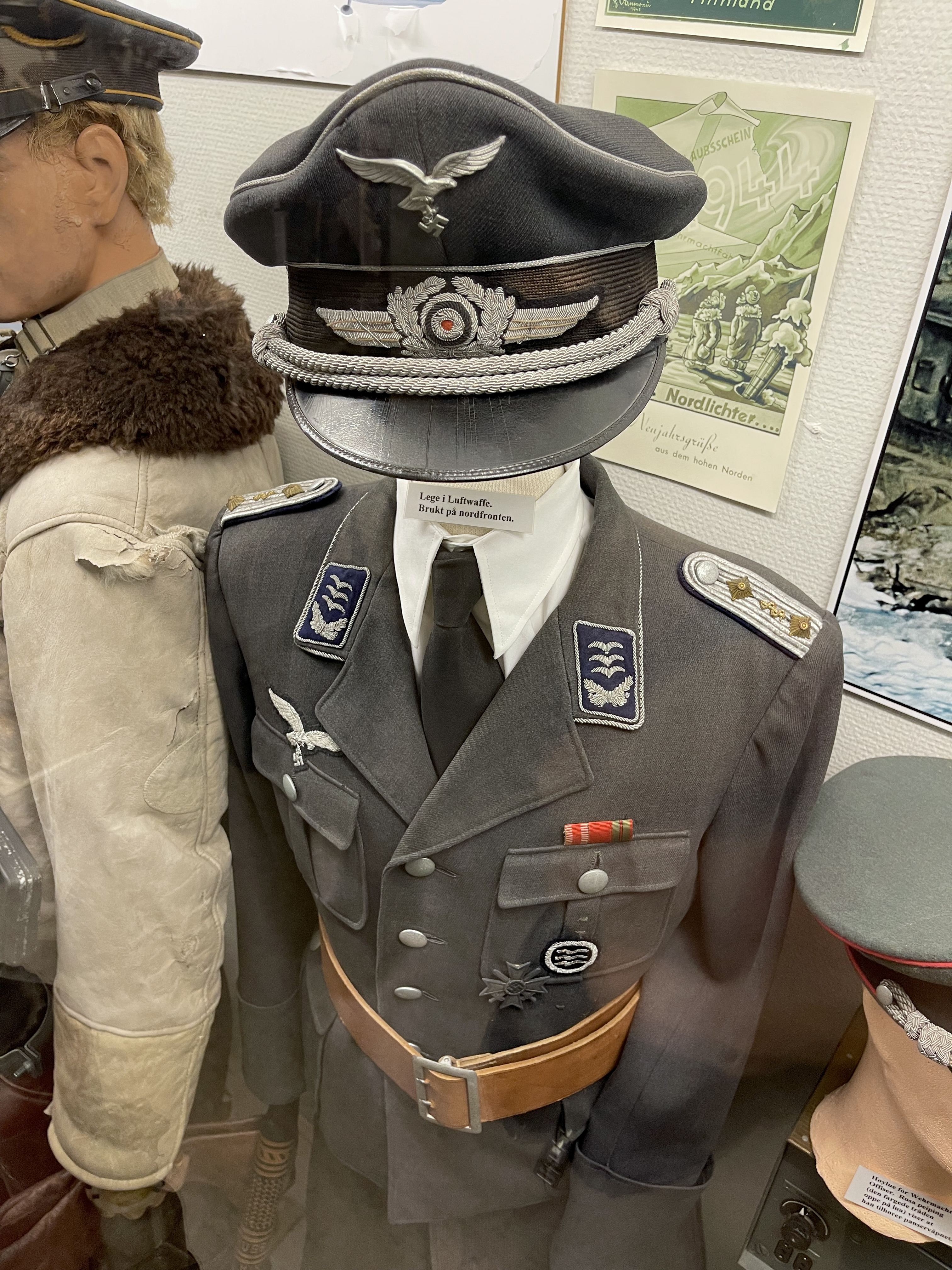
将校のトゥーフロック
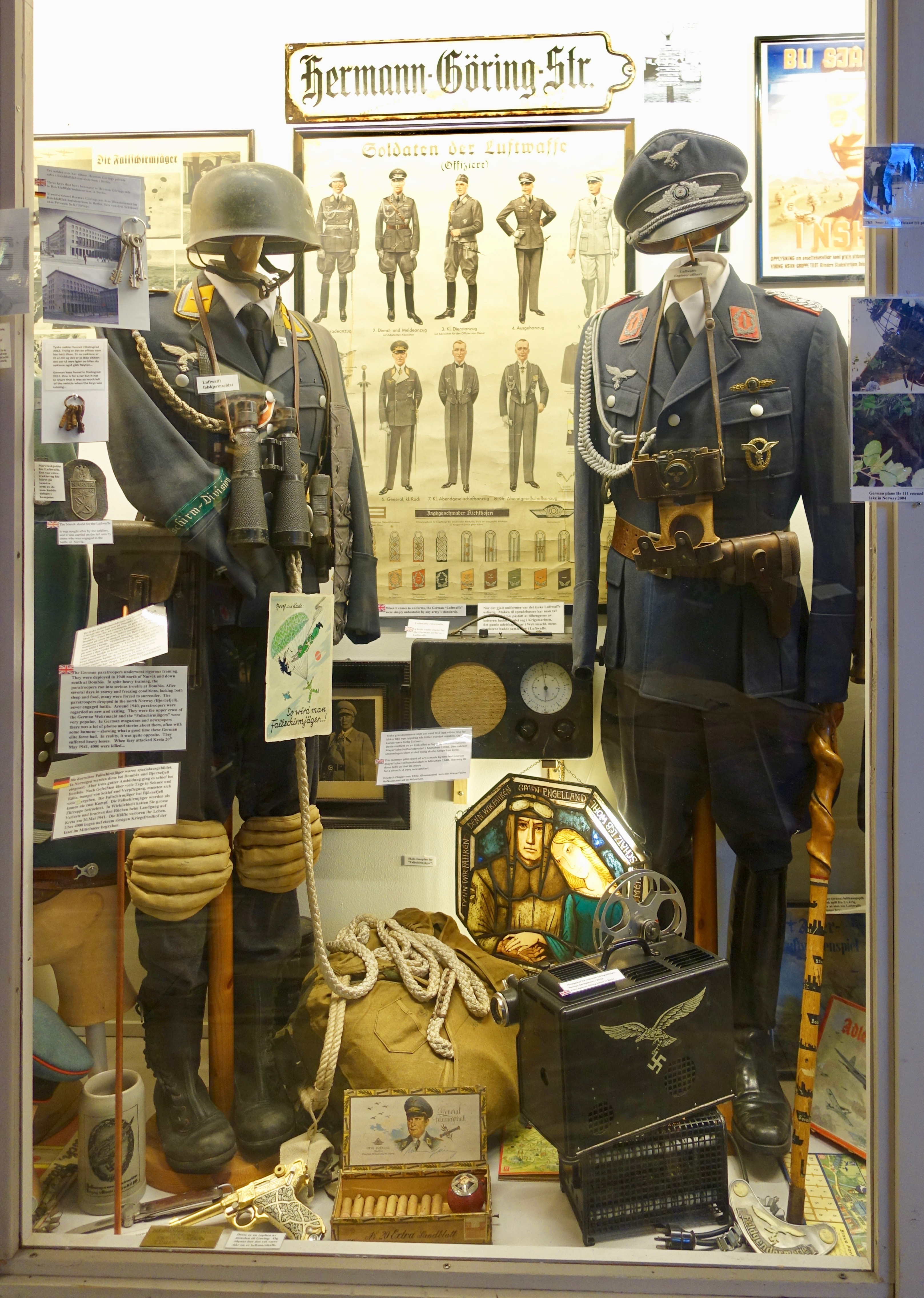
下士官（左）と将校（右）のトゥーフロック
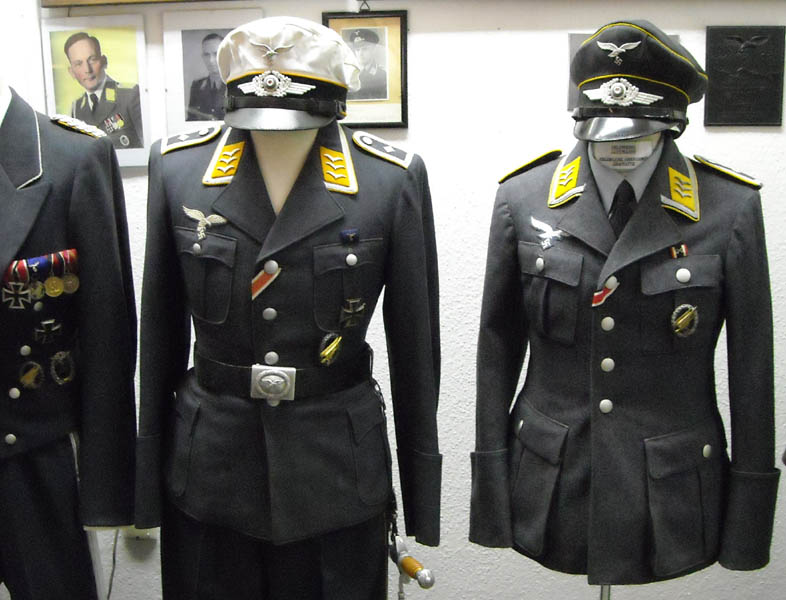
下士官のトゥーフロック
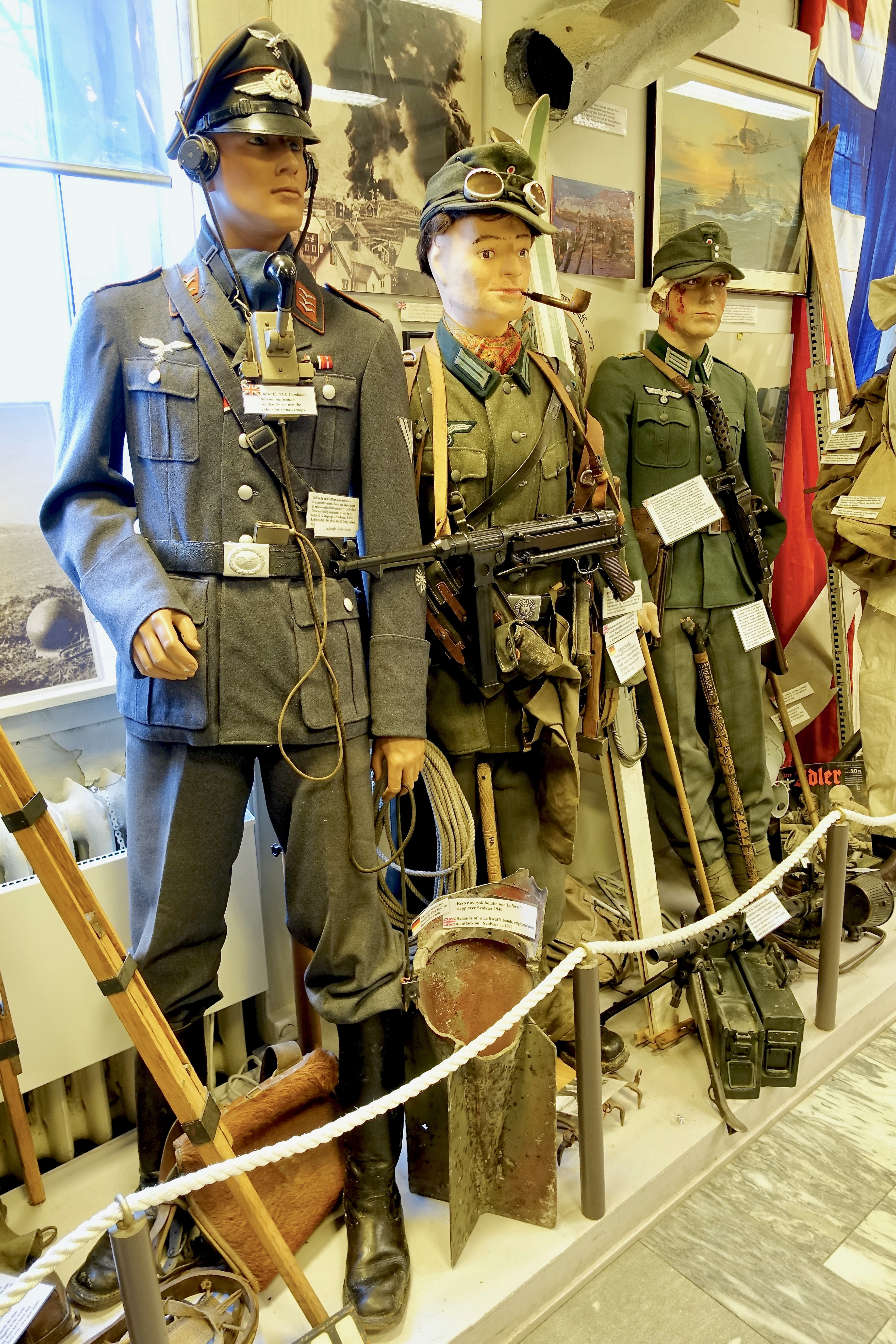
下士官のトゥーフロック（手前）
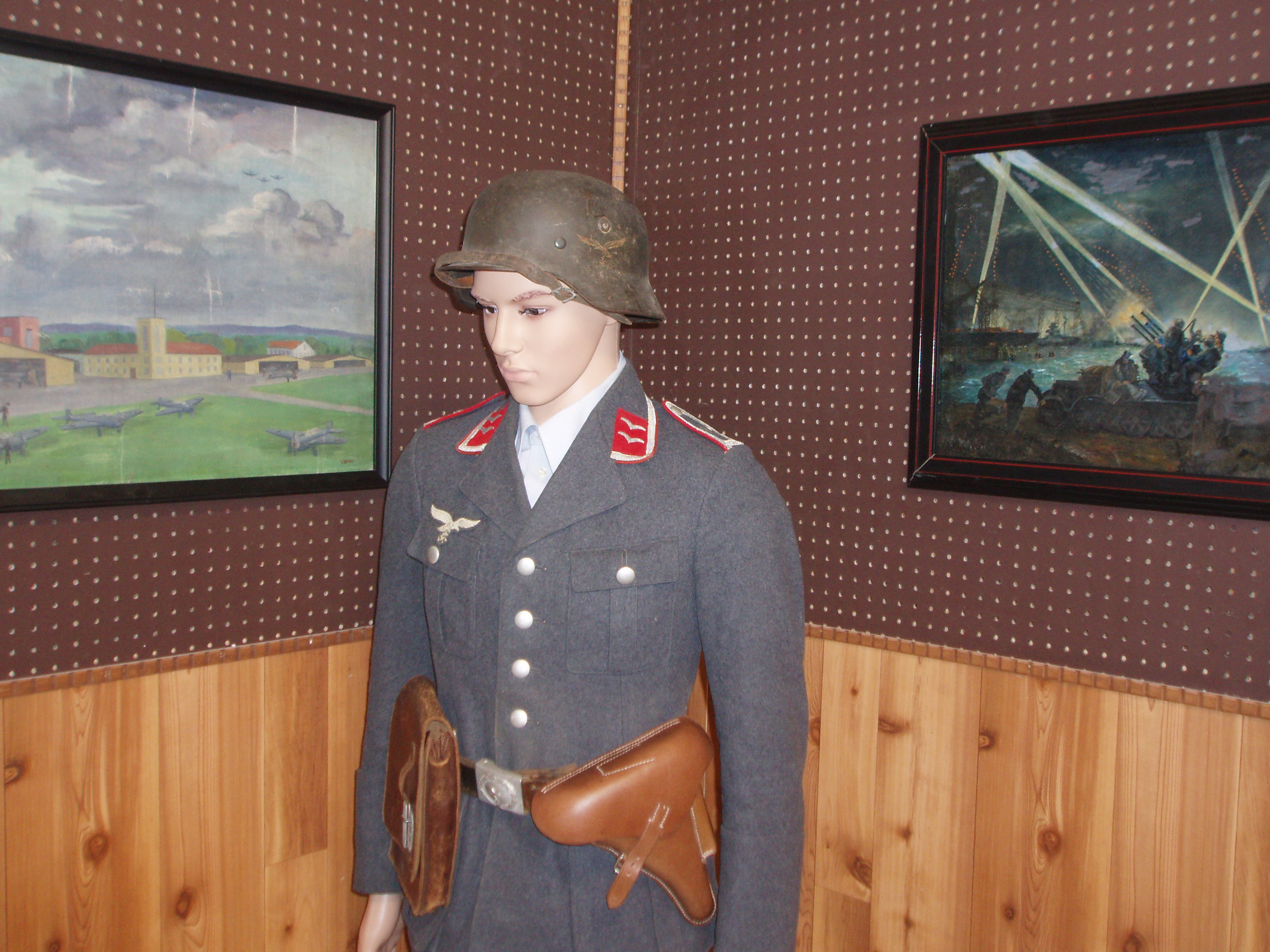
下士官のトゥーフロック
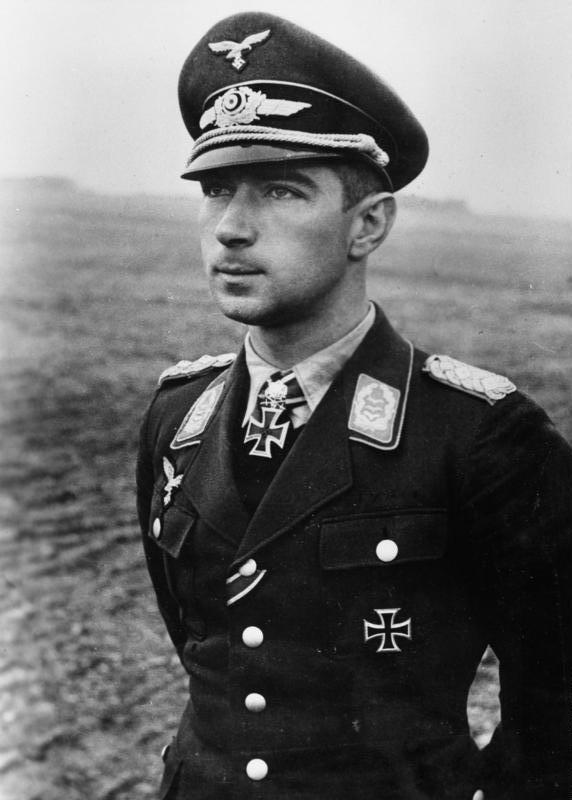
トゥーフロックを着たヴェルナー・メルダース空軍大佐
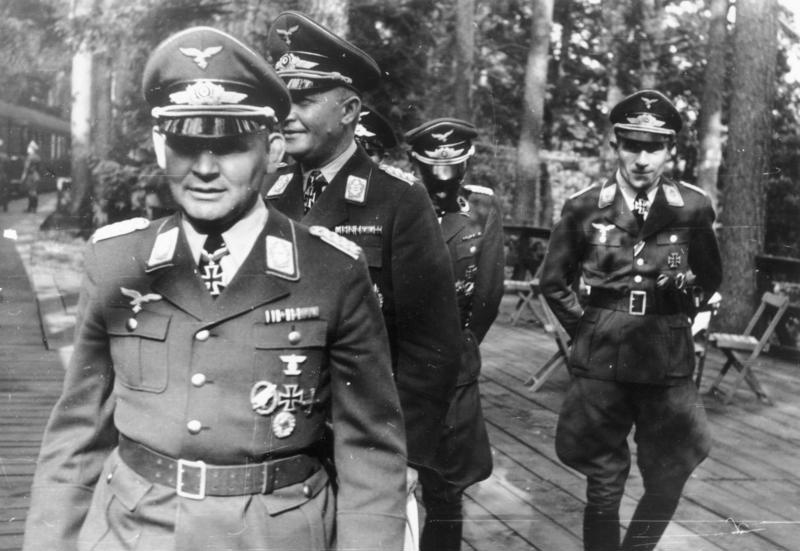
トゥーフロックを着た空軍将校
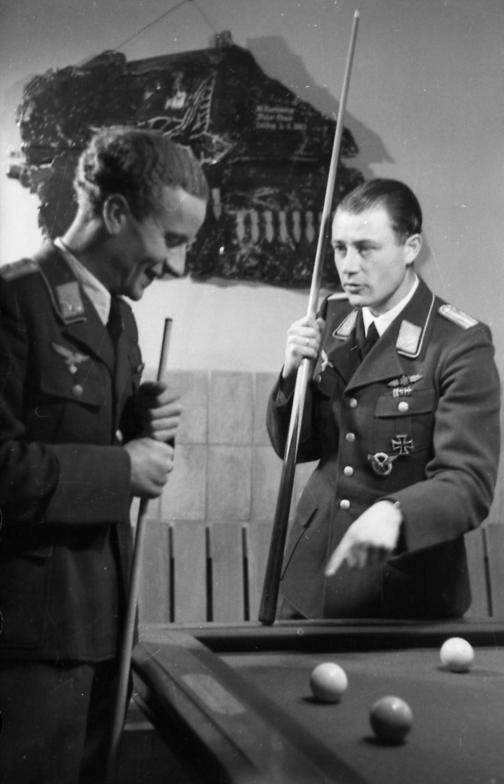
ビリヤードに興じるトゥーフロックを着た空軍将校

### フリーガーブルーゼ

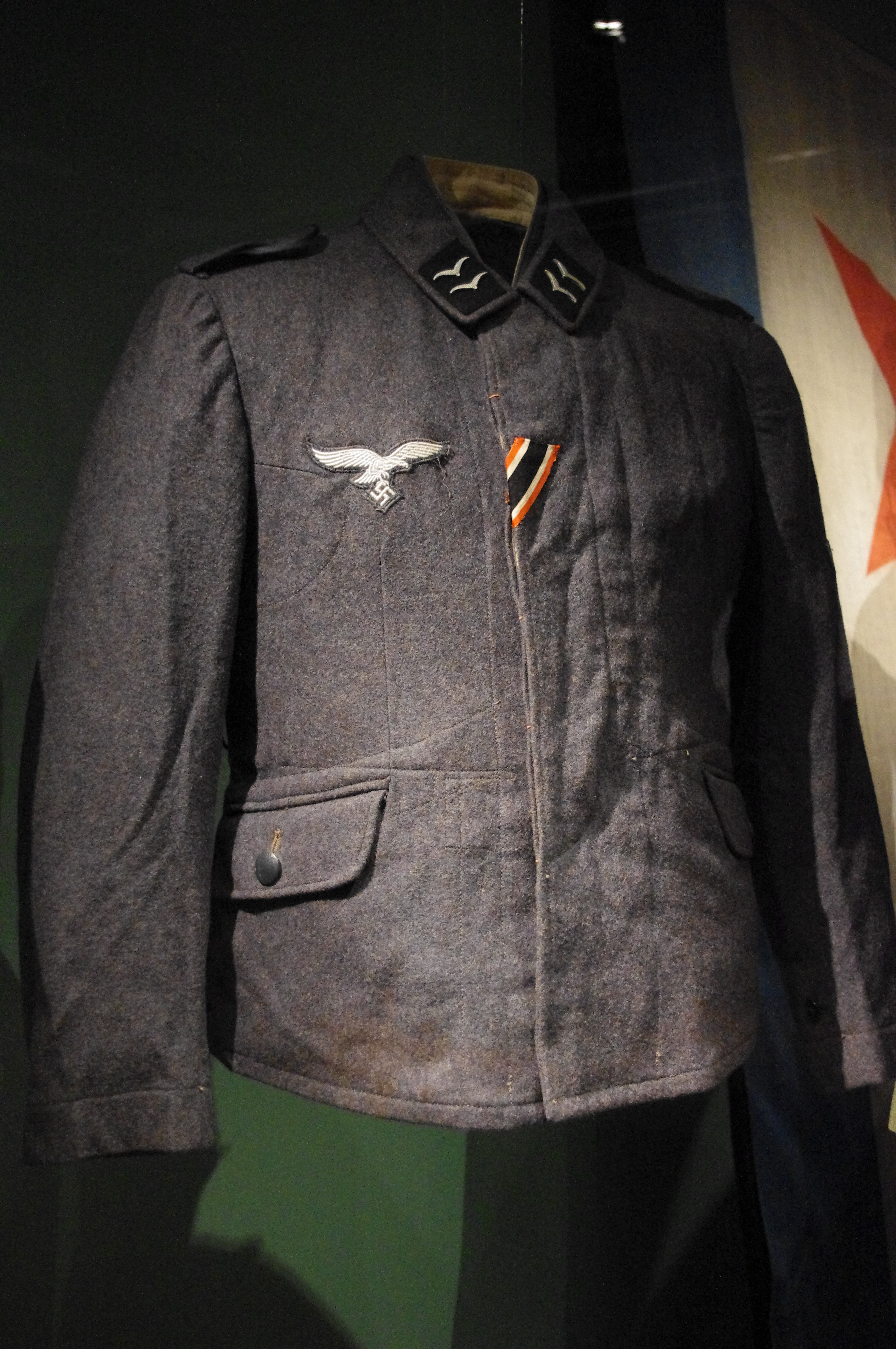
フリーガーブルーゼ

フリーガーブルーゼ（Fliegerbluse、ブルーゼはブラウスの意味）は航空機搭乗員が飛行服の下に着用した軍服である。1935年5月に制定され、狭い航空機の中でも不便がないようにとのコンセプトでデザインされている。機能的なデザインなので航空隊のみならず空軍全体（特に下士官兵士）で通常勤務着としてよく使用された。
トゥーフロックと同様にブルーグレー色である。前ボタンは5つあるが、フライフロント（比翼仕立て）になっており、すべての前ボタンが隠れている。胸ポケットはなく、両腰の部分にのみ切り込みポケットが斜めに付いている。トゥークロックより丈が短い。袖口には引き紐がついており、調整することができた。襟は閉じても開いてもよかったが、基本的に将校は開襟、下士官兵士は閉じて着用した。そのため支給品である兵士下士官用フリーガーブルーゼには襟フックと襟裏フラップがついていた。一方オーダーメイドである将校用フリーガーブルーゼにはこうした装備を付けないのが普通だった。
下士官兵士の場合、公式な場ではネクタイを締めたシャツを下着として着るが、通常勤務では下着を着用しないことが多かった。

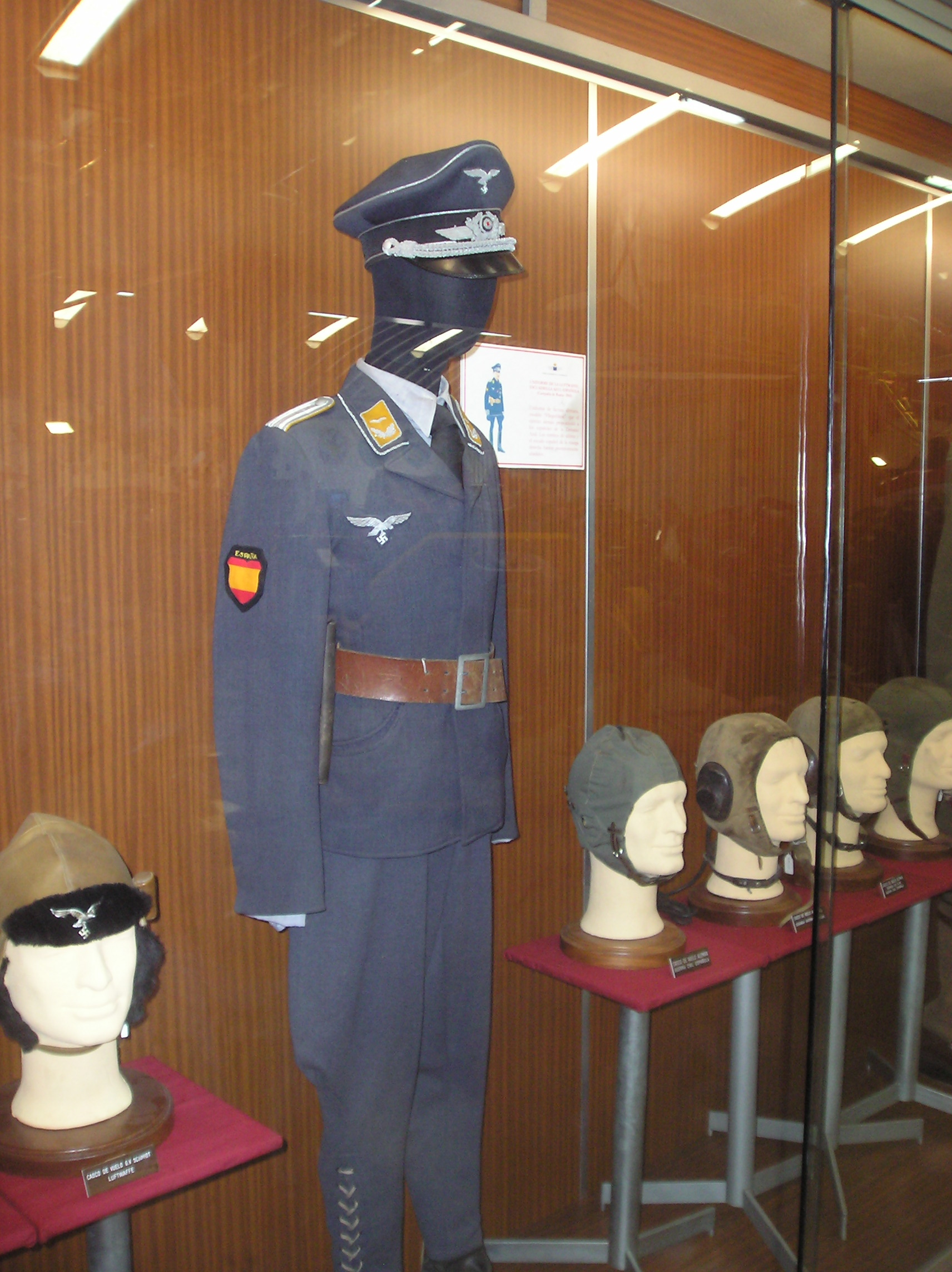
フリーガーブルーゼ。腕章はスペイン義勇兵青師団のものである（スペイン航空宇宙博物館（スペイン語版）展示物）
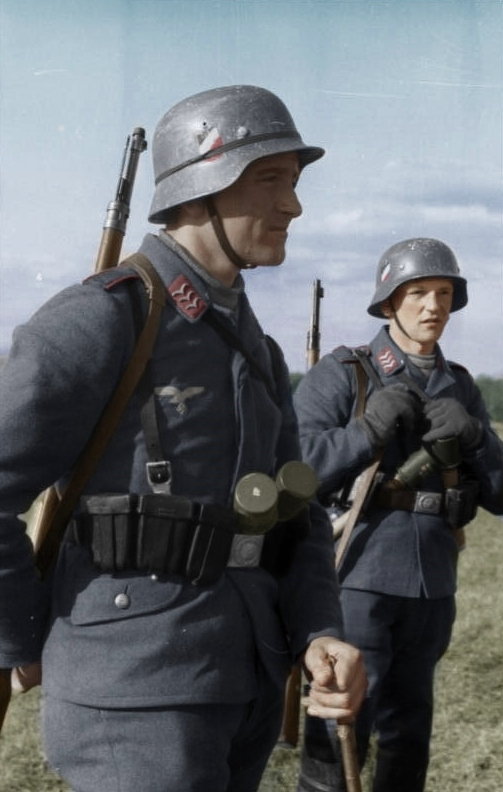
フリーガーブルーゼを着る空軍兵士（1942年3月、ロシア）
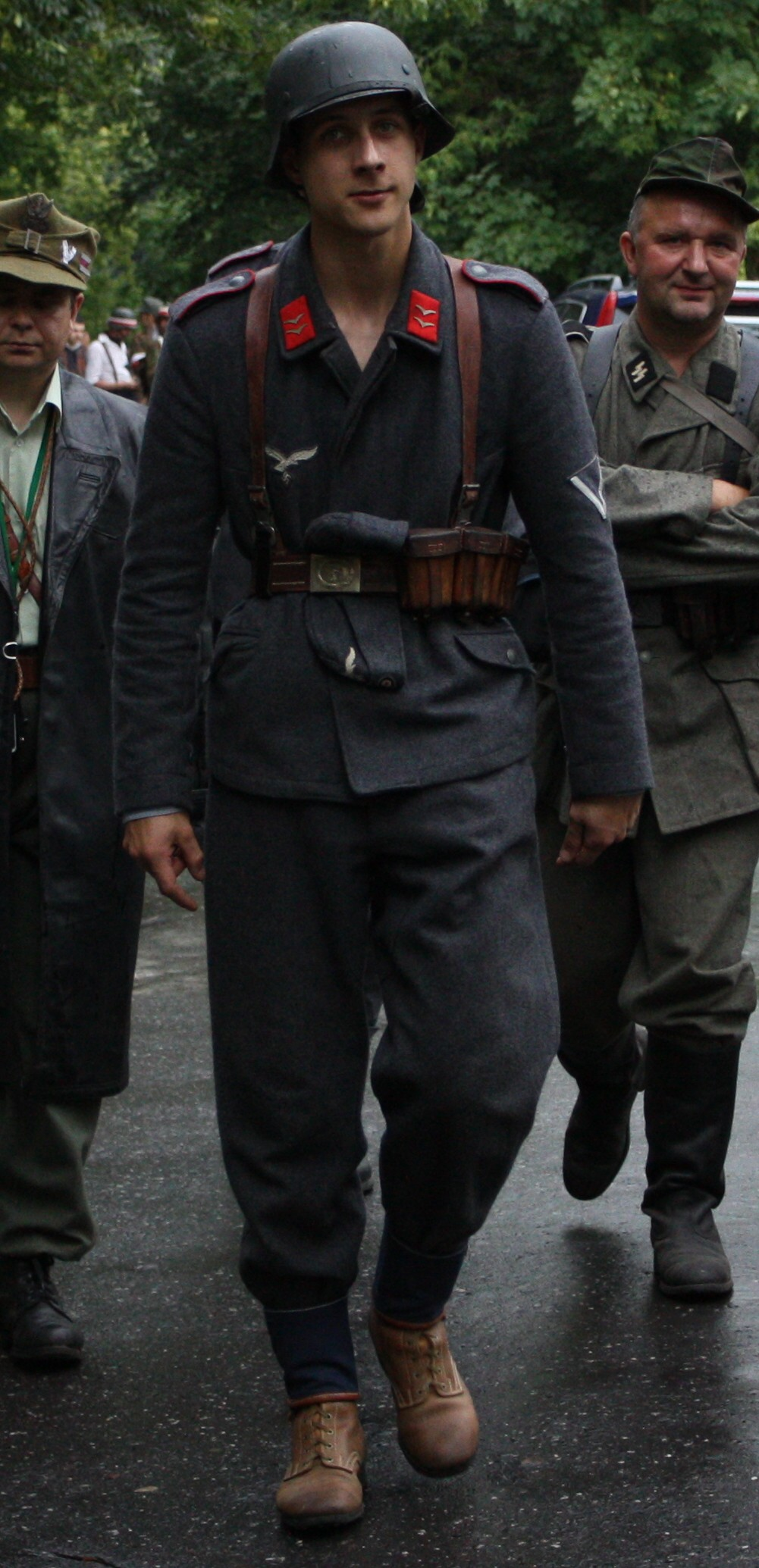
フリーガーブルーゼを着る空軍兵士役、下着は着ていない（2008年ワルシャワ蜂起再現イベント）
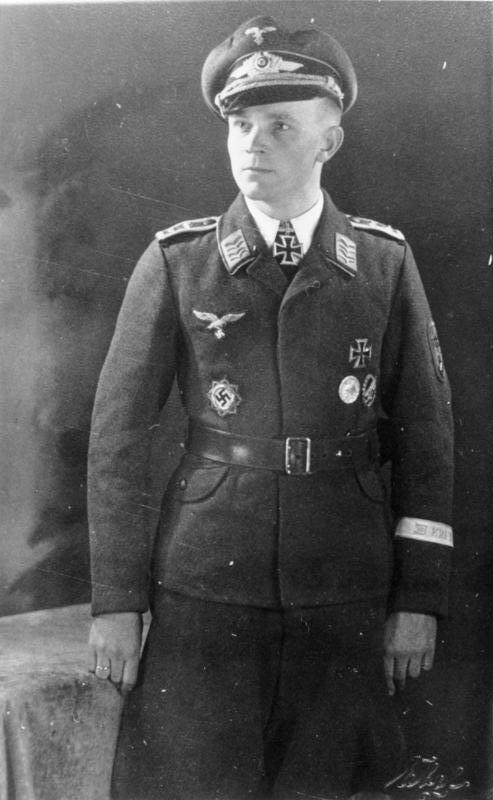
フリーガーブルーゼ（1944年エルンスト・ゲルマー曹長）
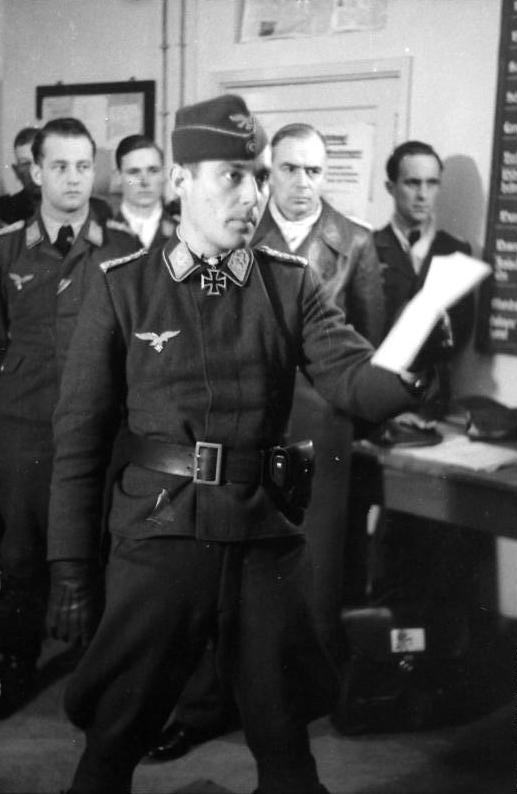
詰襟で着用したフリーガーブルーゼ
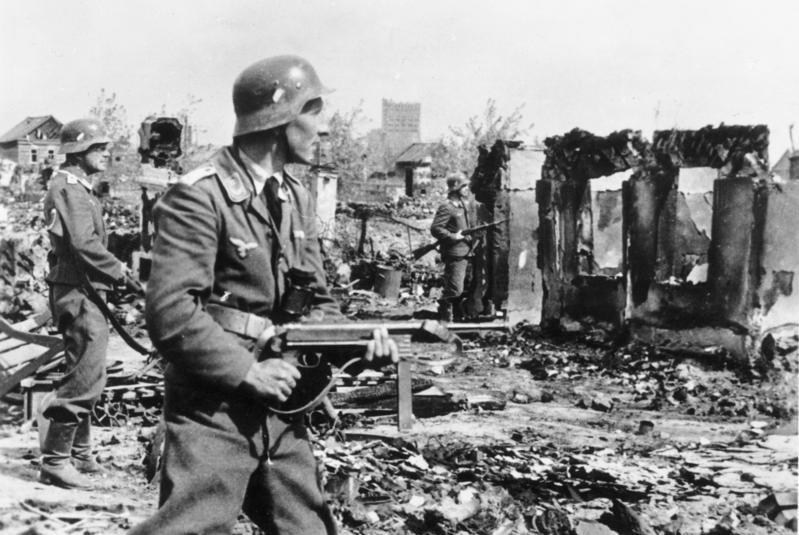
フリーガーブルーゼを着て戦う空軍兵士（1942年10月ロシア・スターリングラード）
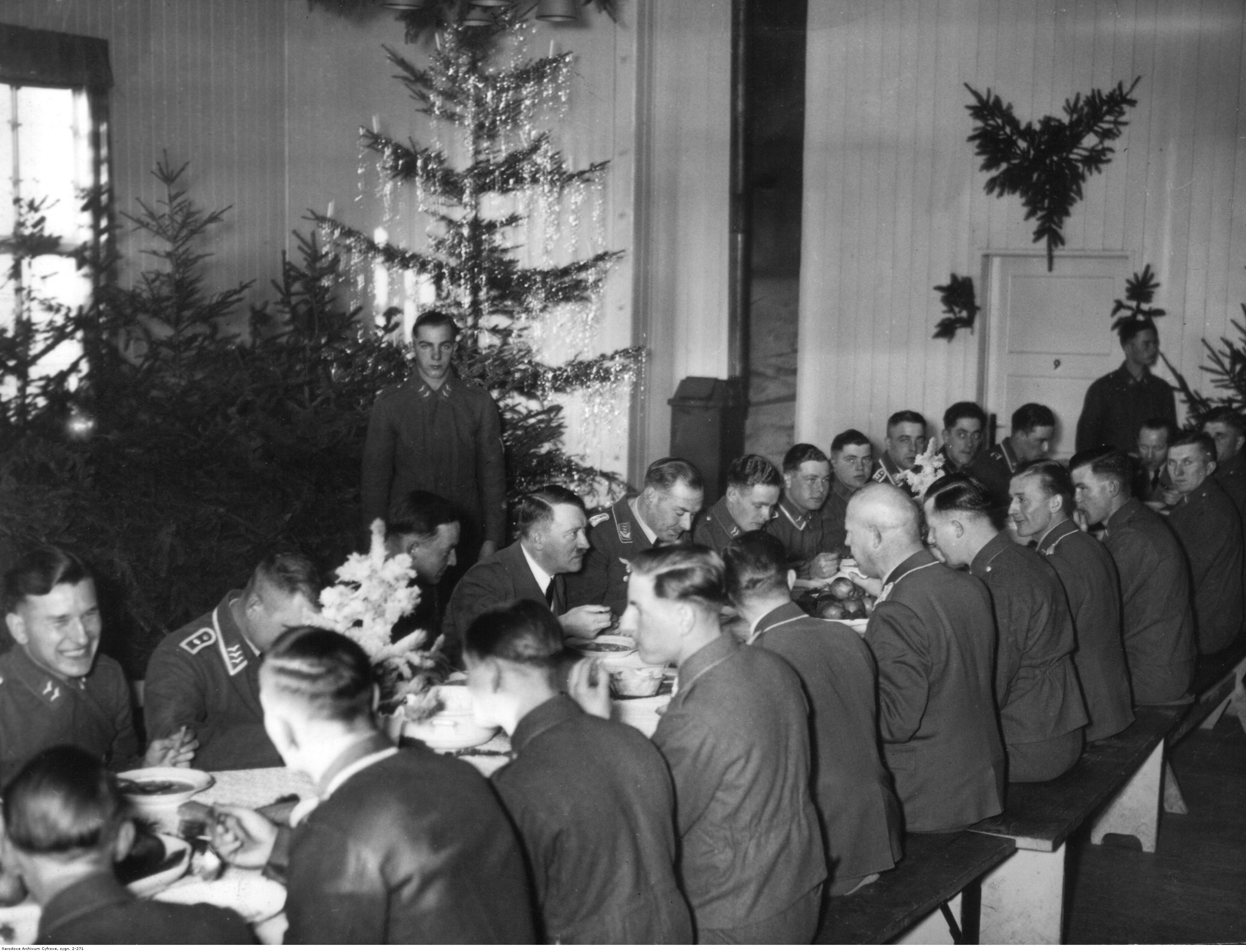
フリーガーブルーゼを着用する空軍兵、下士官（1939年空軍将兵らと食事をとるヒトラー）
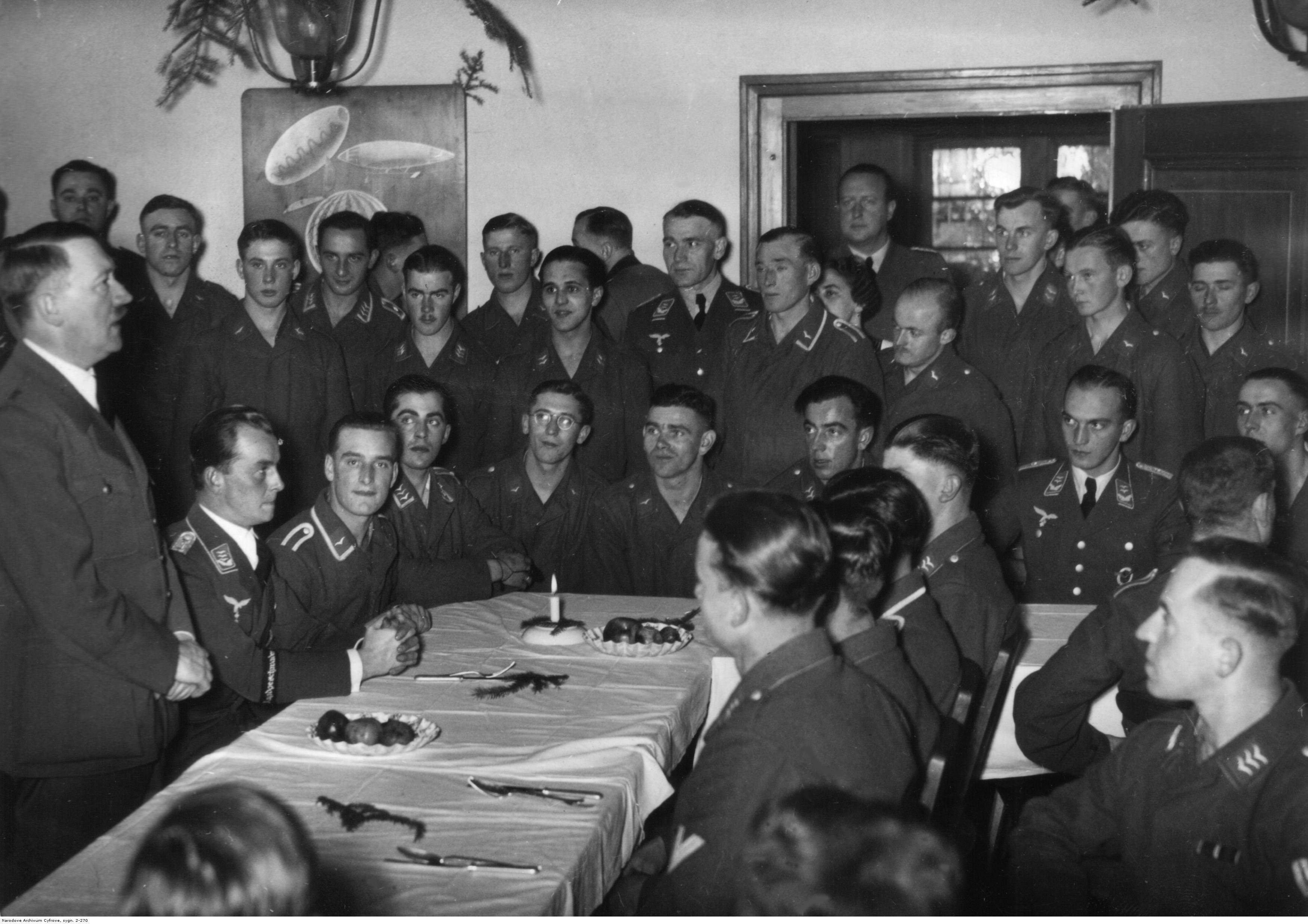
同上（空軍将兵へ訓示を行うヒトラー）

### ヴァッフェンロック
ヴァッフェンロック（Waffenrock）は1938年11月に制定されたトゥーフロックとよく似た上衣である。前合わせのボタンはトゥーフロックより1つ多い5つになり、襟を閉じて着ることもできるようになった。
トゥーフロックとフリーガーブルーゼの両方に取って代わる狙いがあったが、この上衣の制定後もトゥーフロックやフリーガーブルーゼは終戦まで製造を続けられて使用され続けた。

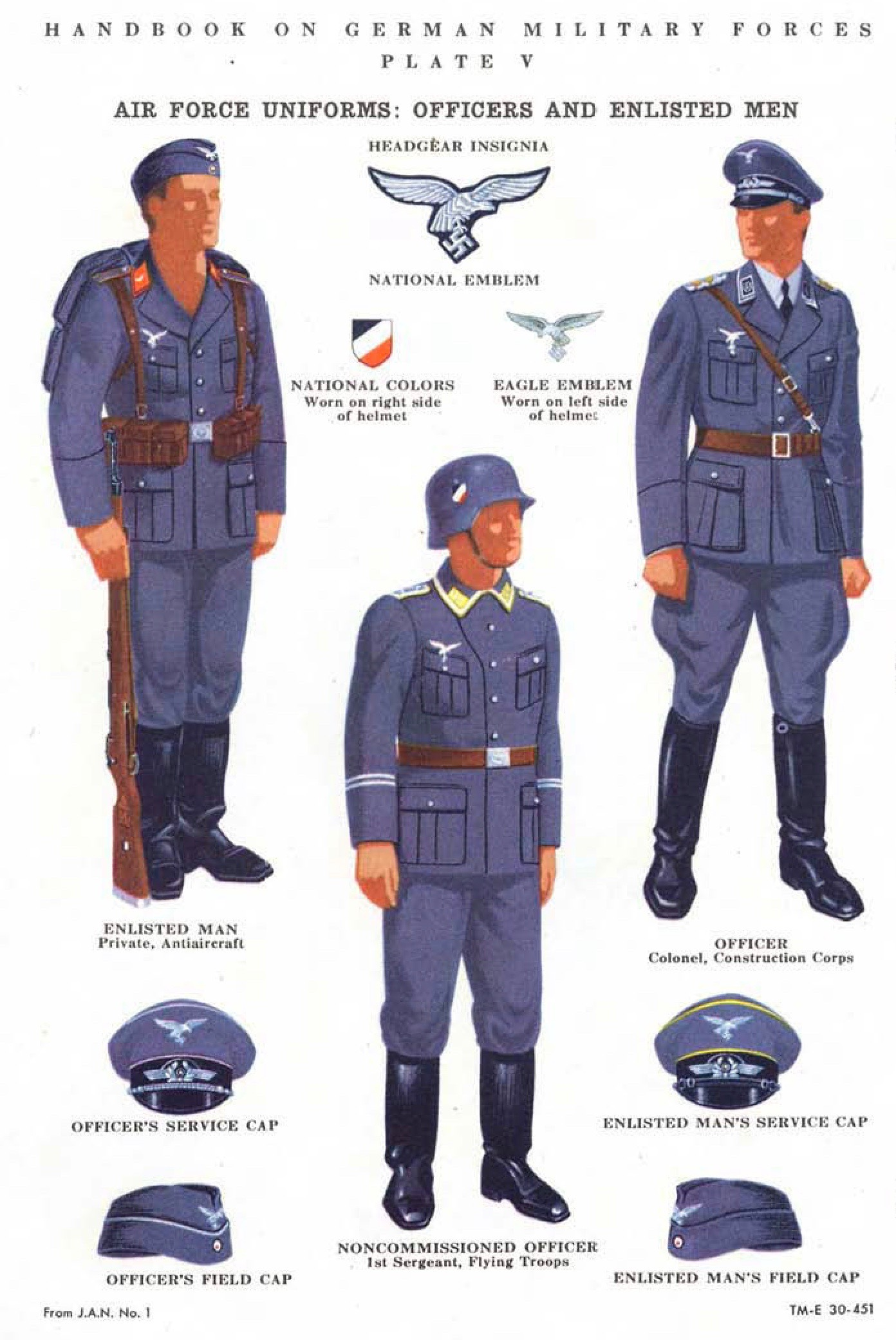
中央がヴァッフェンロック。左と右はトゥーフロック（アメリカ陸軍情報部『JAN #1 UNIFORMS AND INSIGNIA』）
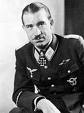
ヴァッフェンロックを着るアドルフ・ガーランド

### 夏服
戦前には4月1日から9月30日までは夏服の着用が許可されていた。白いズボンと白い靴、白い制帽、さらに将校の場合は白いチュニックを着用した（下士官兵士の場合は通常のブルーグレーのトゥーフロック）。この白いチュニックは色以外はほぼトゥーフロックと同形状であるが、唯一異なる点として将校であることを示す銀のパイピングが入っていないことがあった。
上衣とズボンはギャバジン、リンネル（麻）あるいはコットン製の布で仕立てられた。白いシャツや黒いネクタイとともに開襟で着用された。
空軍では夏以外にも白い制帽をかぶってよいことになっていた（上着は夏以外は通常のブルーグレーの制服を着用する）。これは「空の船乗り」としての自覚によるものだったといわれる。白い制帽は通常の制帽と異なりクラウン部のトップ周りのパイピングが入っていなかった。
開戦後には白いズボンや白い靴は着用されなくなったが、将校の白いチュニックと白い制帽は北アフリカ、イタリア、南ロシアなどの酷暑の地域のほか、ドイツ国内でも使用され続けた。

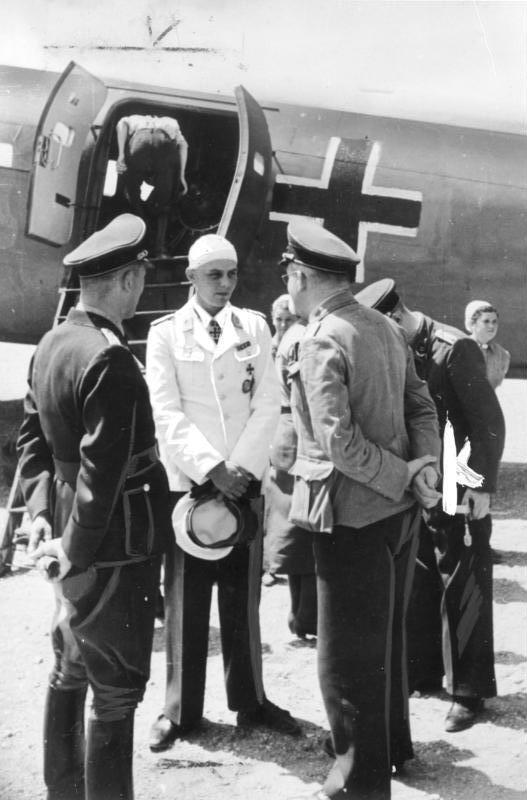
夏用の白いチュニックを着用するヴァルター・コッホ少佐（1941年）
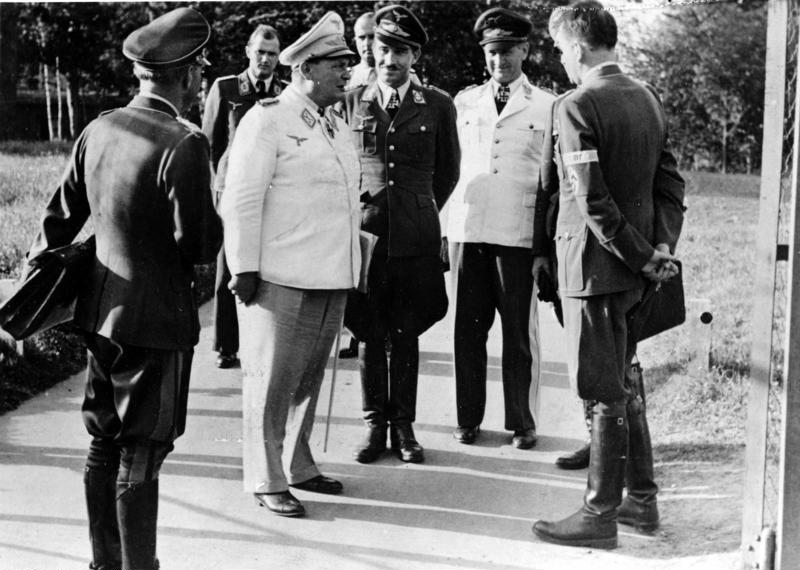
右から二人目のブルーノ・レールツァー上級大将が夏用の白いチュニックを着用している（1943年）
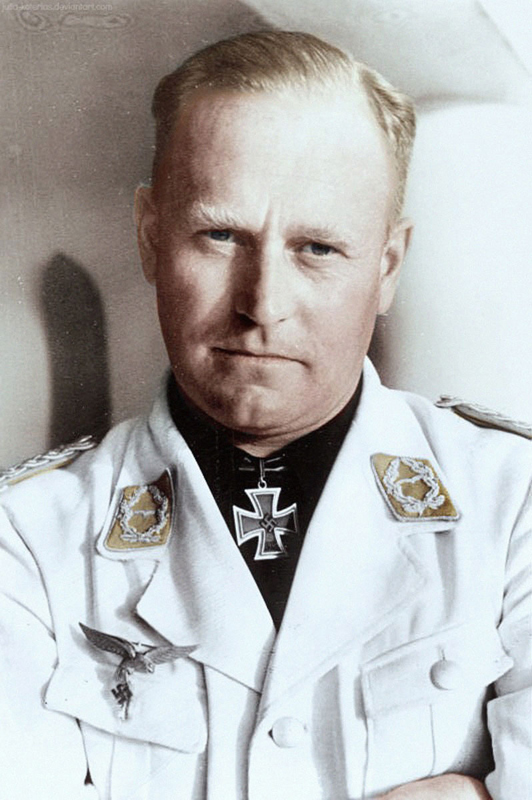
白いチュニックを着たエドガー・ピーターセン（英語版）
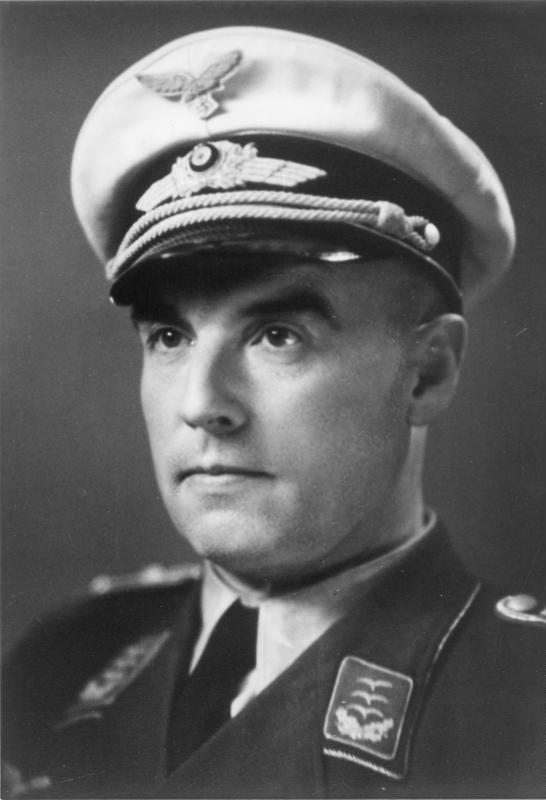
白い将校帽

## 礼服

### 将官用特別上着

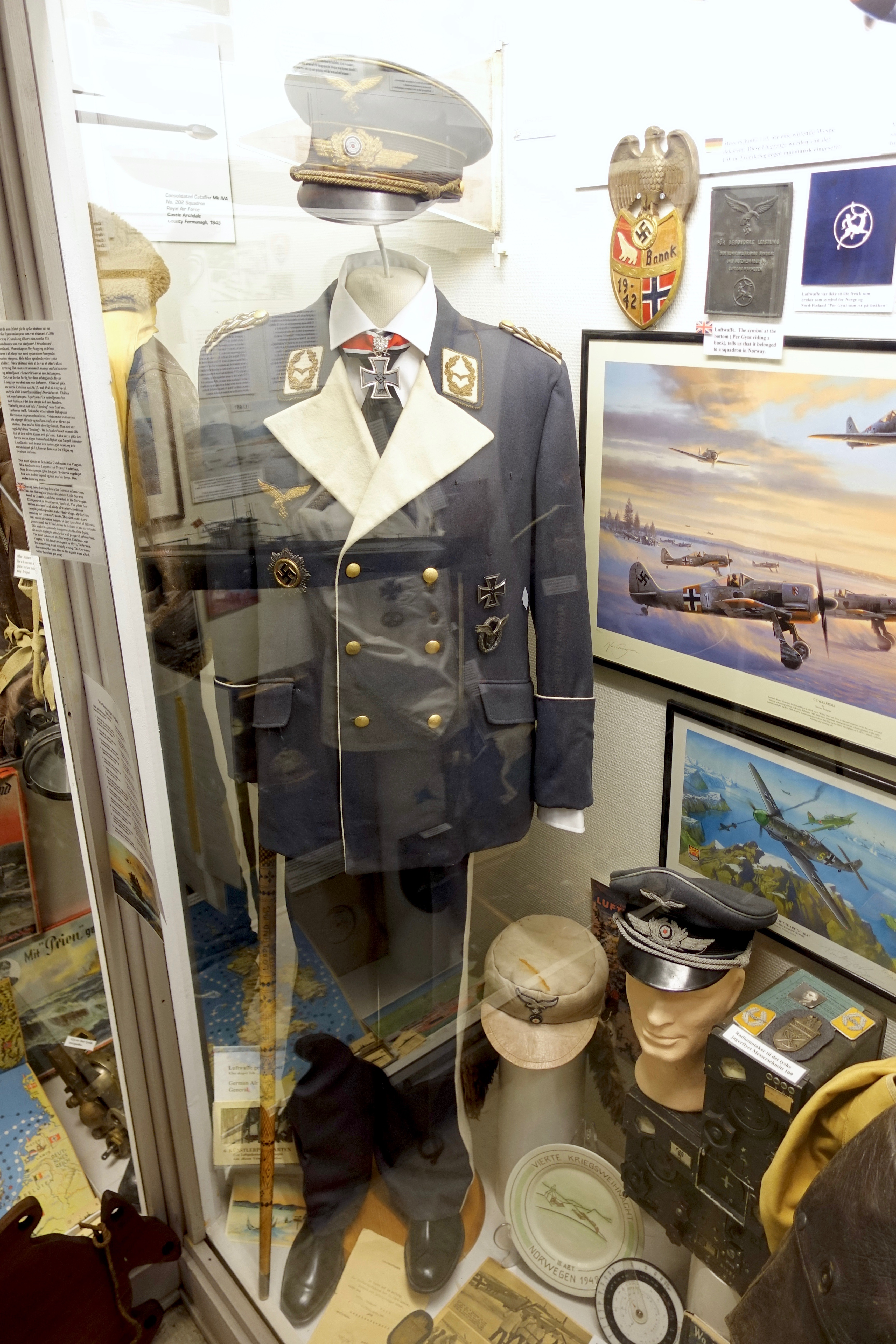
将官用特別制服

将官用特別上着（Kleiner Rock für Generale）は、空軍将官が改まった場に出席する際に着用したチュニックである。
上着はブルーグレーの上質な生地で作られており、前ボタンは一列3個の金色ボタンがダブルになっている。左右の腰に切り込みポケットが付いており、左の腰ポケットから剣か短剣を吊るした。背部の裾には短いセンターベントが入っている。開襟で着用し、下襟が大きい。また上襟の縁にはパイピングが付いている。袖にはカフスが付いており、カフスの縁にはパイピングが付いている。前立てにもパイピングが付いている。下襟やパイピングの色は通常の将官は白、将官相当軍属はダークグリーン、技術将官はピンクだった。
上着の下には黒いネクタイをしめた白いシャツを着用した。ズボンにはランパッセン（二本の線）が入っており、ランパッセンの色は下襟やパイピングの色と同じであった。

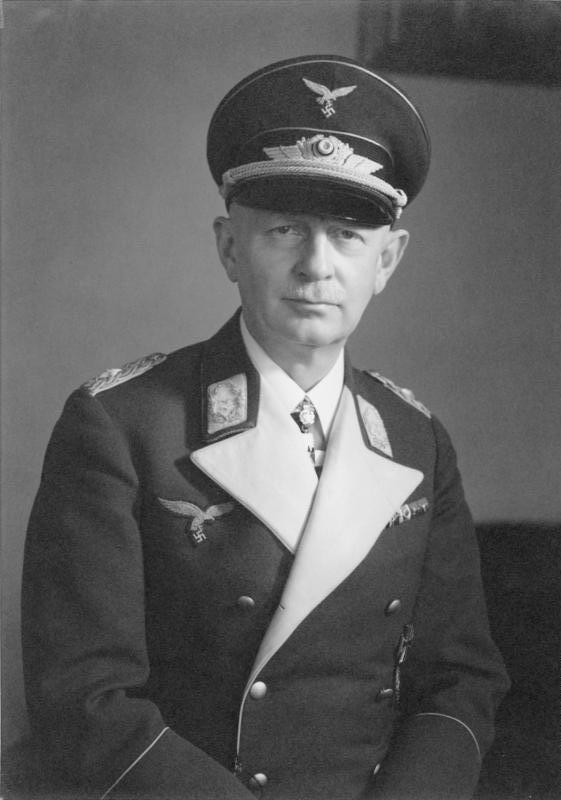
将官用特別制服（1940年ハインリヒ・ニーホフ中将）
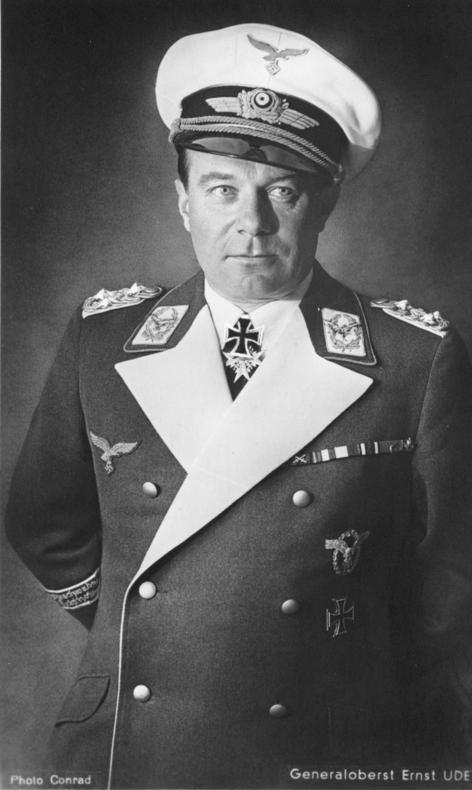
将官用特別制服（1940年エルンスト・ウーデット上級大将）
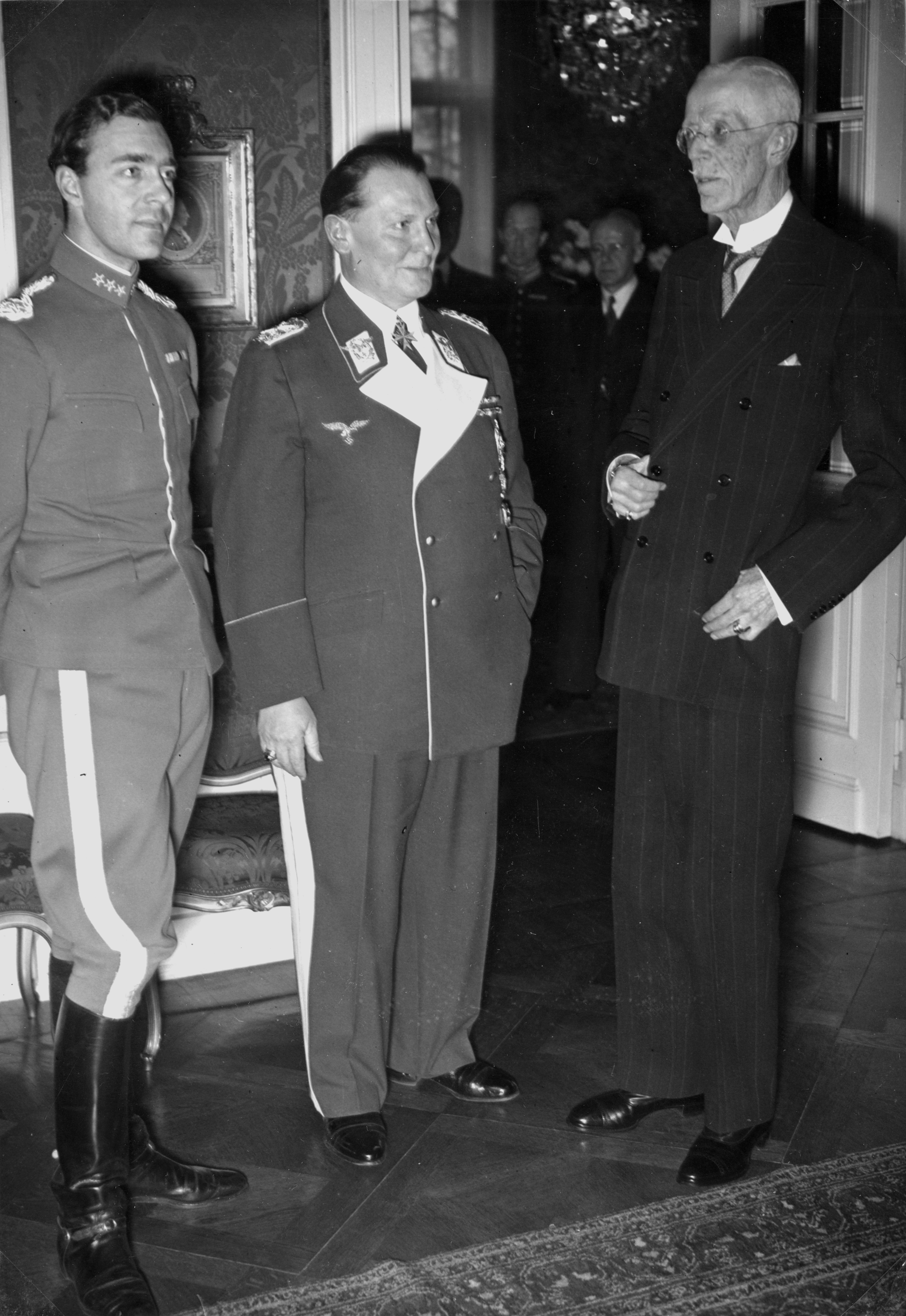
将官用特別制服を着ているゲーリング元帥（1939年スウェーデン王グスタフ5世とグスタフ・アドルフ王子とともに）

### 将校の晩餐服
空軍将校が購入できる晩餐会の席上で着用する礼服である。戦前期に将校にのみ着用された。海軍将校の晩餐服をモデルに1935年4月に制定された。
ひだのない白シャツの上に上衣とベストを着、側面にトレッセ（白い線）が走ったズボンを履く。上衣とズボンはブルーグレーのトリコット、またはそれと同等の布地で仕立てられた。上衣の裏地には人絹が使われている。上衣の前合わせは前ボタンを紐で結んで留めた。上衣の前身頃には左右それぞれ4個の飾りボタンが並ぶ。襟章は付かない。右胸には飾緒、左胸には勲章類を佩用する。
正式な夜会は白いベストと蝶ネクタイ、略式の夜会はブルーのベストと黒の蝶ネクタイを着用した。白ベストはキルティング素材製でそのボタンは通常は蝶貝製である。

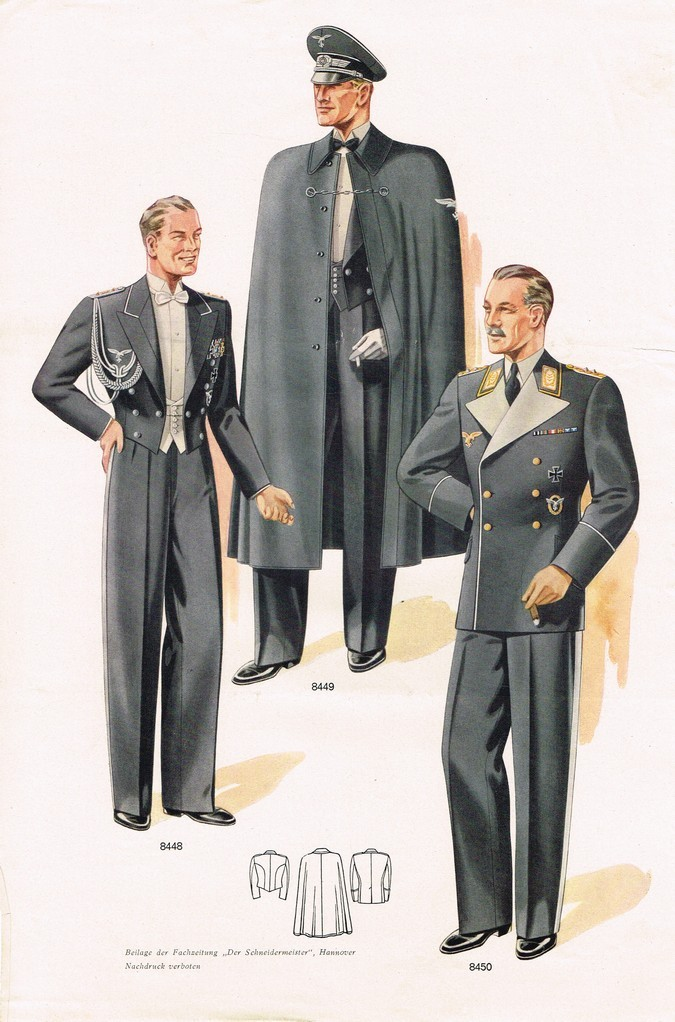
晩餐服（左）
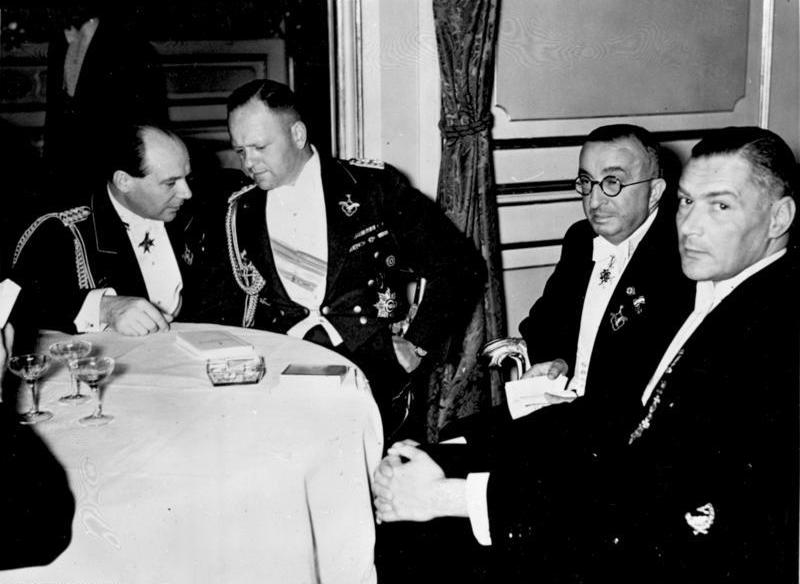
晩餐服を着用するエルンスト・ウーデット（左端）とエアハルト・ミルヒ（ウーデットの右隣）

## コート

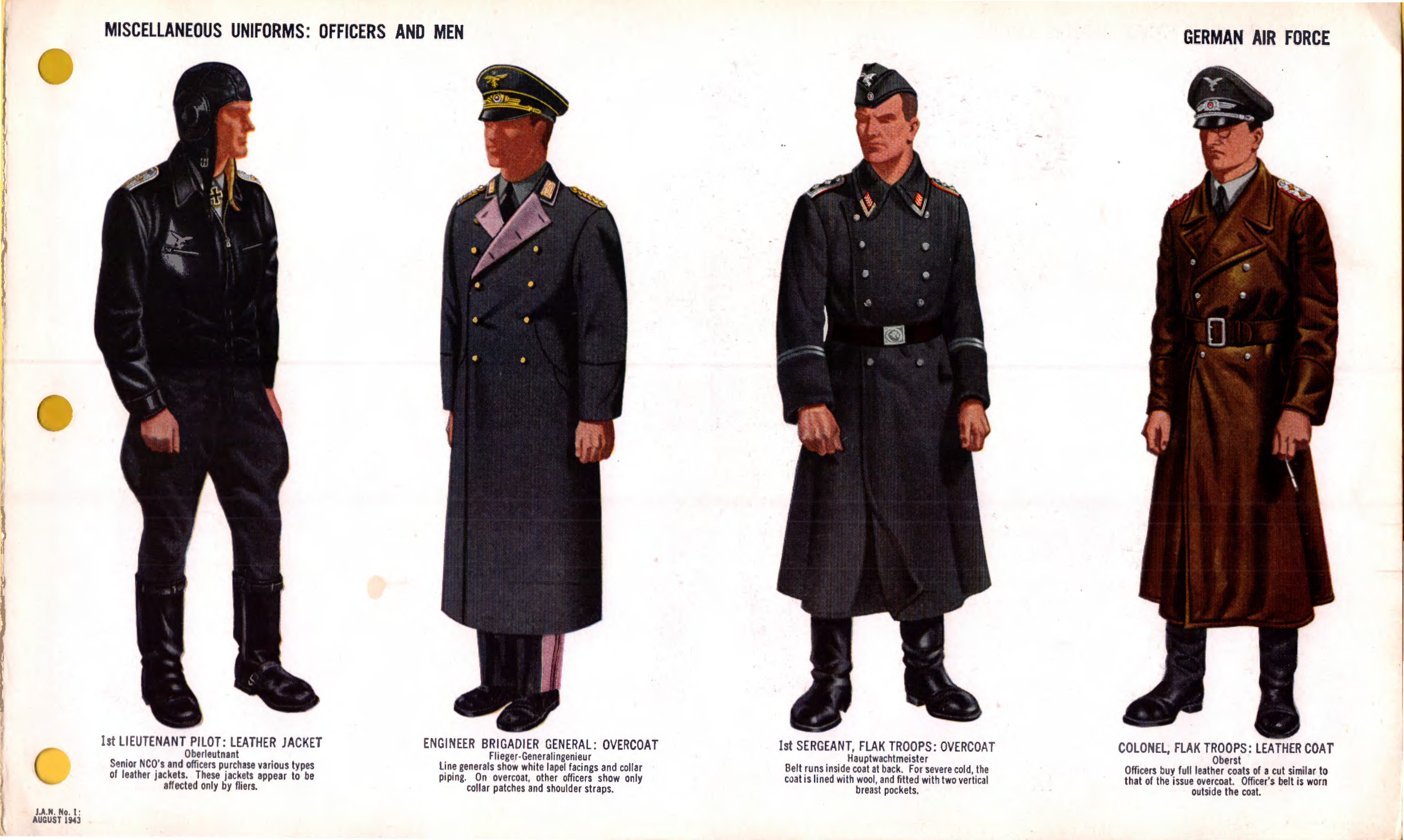
左から2番目は技術将官のオーバーコート、3番目は下士官のオーバーコート。右端は将校の革コート（アメリカ陸軍情報部『JAN #1 UNIFORMS AND INSIGNIA』）

空軍のオーバーコート（Mantel）はドイツ航空スポーツ協会（DLV）で使用されていた物がそのまま使われた。
ブルーグレーのウール製で、前ボタンは一列6個のダブルブレストになっている。ボタンの色は将官が金、大佐以下は銀であった。大戦末期には下士官兵のボタンはブルーグレー仕立てに変更された。当初は襟章も肩章も着用したが、1940年3月の通達で肩章が廃止され、1942年5月の規定で下士官兵の襟章が廃止されている。右胸鷲章は付けなかった。開襟して着用するものとされていたが、閉じて着用しても構わなかった。
将官の場合は下襟の裏側が白色（将官相当軍属はダークグリーン、技術将官はピンク）になっており、それを見せつけるように開襟する。オーバーコートを着用する場合は剣か短剣を左腰ポケットから吊るした。
将校は上記の通常の布製オーバーコートの他、ブルーグレーの革製オーバーコートやゴム製オーバーコート、レインコートなどを仕立てる場合もあった。これらは通常勤務や野戦などで着用された。デザインは通常の布製オーバーコートとほぼ同じである。ただ布製オーバーコートと違って襟章は付けず、肩章も着脱可能になっていた。
オートバイ兵用のコートもあったが、色がブルーグレーである事を除けば陸軍の物と同じである。

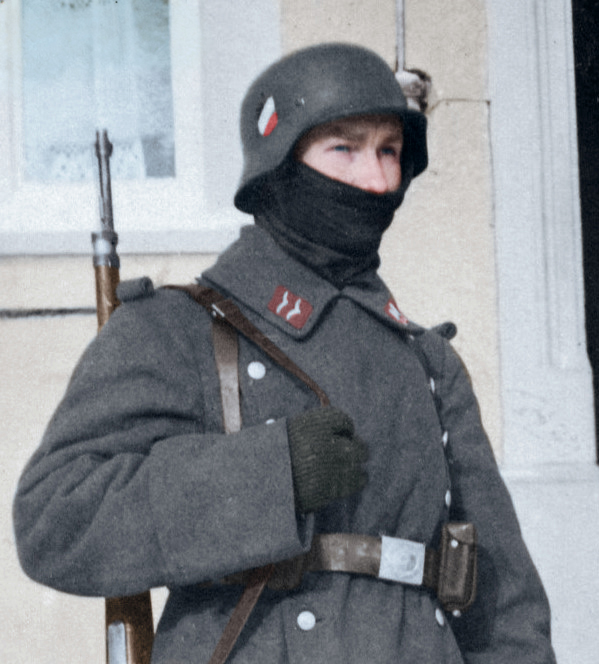
空軍兵士下士官のオーバーコート
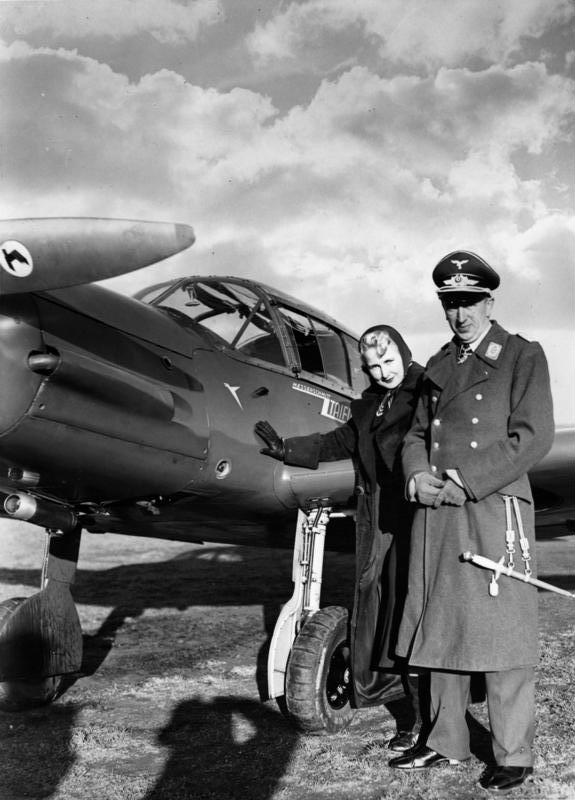
オーバーコート（1938年テオドール・オステルカンプ中佐）
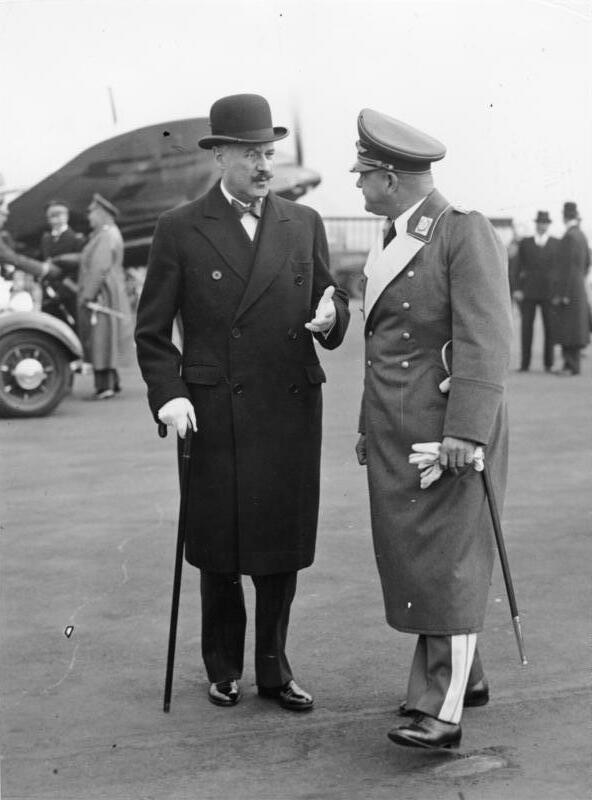
将官用オーバーコートのミルヒ航空大将（1937年）
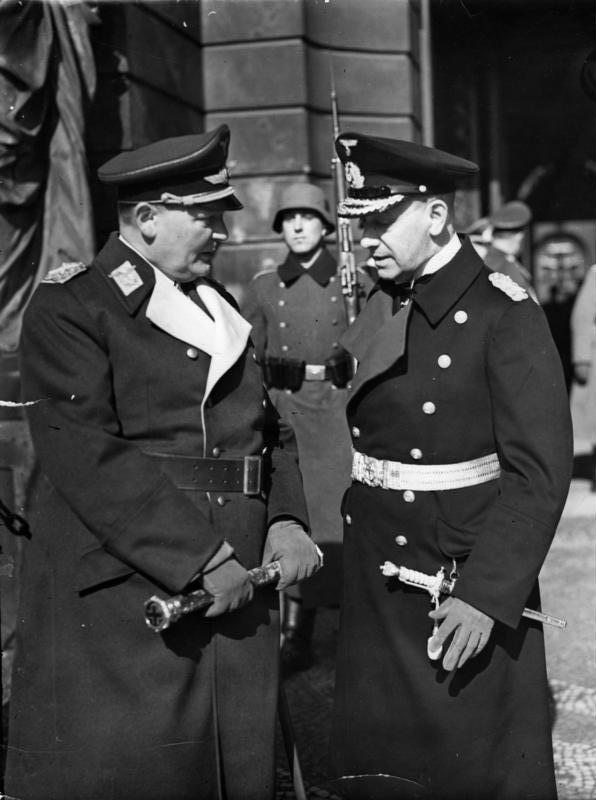
将官用オーバーコートを着用したゲーリング（1940年ベルリン）
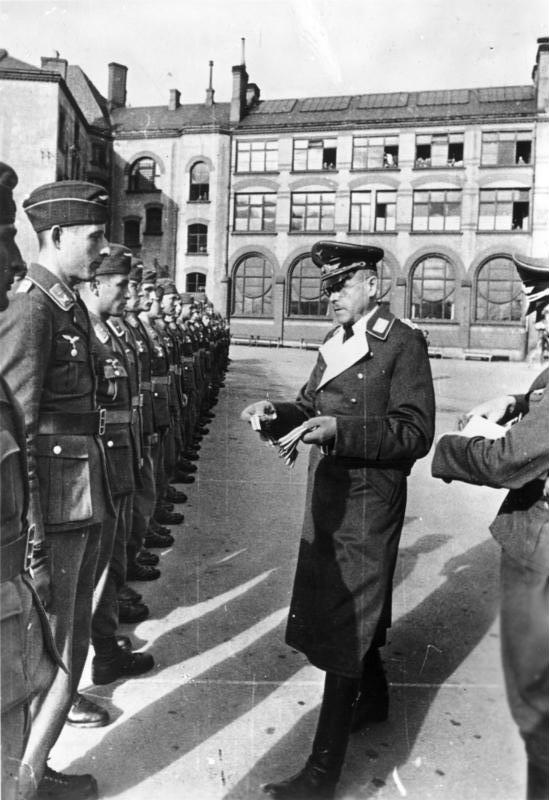
将官用オーバーコートのカール・キッツィンガー（ドイツ語版）航空大将
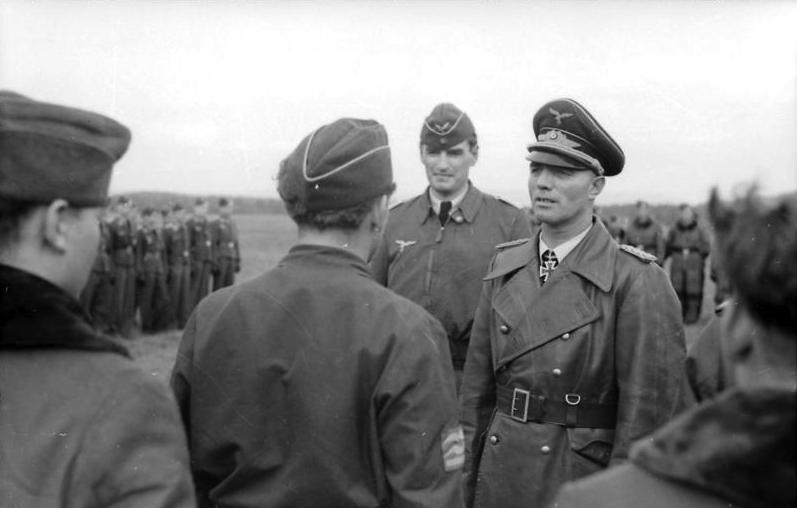
革のオーバーコートを着用するヨーゼフ・シュミット（en）少将

## 軍帽

### 制帽

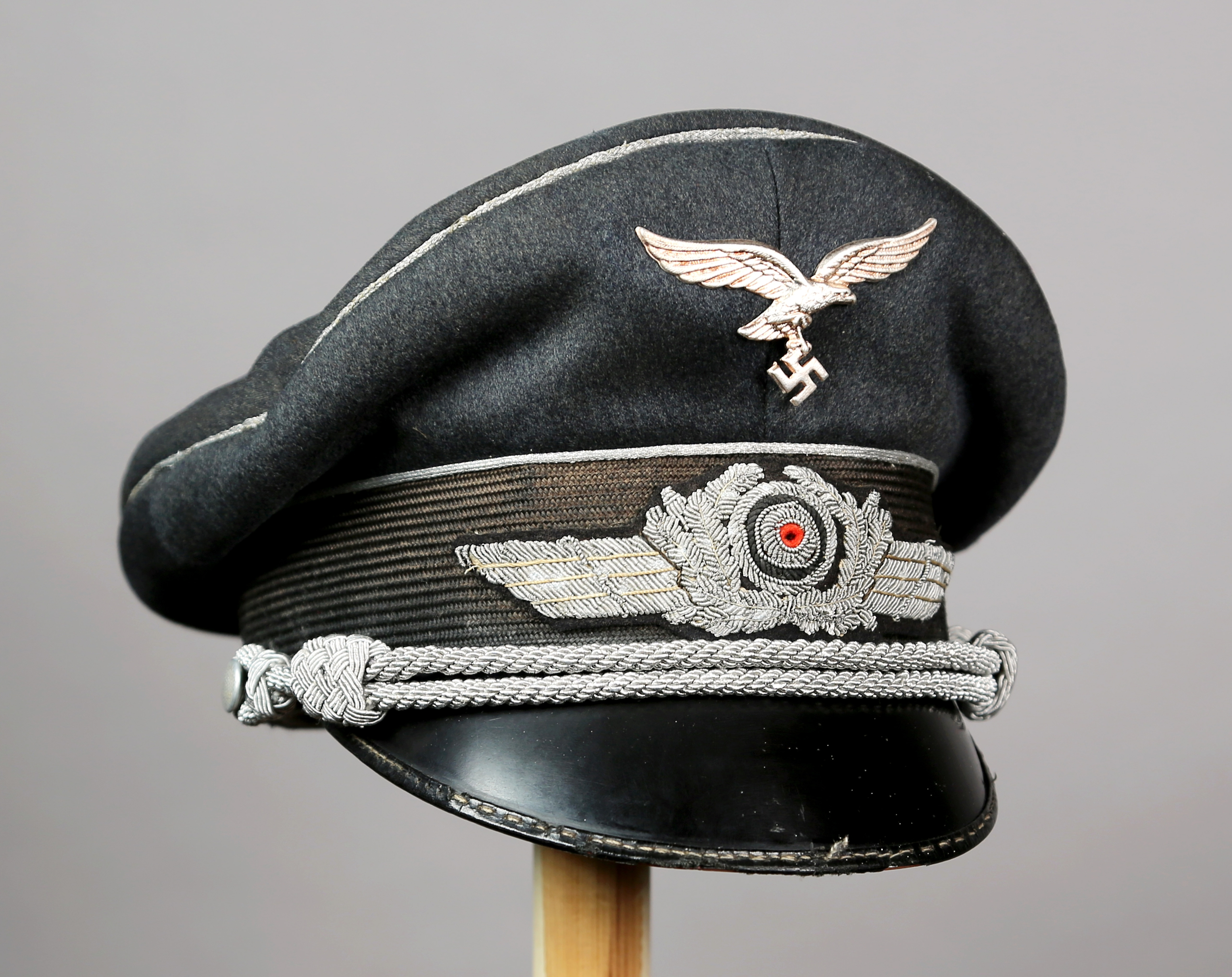
将校用制帽

空軍の制帽（Schirmmütze）はドイツ航空スポーツ協会（DLV）で使用されていた制帽に若干の改良を加えて制定された。ブルーグレー色のウール・レーヨン混紡の制帽であり、以前の制帽よりクラウン部のトップが高くなっている。バンド部は水平に畝が走るように織られた黒いモヘアである。陸軍の制帽と比べるとバイザーの縁がとがった形状になっている。
クラウンの鷲章、バンドの円形章とそれを囲む柏葉章は空軍独自の物が使用された。空軍の鷲章は飛行中の鷲をデザインしており、また柏葉章には翼が生えたデザインになっていた。将校の鷲章は銀のアルミニウム糸で刺繍されていた。一方下士官兵の物はアルミニウム製の軽合金だった。
陸軍の制帽と同様にクラウンやバンド部の縁回りには兵科色のパイピングが入っている。顎紐については将校はアルミモールをねじった顎紐、下士官兵は黒革の顎紐を付けた。将校のアルミモールの顎紐は将官は金色、佐尉官は銀色だった。
なお制帽の内側上部には型崩れしないようワイヤーが入っていたが、これをわざと取り外して形を崩すのが戦闘機パイロットの間で流行っていた。ただし形を崩しても前部中央の垂直の芯と内部の詰め物のため、前部が潰れることはなく左右側面だけが潰れたようになる。

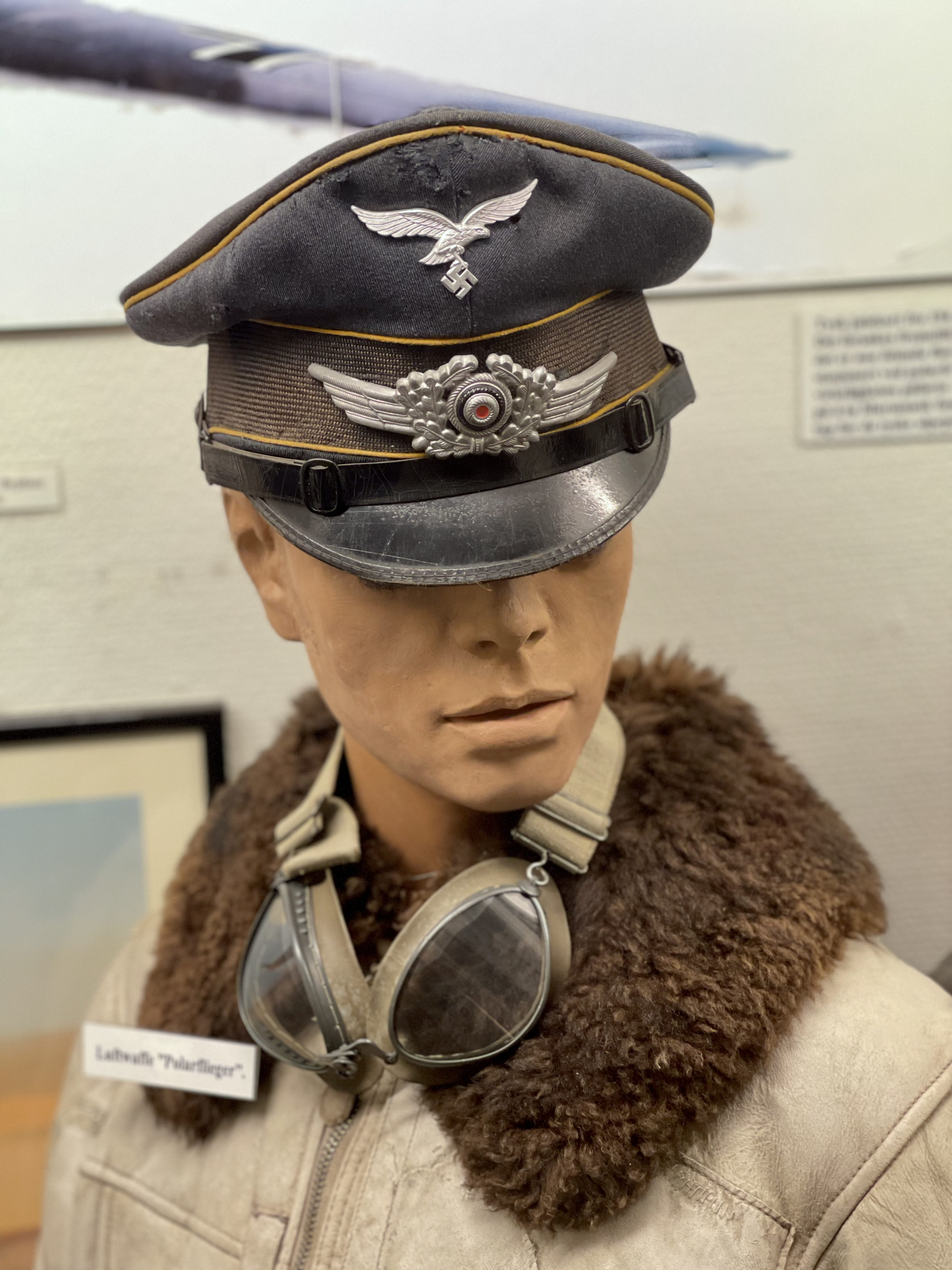
下士官用制帽
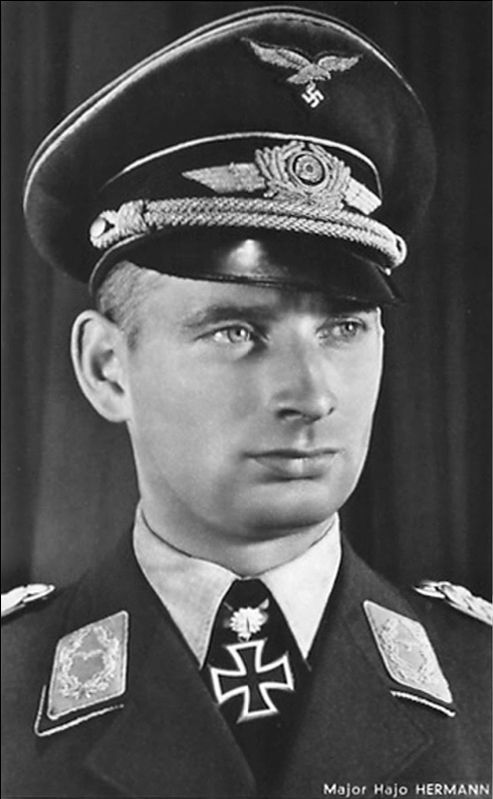
将校用制帽（1943年8月ハヨ・ヘルマン少佐）
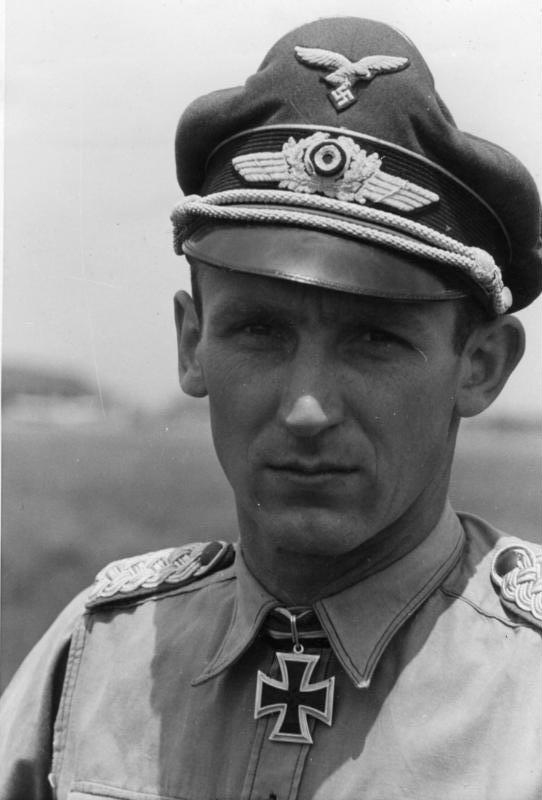
スプリンターを取り除いて形を崩している制帽（1944年ヘルベルト・リュティエ（英語版））

### 略帽

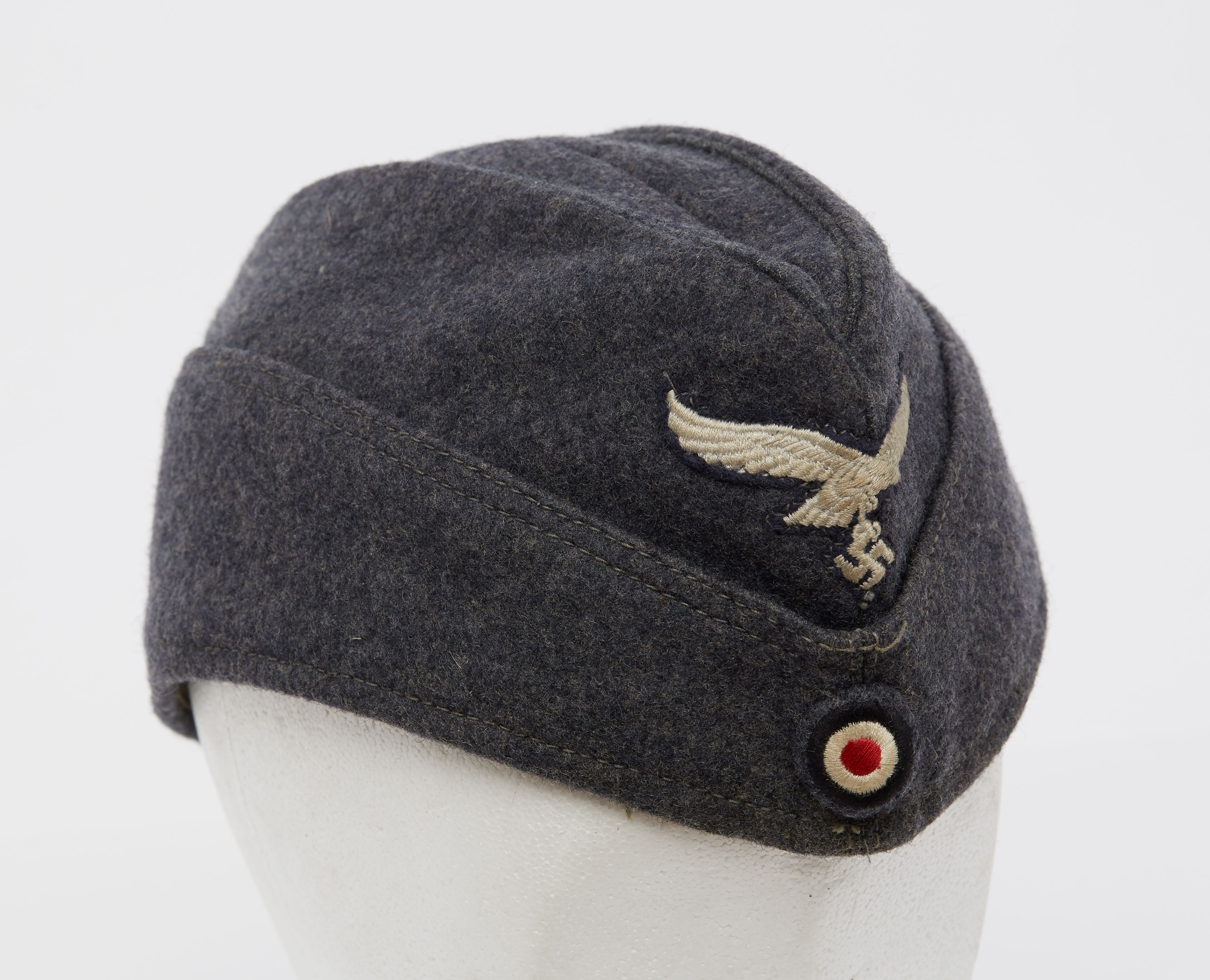
略帽

制帽の代わりに用いられた折り返し帽（ギャリソンキャップ）である。この型の帽子は日本では一般に略帽と呼ばれている。ドイツ空軍における正式名称は航空帽（Fliegermütze）である。逆さにすると舟のような形をしているため「小舟（Schiffchen）」という愛称があった。陸軍にも略帽があるが、そちらは野戦帽（Feldmütze）という名前だった。
空軍の略帽はドイツ航空スポーツ協会（DLV）が使用していた物を引き継いだものである。空軍の制服の色に合わせてブルーグレー色になっており、また折り返し部分が流れるようなフォームになっている点が陸軍の略帽と異なった。将校の略帽の方が下士官兵の物よりも上質である。
将校の略帽の鷲章や円形章は銀アルミニウム糸で手刺繍されており、折り返しの縁には3ミリの銀のアルミニウム紐のパイピングが付く（将校は金）。下士官兵の略帽にはパイピングはなく、鷲章は木綿糸、円形章はレーヨン糸の機械刺繍である。
規定では略帽は少し右に傾けて、耳と右の眉毛との隙間は指一本分以内、かつ鷲章・円形章は顔の中心線上に来るように被らねばならなかった。
下士官兵は略帽を支給されたが、官給品の略帽の品質はいいものではなかったので、私費で購入することも許可されていた。1943年に略帽に代わる規格帽が制定されたが、空軍では規格帽導入後も略帽が使用され続けた。

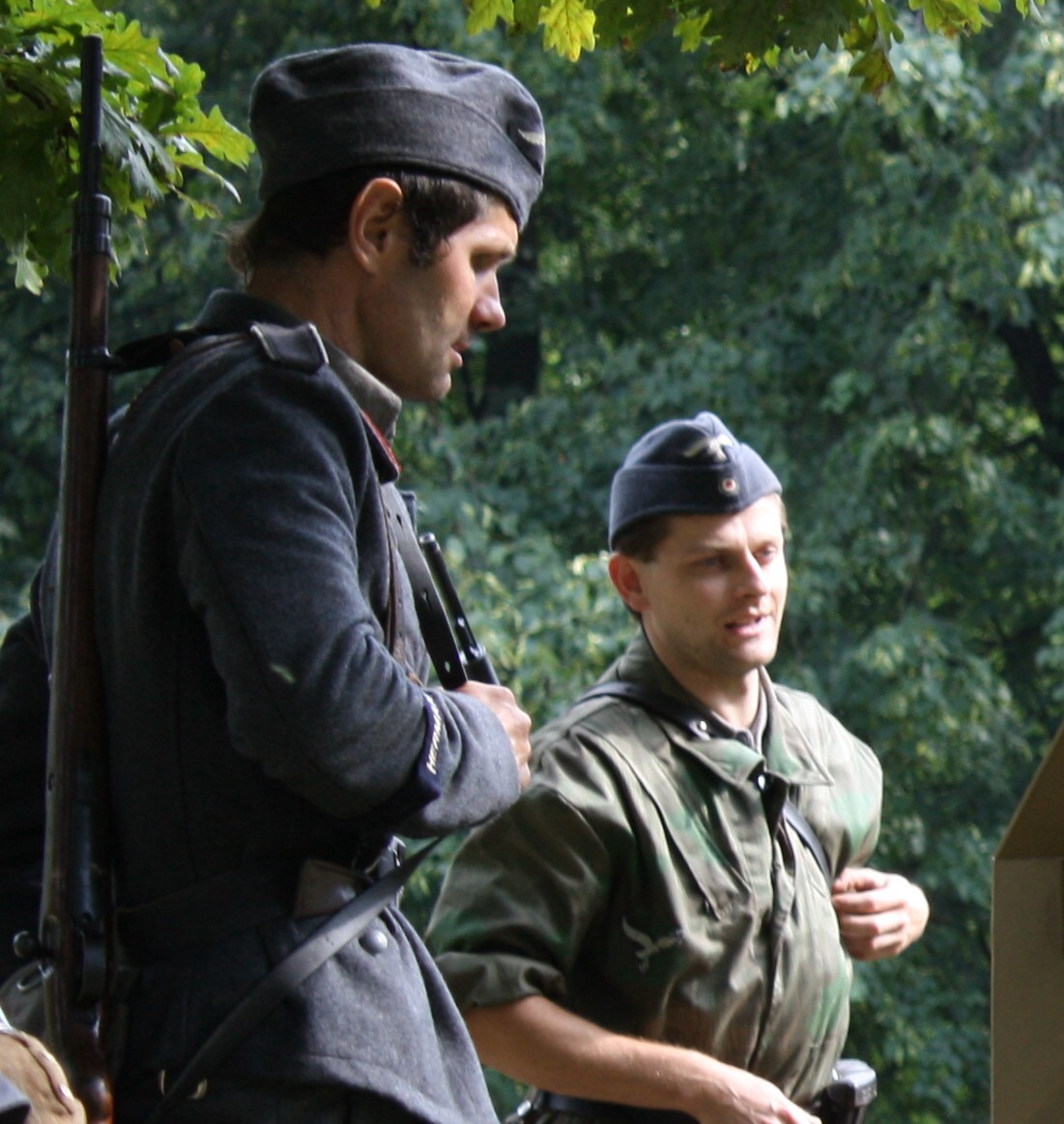
兵士用略帽（2008年ワルシャワ蜂起再現イベント）
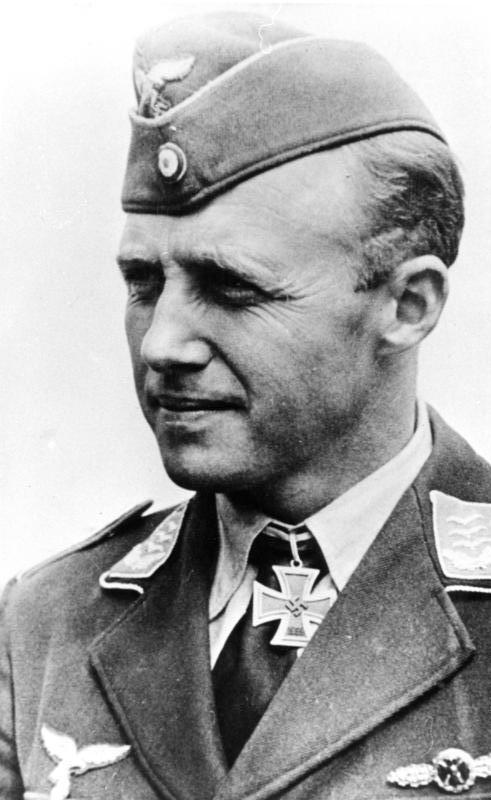
将校用略帽（1941年フリッツ・フリーゲル大尉）
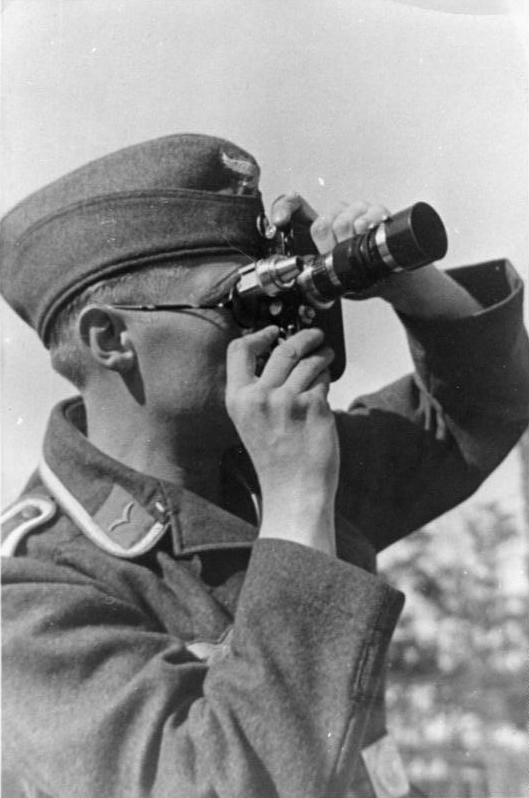
兵士用略帽をかぶっている空軍宣伝中隊の隊員（1939年）
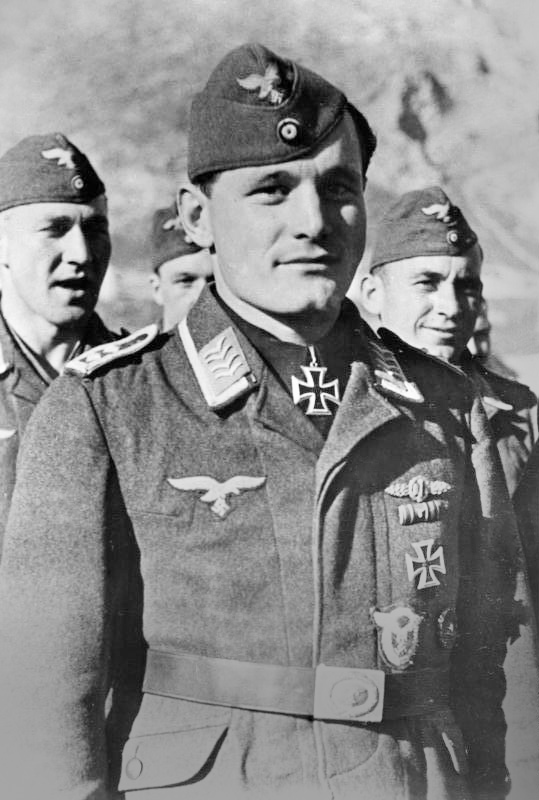
略帽（1942年ラインハルト・ヘラー曹長）

### 規格帽

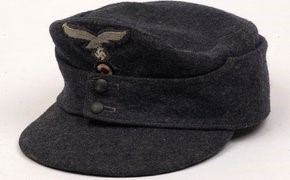
規格帽

1943年9月から全ドイツ空軍軍人に支給されたバイザー付き軍帽（山岳帽）である。1943年6月11日に陸軍、空軍、SSで規格が異なっていた略帽を統一する形で制定された。日本では一般に規格帽と呼ばれている。空軍における正式名称は「統一規格航空帽」（Einheitsfliegermütze）という。
空軍の規格帽はブルーグレー色であり、鷲章も空軍の鷲章を使用している。折り返しの前部がボタンで留められており、これを外すことで折り返しを下して耳を保護できた。ボタンははじめ1個であったが、後には陸軍の物と同じ2個になった。ボタンにはブルーグレーの樹脂、石目仕上げの銀色のアルミニウム、青い塗装のソフトメタルなど様々な素材が使われた。
鷲章や円形章は将校も下士官兵も機械刺繍である。通常は鷲章と円形章は別々の台布だが、逆三角形の台布に鷲章と円形章が一緒に機械刺繍されたものもある。将校や一部下士官の規格帽にはトップクラウン部（天井部）の縁周りに銀のアルミニウム製のパイピング（将官は金）が入る。

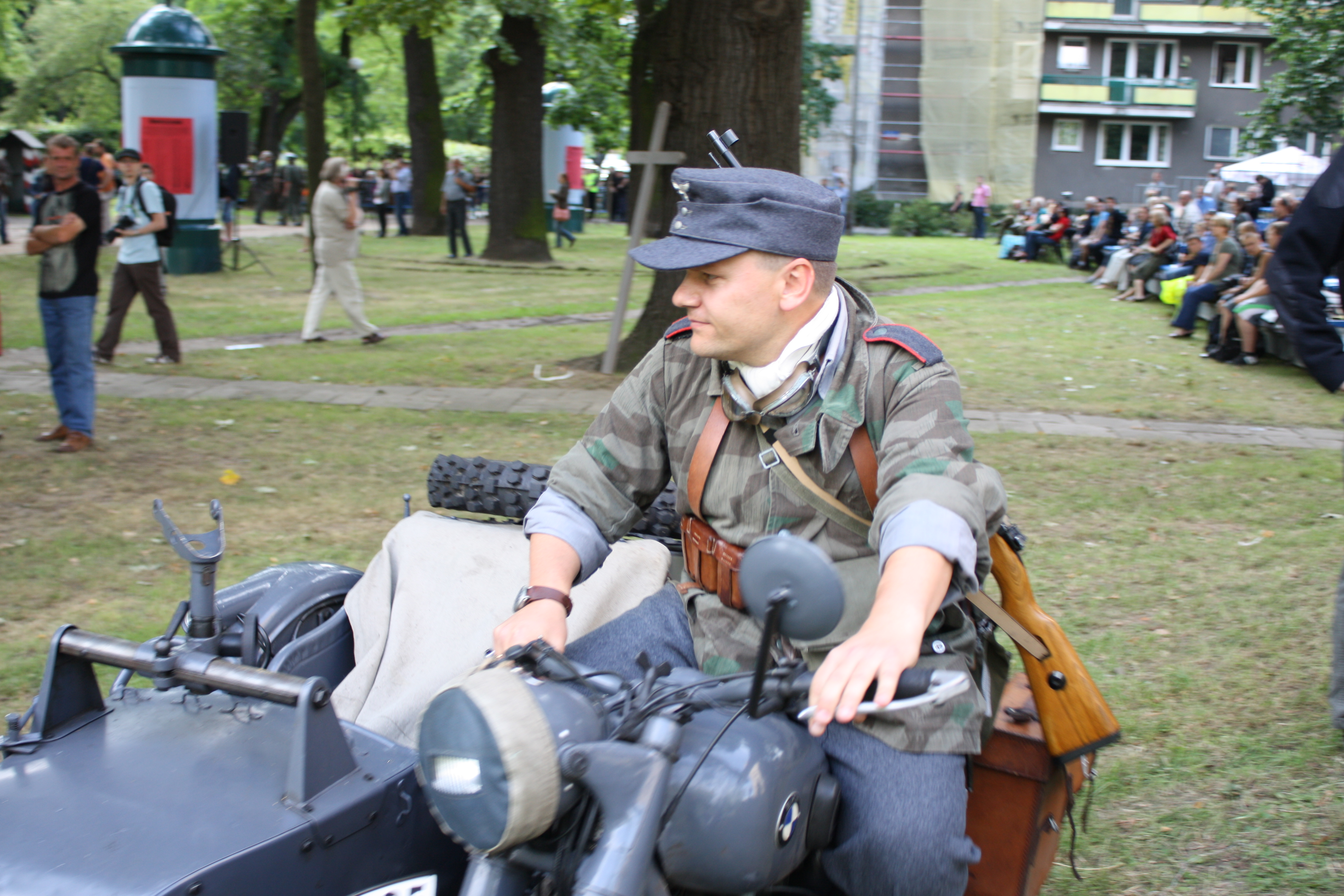
前ボタン2個の規格帽（2008年ワルシャワ蜂起再現イベント）
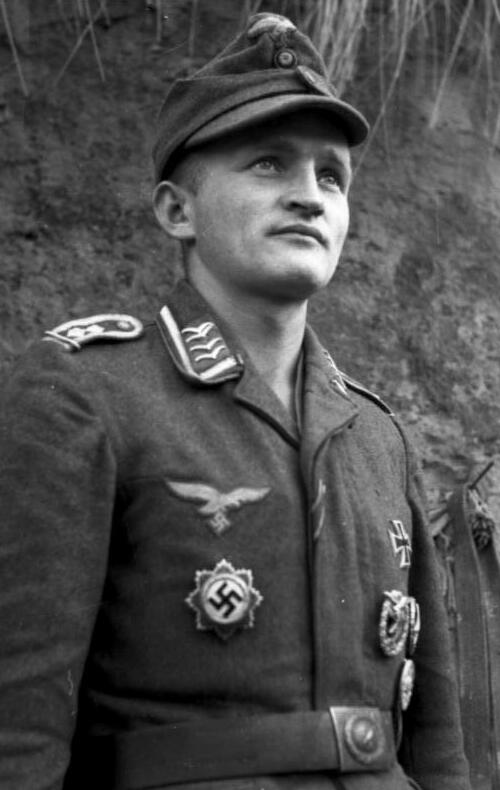
前ボタン1個の規格帽を着用したエーリヒ・ヘルマン曹長
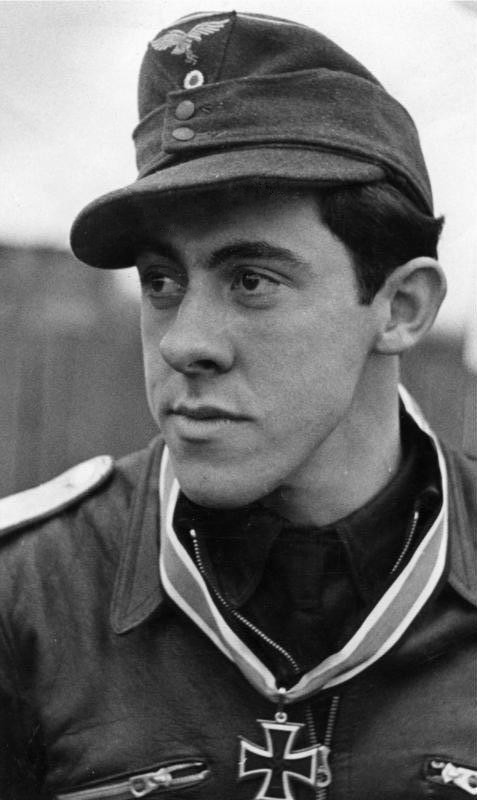
前ボタン2個の規格帽を着用したゲルハルト・ティベン中尉

## シュタールヘルム

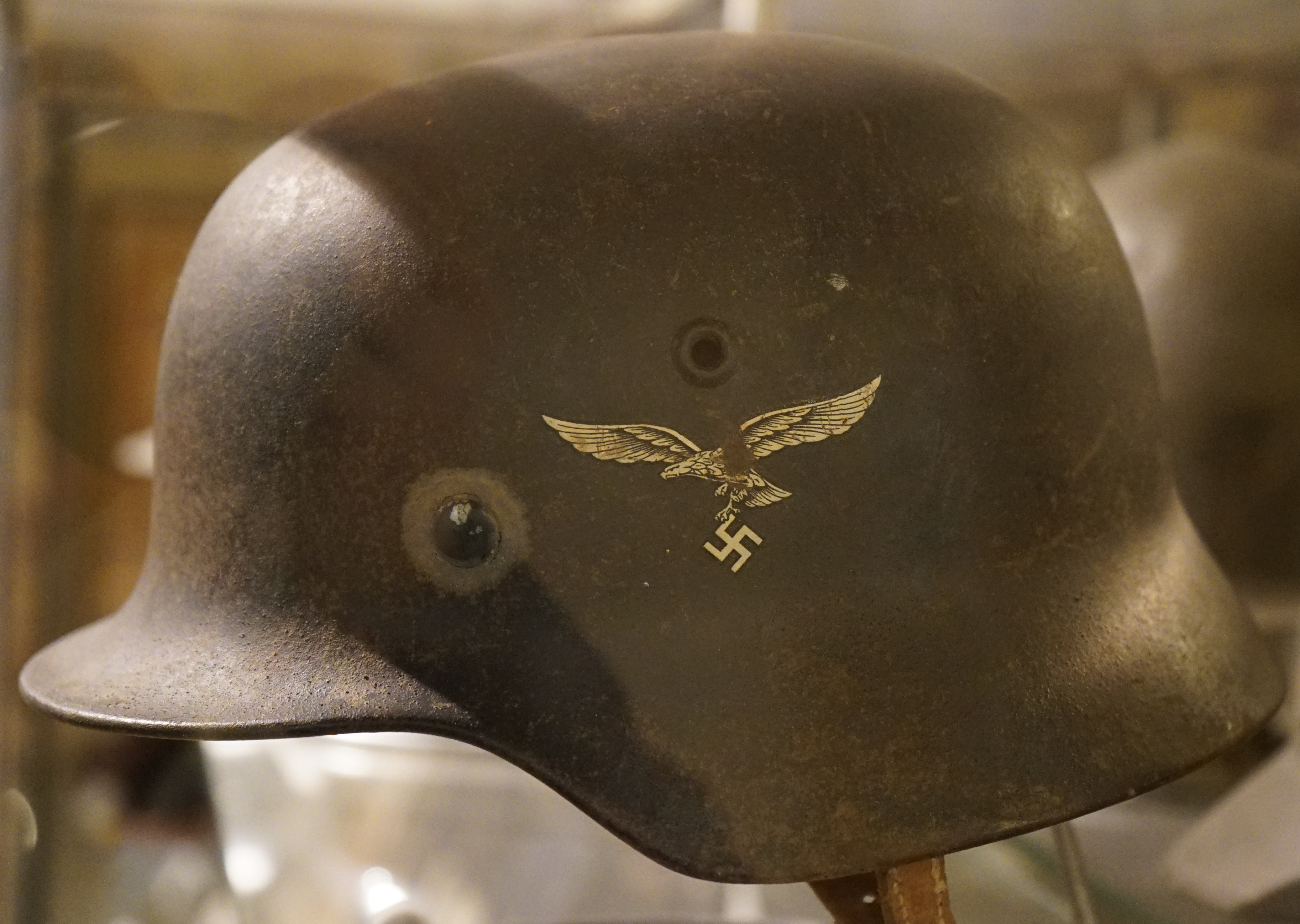
空軍シュタールヘルム

シュタールヘルム（鉄兜）は陸軍の物と同型である。違いは空軍の軍服の色に合わせてブルーグレー色に塗装され、左側の鷲章のデカールが空軍の鷲章になっているのみである。右側には陸軍や海軍と同じ黒白赤の国家色のデカールが入っていた。1940年3月に戦闘用のシュタールヘルムから国家色のデカールは外すよう通達があったが、この通達はしばしば無視された。
シュタールヘルムには一次大戦時代の1916年型と1917年型、ナチス政権時代の1935年型、1940年型、1942年型があるのも同じである。詳しくは陸軍のシュタールヘルムの項目を参照。
一方降下猟兵は独特なシュタールヘルムを使用した。詳しくは降下猟兵の項目で後述する。

空軍シュタールヘルムには左側に空軍鷲章のデカール、右側に国家色のデカールを貼る。
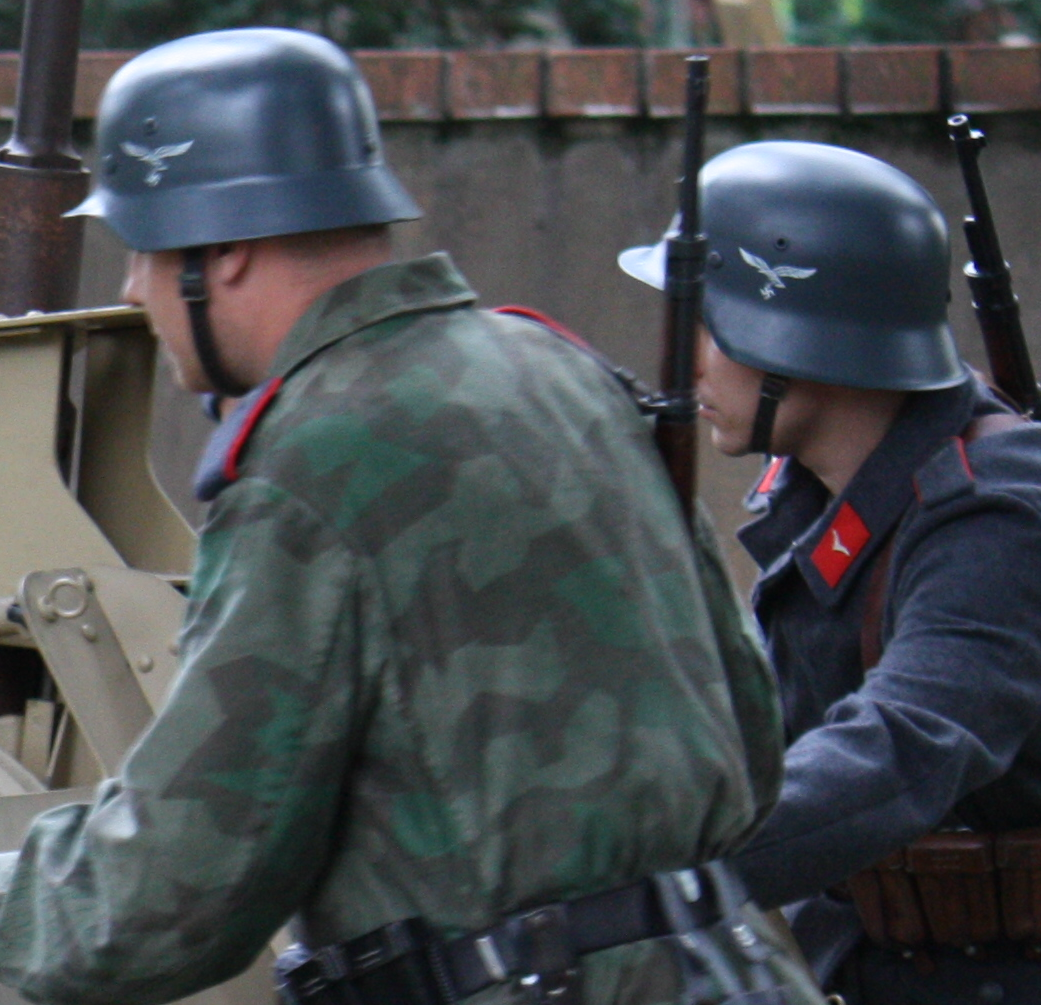
空軍シュタールヘルム（2008年ワルシャワ蜂起再現イベント）
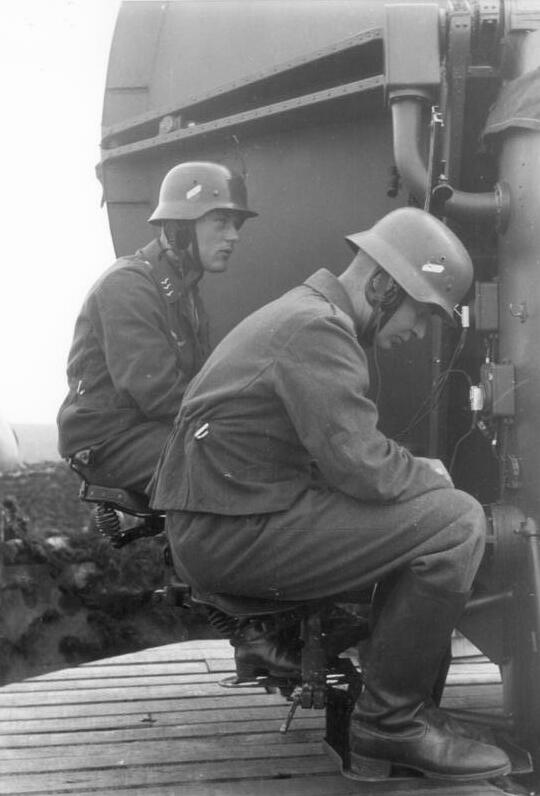
空軍シュタールヘルム（1943年対空レーダー「ウルツブルク」の兵士）

## 航空機搭乗員の軍装

### カバーオール飛行服

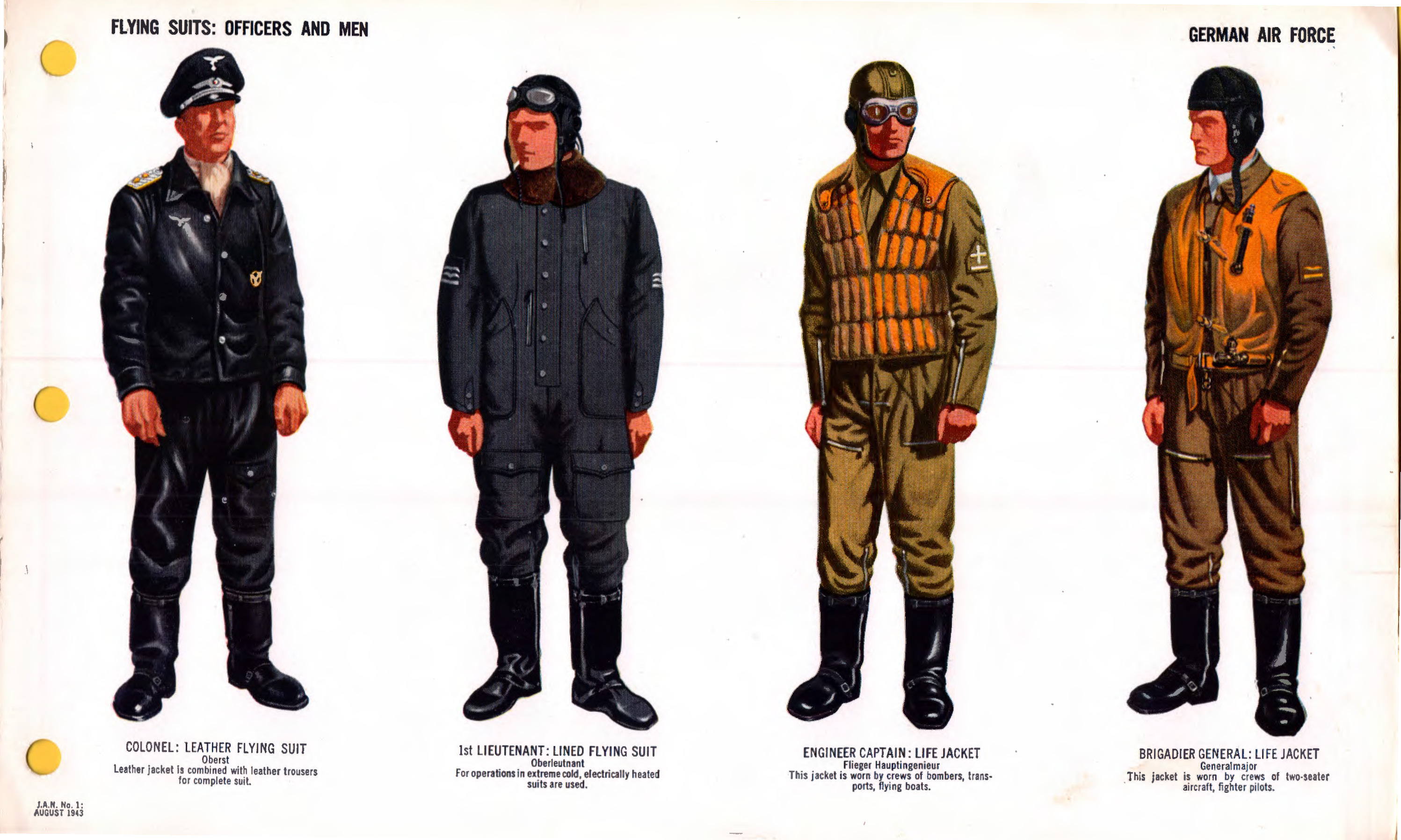
左から2番目は冬季用カバーオール飛行服、3番目と4番目は夏季用カバーオール飛行服（救命胴衣装着）（アメリカ陸軍情報部『JAN #1 UNIFORMS AND INSIGNIA』）

大戦前期、ドイツ空軍パイロットたちは通常制服の上にフリーガー・シュッツアンツーク（Flieger-Schutzanzug）というカバーオール（つなぎ）の飛行服を着用して航空機に搭乗した。正面の合わせが斜めになっており、また動きやすさを確保するために様々な場所にジッパーで留める切れ込みが入っていた。カバーオール飛行服には夏季用と冬季用があった。
夏期用のカバーオール飛行服の正式名称はKSo/34といい、温暖な気候での使用を目的として1934年に制定された。カーキ色の木綿製でツイル地の裏地が付いていた。ツーピース導入のために1941年に生産が中止されるも終戦まで使用されていた。
冬季用カバーオール飛行服には陸上飛行用と海上飛行用があった。陸上飛行服は正式名称をKW1/33といい、1930年代前半に開発され、第二次世界大戦初期に使用された。解放式座席の飛行機と高高度飛行のためにデザインされていた。スエード革に似た素材で作られ、飛行服の内側は分厚い羊毛が貼ってあった。前合わせや前身頃や腰のポケットはボタンで閉じる。海上飛行用の方は正式名称はKWs/34といい、陸上飛行用と同型だが、ライトブラウンまたはブルーグレーのウール・メルトンで製造されていた。またカバーオール飛行服には高高度における低温からパイロットや搭乗員を保護するために電熱服があった。飛行服の裏地と外被の間に設けられたいくつかの絶縁物に発熱線が通り、飛行服の電気系統と接続する電熱システムが採用されており、パイロットはサーモスタットによって温度調整できた。電熱飛行服の正式名称はフリーガーシュッツアンツーク・ミット・エレクトリッシャー・ベハイツングといい、実際は冬季海上飛行用のバリエーションである。ブルーグレーの厚手の木綿布を使っているため冬季飛行服としては軽く、着心地もよかった。紫色のビロードの裏地が付いていた。
飛行服の袖には通常の物と異なる特別な階級章が縫い付けられていた。この特別な階級章は1936年1月に導入されたもので、フライトジャケットや空挺部隊のスモック、空軍地上部隊の迷彩服にも使用された。
カバーオール飛行服はかさばるため戦闘機パイロットに好まれず、爆撃機や輸送機の乗員などが主に使用するようになった。

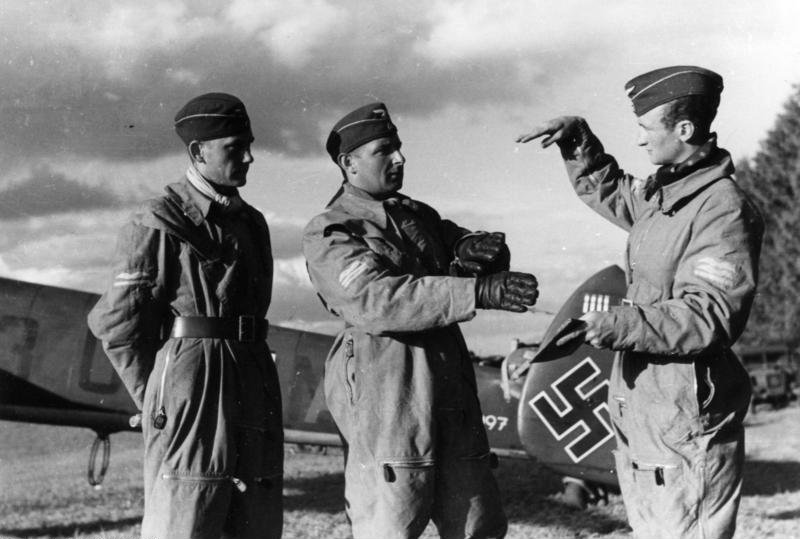
フリーガー・シュッツアンツーク（1940年テオドール・ロジヴァル大尉、ヨハン・シャルク中佐ら）
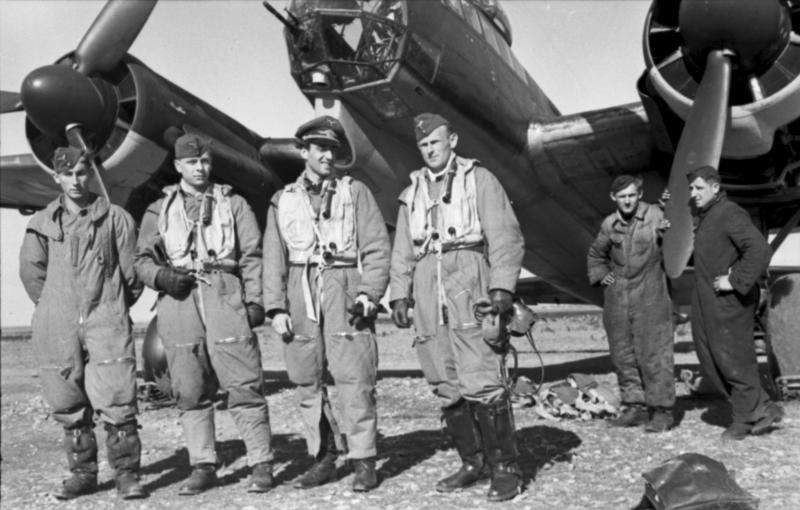
フリーガー・シュッツアンツーク（1942年フランス）
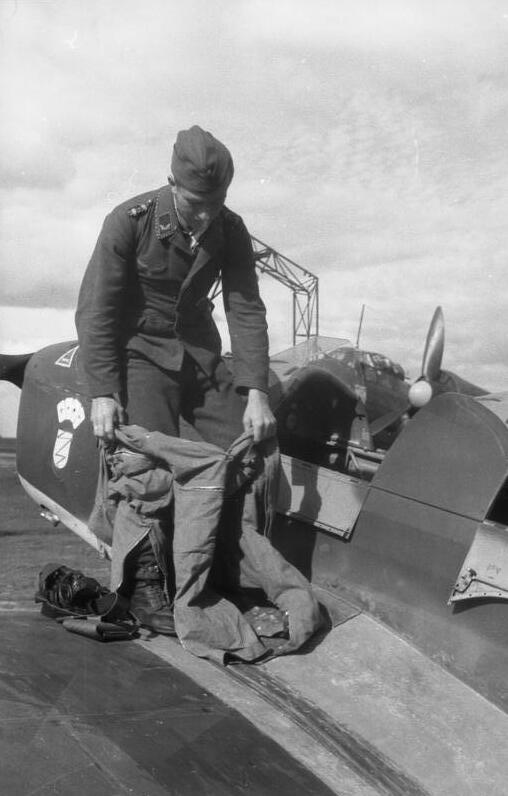
フリーガー・シュッツアンツークを着用しようとしているパイロット（1940年フランス）
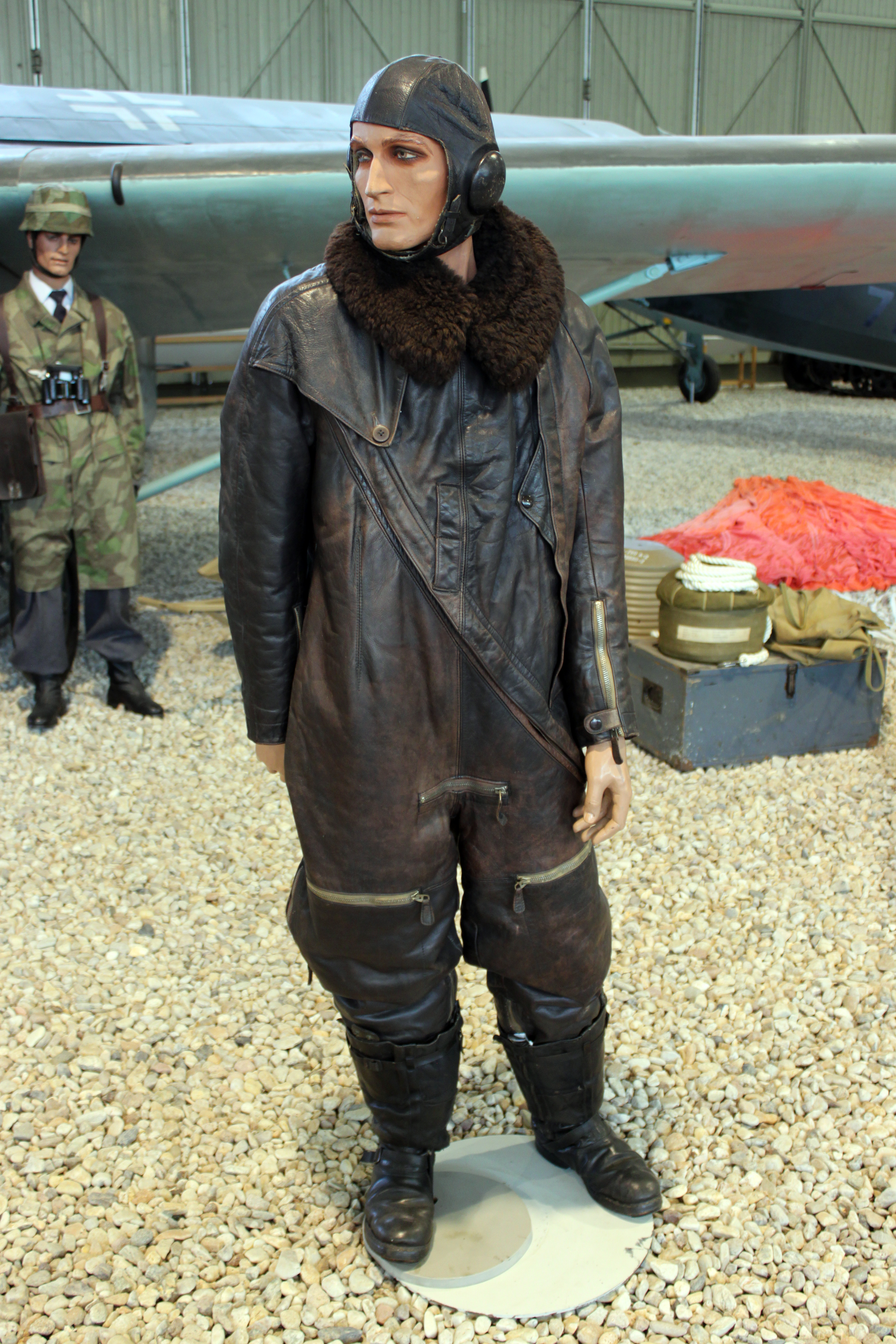
冬季用フリーガー・シュッツアンツーク
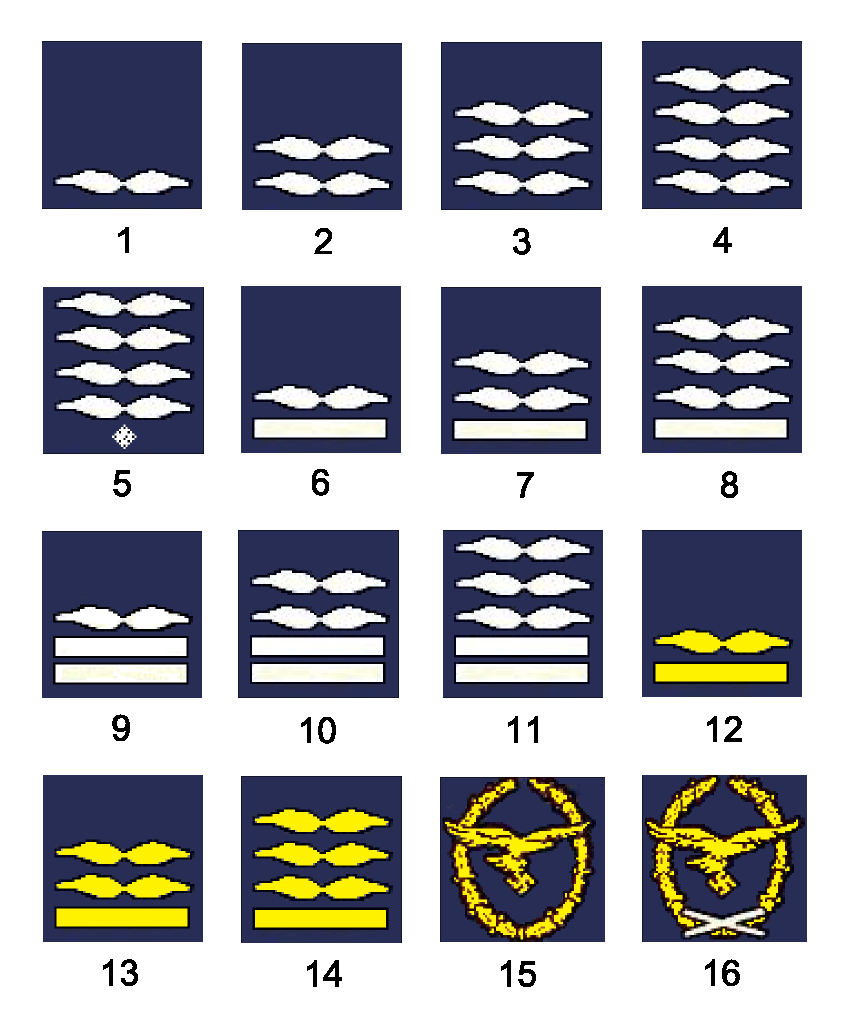
飛行服の袖の階級章の図表[# 1]

### フライトジャケット
1940年以降のパイロットはフリーガー・ヤッケ（Flieger-Jacke）と呼ばれるフライト・ジャッケットの着用が一般的になった。フリーガー・ヤッケはパイロットごとに様々である。そのバリエーションの多さは各国のフライトジャケットの中でも恐らくドイツが随一であった。これはドイツ空軍が正規のフリーガーヤッケを制定しなかったため、パイロットたちが個人で仕立てたのが原因と考えられる。特に将校クラスのパイロットたちはフリーガーヤッケのかっこよさを競い合っていたという。
様々な種類があるが、前合わせがジッパーで両胸にポケットがある革製ジャケットが一般的だった。ジャケットには通常、肩章や鷲章、航空記章などが付けられていた。フリーガーヤッケにも布製の物と革製の物がある。冬季用に羊毛を使用した物も見られる。また襟に人造毛皮を使用した革製ジャケットも多く見られる。
西部戦線では鹵獲したアメリカ軍のA-2フライトジャケットやイギリス軍のアーヴィン・ジャケットを着用しているパイロットも見られる。

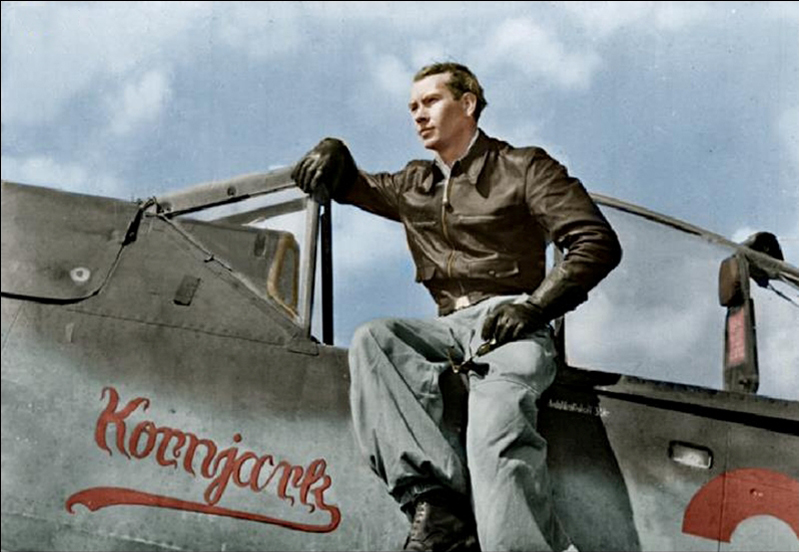
フリーガー・ヤッケ（フォッケウルフ Fw190パイロットのコンラート・バウアー曹長）
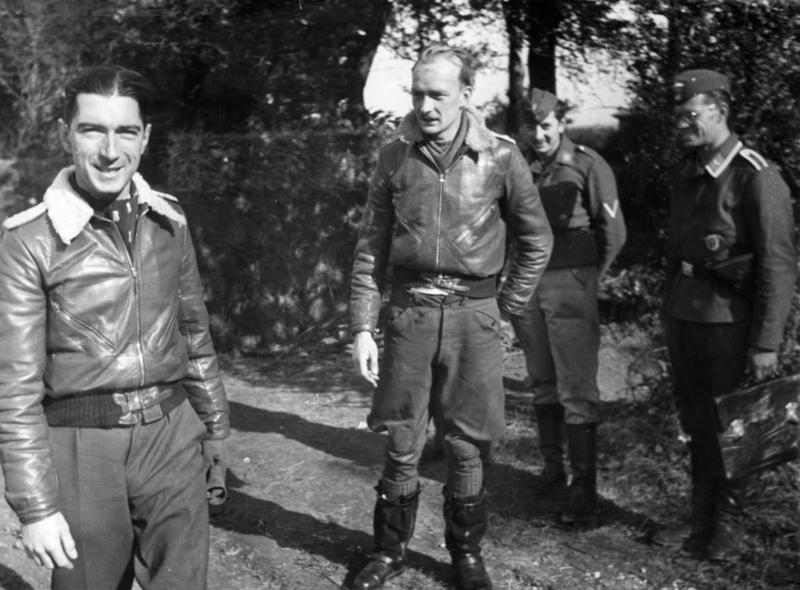
フリーガー・ヤッケを着用しているヴェルナー・メルダース中佐とゲオルク・クラウス中尉（1940年）

### カナールヤッケ
1942年頃からカナールヤッケ（Kanaljacke）と呼ばれたジャケットとズボンのツーピースのフライトスーツが導入された。カバーオール飛行服よりも安価で制作に手間がかからないために導入された・カバーオールよりも着心地がよく体に楽にフィットさせられたのでパイロットたちには愛用された。なお「カナール」とは海峡のことでイギリス海峡を横断しなければならないイギリス本土爆撃任務で最初に使用されたので非公式にこの名で呼ばれるようになった。
カナール・ヤッケは多種多様な色と素材で作られた。バリエーションが多かったのはドイツが広大な地域を占領している間、多くの地元工場が現地の各種材料でドイツ軍の被服を製造していたことや、大戦後期にはドイツの工場の多くが空襲で破壊され、手に入るどんな材料でも製造に役立てなければならなくなったことなどが原因である。しかし飛行服の品質は大戦後期にもまずまずの水準が保たれていた。
上衣はフリーガー・ヤッケ風で、上衣の裏地は毛皮だった。前合わせはジッパーと腰のスナップボタン2つで留めた。ズボンは機能的で座席に座ったまま航空地図や信号弾などを素早く取り出せるようにとポケットが多数ついていた。正面の大型ポケットには緊急時の信号弾のカートリッジを入れることが多く、内側に弾丸を差し込むループの付いたストラップが縫い付けられている。このズボンは第二次世界大戦の飛行服ズボンとしては最も機能的だったといわれ、現代のジェットパイロット飛行服にも影響を与えている。一方ジャケットにはそれほど新鮮味はなく、パイロットたちはこれ以外のジャケットをカナールのズボンと組み合わせて使うことが多かった。
電熱式のカナール・ヤッケもある。ジャケットとズボンがスナップボタン2個が端についたリード線で互いに接続され、ズボンから出ている一本の外部コードを飛行機の電気系統に接続した。24ボルトを供給し、搭乗員を極寒から守った。

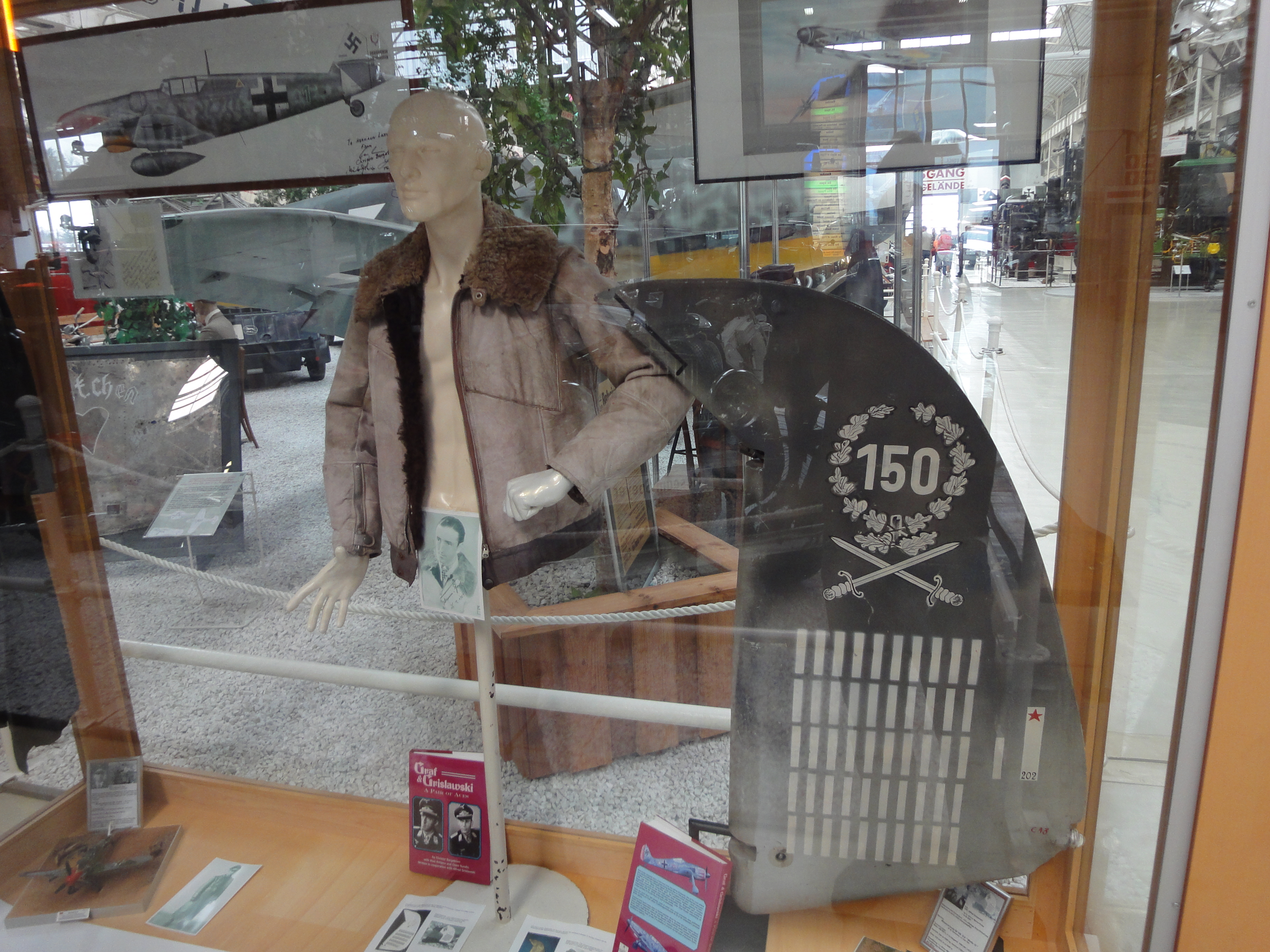
ヘルマン・グラーフの着用した「カナール」
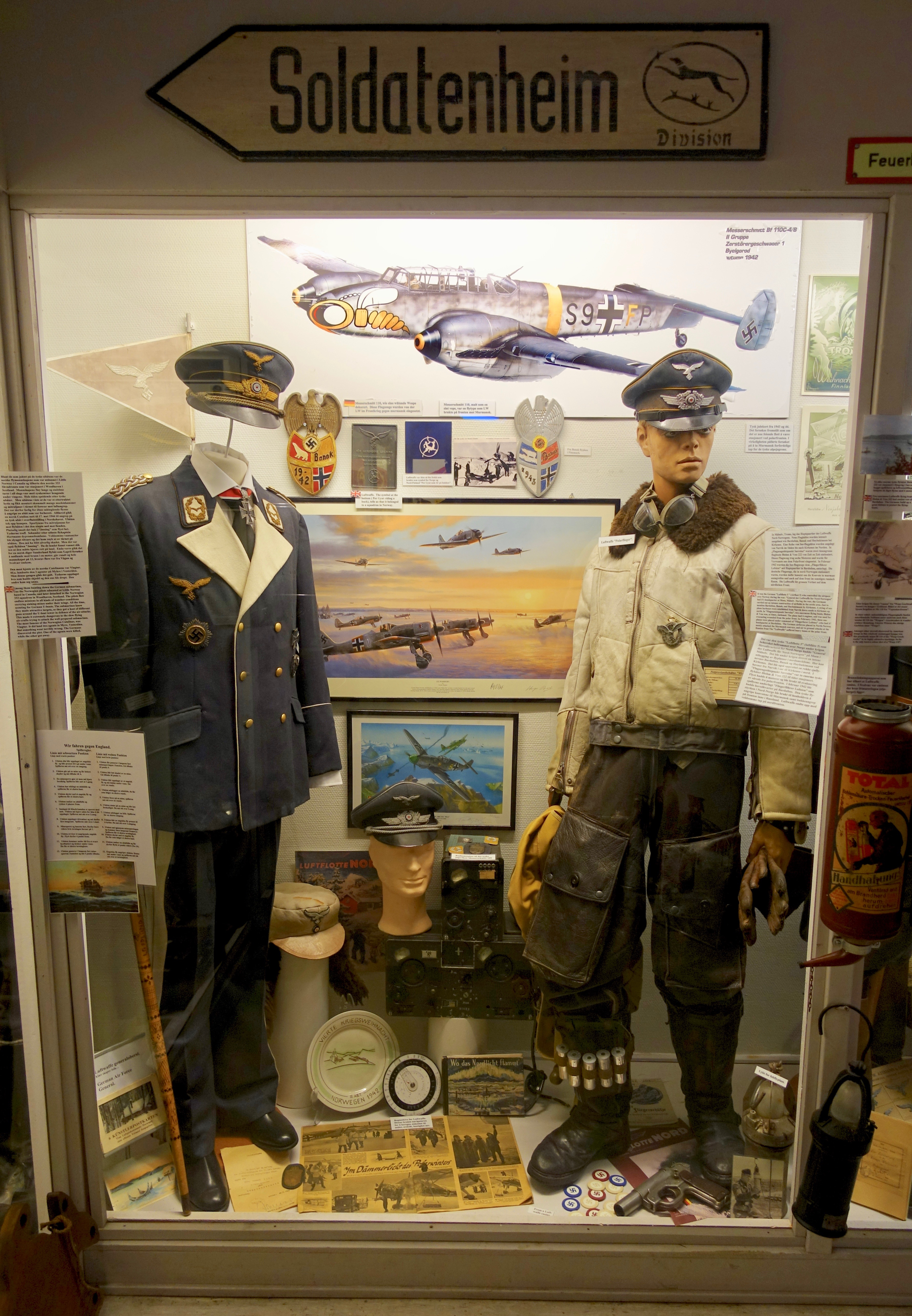
「カナール」（右）
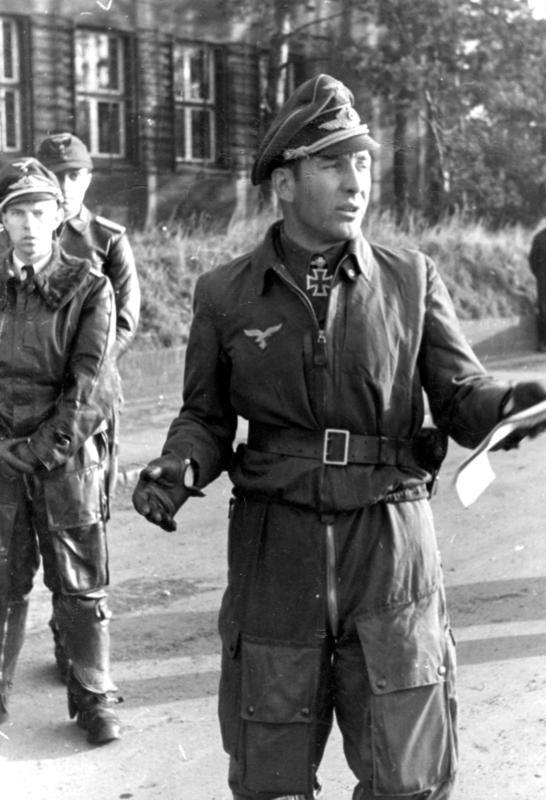
「カナール」を着用するテオドール・ヴァイゼンベルガー大尉（1944年）

### 飛行帽
ドイツ空軍の航空機搭乗員が被る飛行帽（Flieger-Kopfhaube）は大戦を通じて大きな変化がなく、頭部を包む5つの革または布の部品を縫い合わせ、左右の耳当て部分に通話装置を収めるための金属またはゴム製の丸形のイヤーカップがあるという形状だった。ドイツ空軍の酸素マスクにはマイクロフォンが付いていなかったので飛行帽から延びたマイクロフォンを喉仏につけ、飛行帽の後ろ側から伸びる配線を機内の無線装置に取り付けることで無線を行った。飛行帽には木綿の布製の夏季用と内側に毛皮を使用した冬季用があった。夏季用には頭部にネットを使った軽量型と呼ばれる物もあった。
冬季用は表が山羊革製で裏地は羊あるいは兎の毛皮だった。冬季飛行帽にはK33、LKp W53、LKp W100、LKp W101等が存在する。K33はイヤホンを収納するイヤーカップがないため無線交信はできなかった。額の部分の内側には汗止め革がついていた。セーム革の顎紐2本を顎の下で交差して反対側にある金属製バックルで留めた。無線に対応していないため、無線を使用する必要がない搭乗員が使用した。LKp W53は、無線通信装置のコードを内側に内蔵し左右にイヤーカップが付いたものである。右側の顎紐のすぐ上には咽喉マイクが装着されていた。顎紐をしっかり閉じると首の喉近くにしっかり押し付けられ、マイクが音波を拾えた。1936年に採用されたLKp W100はその改良型でモデルMi4咽喉マイクが2つ取り付けられていた。1938年に制定されたLKp W101は、シーメンス社製の新型通話システムに対応したものでイヤホンは以前のモデルで使われた金属またはプラスチックの代わりに硬質ゴムのイヤーカップの中に入れた。
夏期用は木綿の布製である。材質が異なるだけでデザインと裁断は基本的に冬季用の相当モデルと同じである。FK34、LKp S64、LKp S100、LKp S101、LKp N101等が存在し、FK34はK33、LKp S64はLKp W53、LKp S100はLKp W100、LKp S101はLKp W101と材質以外はほぼ同じである。1941年に採用されたLKp N101のみ独特な形状をしている。これは頭部にネットを使用し、顎紐がない軽量タイプだった。熱帯地域でも使用され、多くのパイロットから最も愛用された飛行帽となった。LKp S100と同じ通話装置が取り付けられており、外側のイヤーカップは茶色または黒の革で覆われていた。

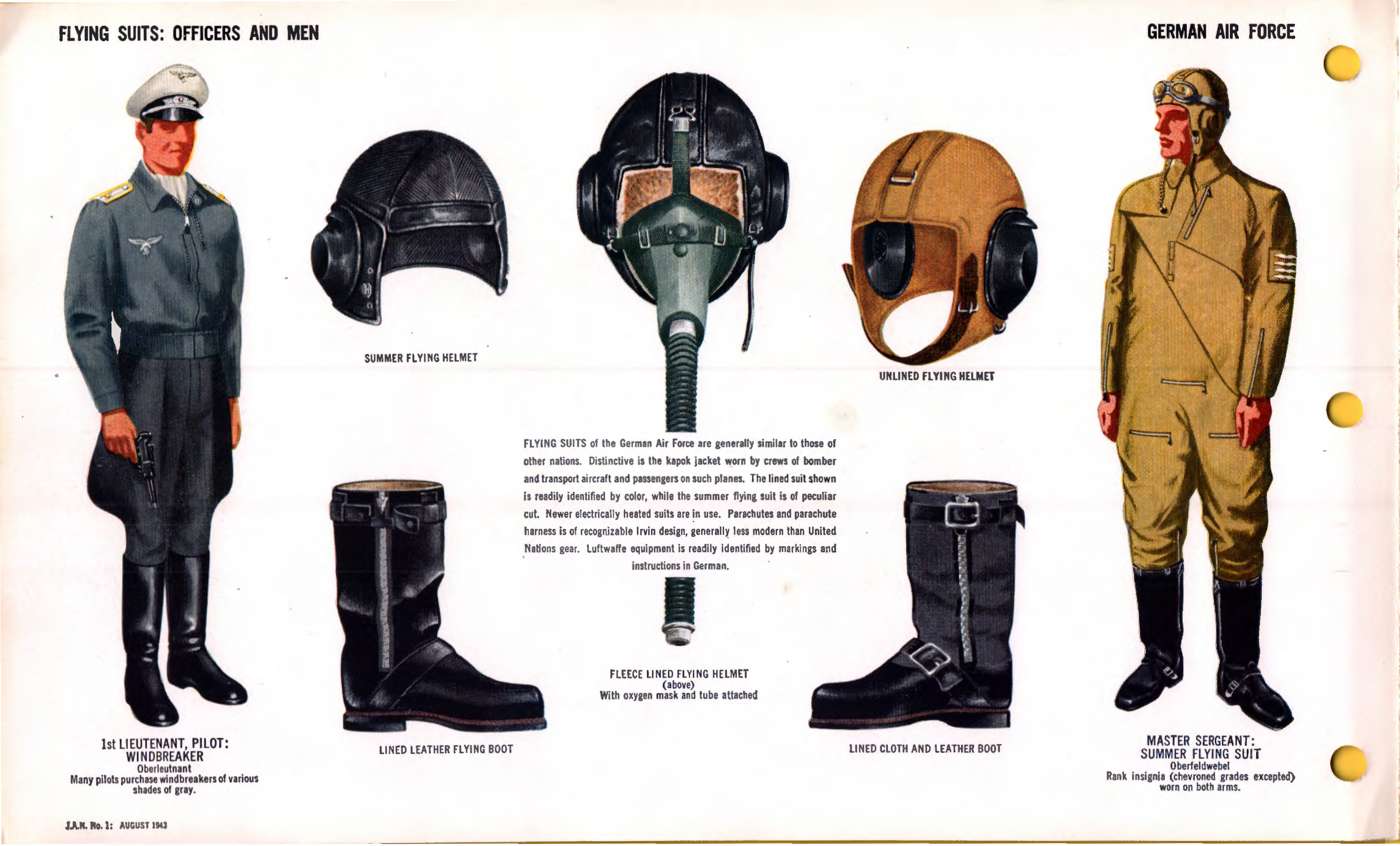
飛行帽のイラスト左から軽量型、冬季型、夏季型。
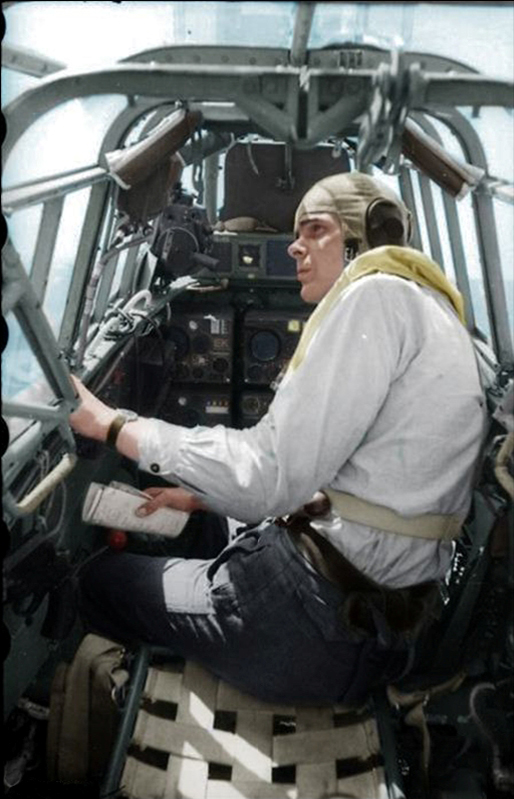
夏季飛行帽（1941年ロシア）
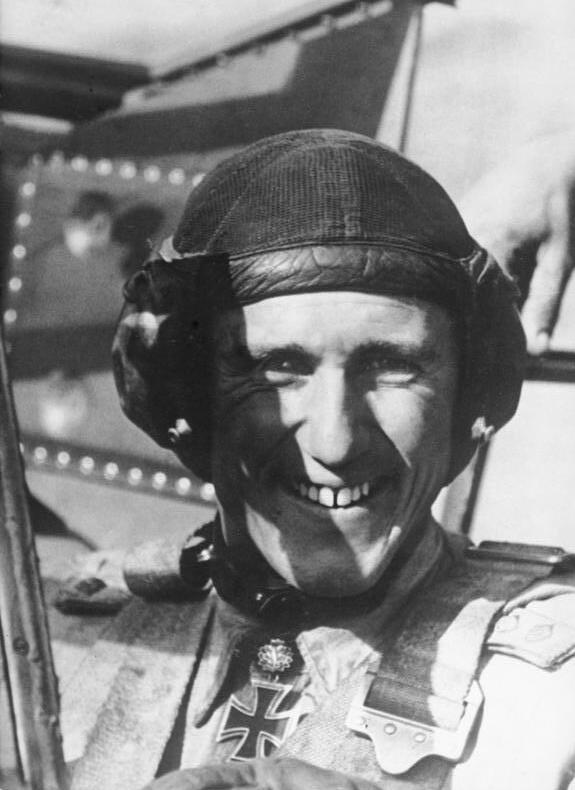
夏季軽量型飛行帽をかぶるギュンター・ラル少佐（1943年）
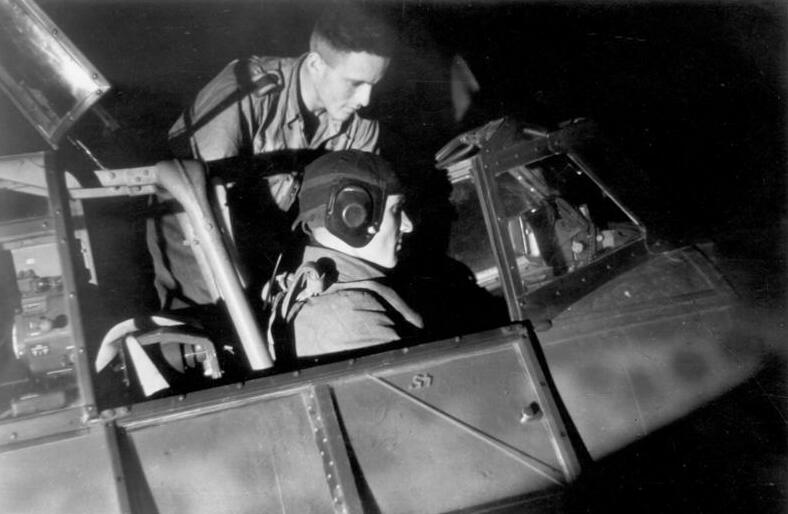
夏季軽量型飛行帽（1943年メッサーシュミット Bf110のパイロット）
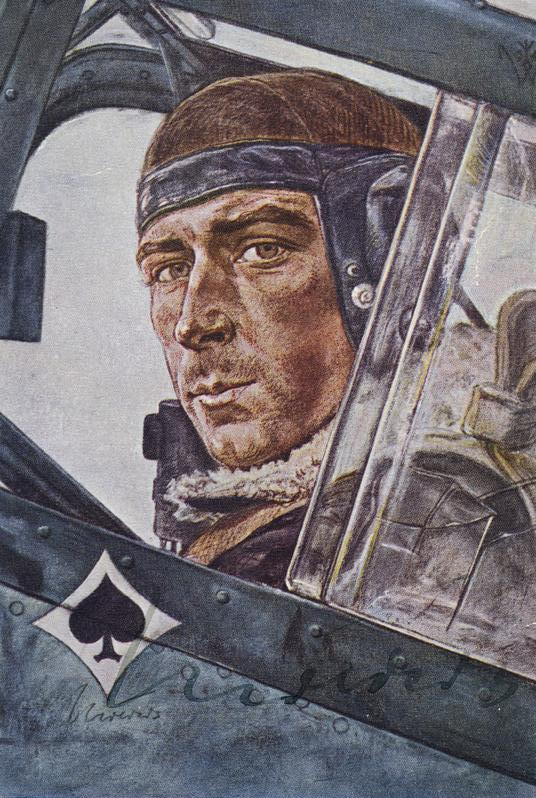
夏季軽量型飛行帽をかぶるヴェルナー・メルダースを描いた絵

### 飛行眼鏡
航空戦力草創期より風や様々な空中浮遊物、火花などから航空機搭乗員の眼を守る必要があり、飛行眼鏡（Fliegerbrille）は飛行装備の不可欠な一部だった。色付き眼鏡は太陽の赤外線と紫外線を遮るためだった。各国の飛行眼鏡は主として民需品を基にしたものだったが、ドイツ空軍の飛行眼鏡は空軍と私企業の光学研究所の科学者たちが研究開発して開発したものだった。そのためドイツの飛行眼鏡はきわめて高性能だったという。
ドイツ空軍の飛行眼鏡はメーカー別に二種に大別できる。ひとつは戦前から大戦初期に使われたライツ社製の「ライツ眼鏡（Leitzschutzbrille）」と俗称されたタイプ。これは大きなゴムパッドのフレームが付き、レンズにはガラスを使っていた。ゴムパッドがワンピースのものと分離してるものの2種類がある。
もう一つは1940年夏ごろから敗戦まで使われたニッシェ&ギュンター社製の「ニッシェ&ギュンター」（NITSCHE & GÜNTHER）と俗称されたタイプである。これはガラス破損による目の負傷を防止するためにレンズが耐衝撃性プラスチックになっており、外見上はサングラスを連想させるものだった。
レンズには両タイプとも透明か、薄緑、暗茶、青など色付きのサングラスの物があった

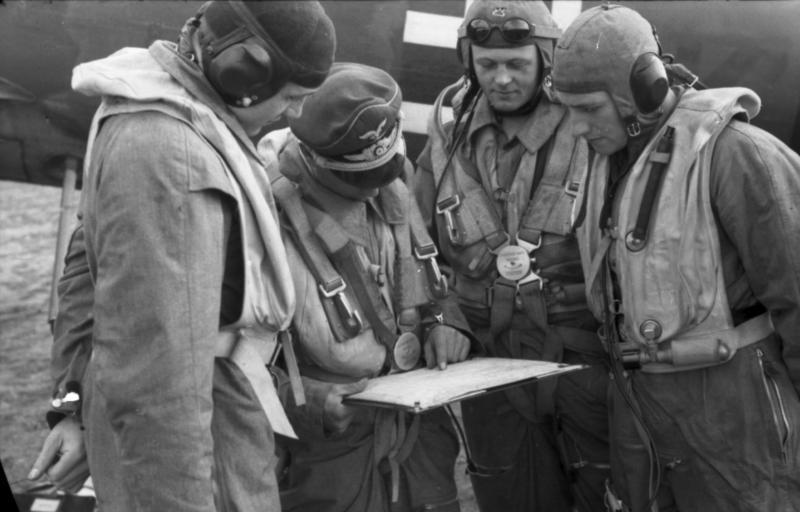
左から三人目がニッシェ&ギュンターの飛行眼鏡を頭に着用。
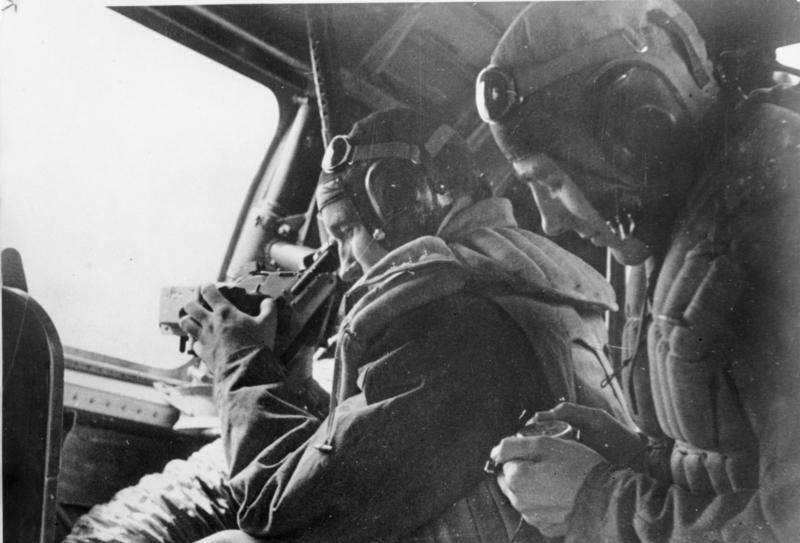
ニッシェ&ギュンターの飛行眼鏡を頭に付けている。

### 救命胴衣
航空機搭乗員たちはいざという時にはパラシュートで飛び降りるが、その際に水上に落ちた場合に備えて救命胴衣（Schwimmweste）を着用した。救命胴衣は上空から発見しやすいように鮮やかな黄色をしていた。初期型の救命胴衣は筒状のカポックを繋いだ物で膨らませる必要がなく長時間浮力を得やすいという長所があった。しかしこの型は機内でかさばるため戦闘機パイロットに好まれず、やがて爆撃機や輸送機の乗員のみが使用するようになった。 
戦闘機パイロットたちは左裾に付いている二酸化炭素ボンベを空けることで膨らむ仕様の救命胴衣を使用するようになった。何らかの原因でボンベが開かなかったりボンベによる膨らみが十分でなかった場合に備えて、左胸部分には息で膨らませるためのホースも付いていた。カポックほど長時間にわたって浮力は保てないので、長時間使用する場合は息で膨らませる必要があった。

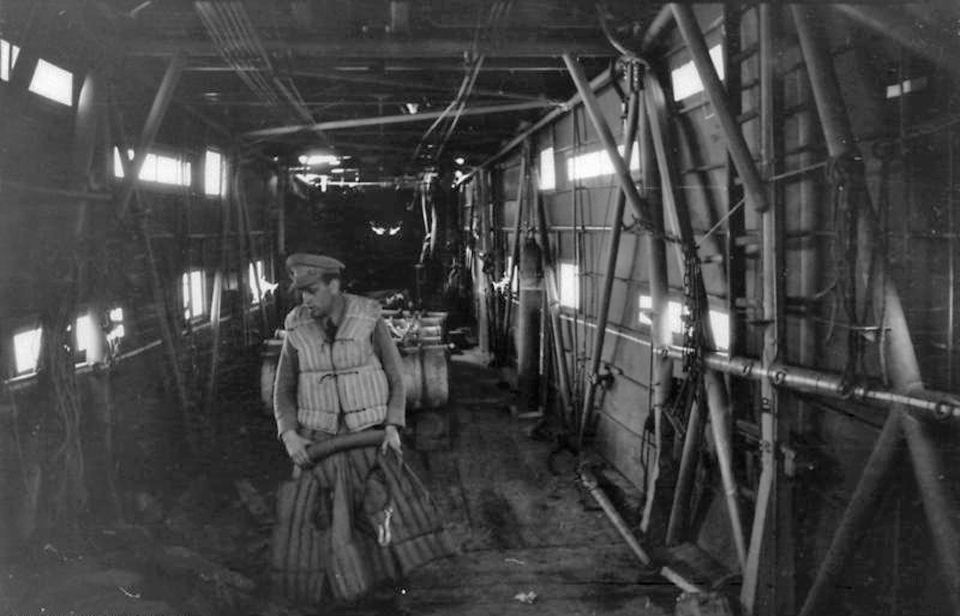
筒状のカポックを繋いだタイプの救命胴衣（ギガント輸送機搭乗員）
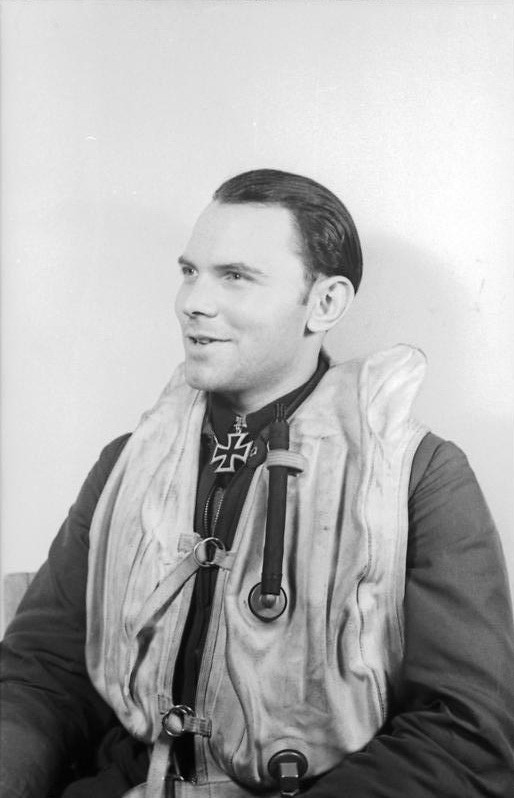
二酸化炭素で膨らませるタイプの救命胴衣（1943年ヴァルター・ボルヒャース）
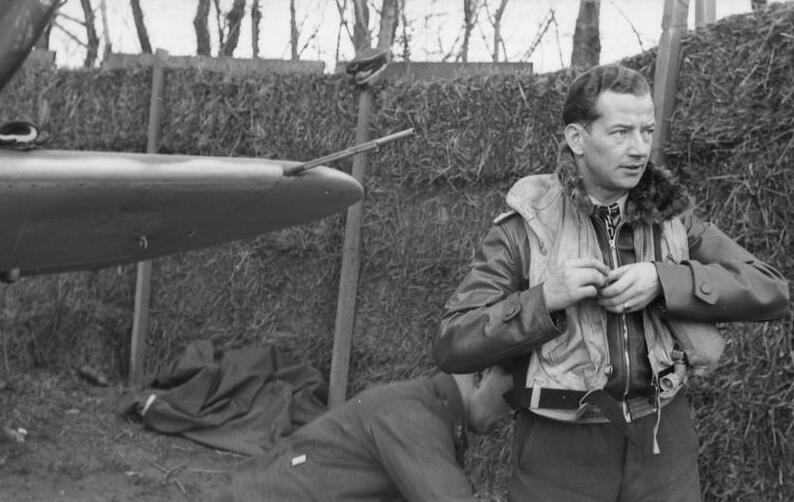
二酸化炭素で膨らませるタイプの救命胴衣（1940年フランス、ヘルマン＝フリードリヒ・ヨッピーン大尉）

## 整備員の作業服
ドイツ空軍の整備員たちには独自の黒い作業服が支給された。この作業服は整備員だけでなく対空砲兵にもよく使用された。
作業服にはつなぎになっている物とツーピースの物の二種類がある。また色は黒以外にライトグレーやダークブルーグレーなどの物もあった。
将校の場合は飛行服用の階級章を腕に付け、下士官の場合は襟に白い縁取り（トレッセ）を入れ、兵卒の場合は袖章を腕に付けた。ただし兵卒は何も付けない場合が多かったようである。
1943年になると陸軍のツーピースのデニム製リードグリーン作業着が空軍にも導入されるようになった。

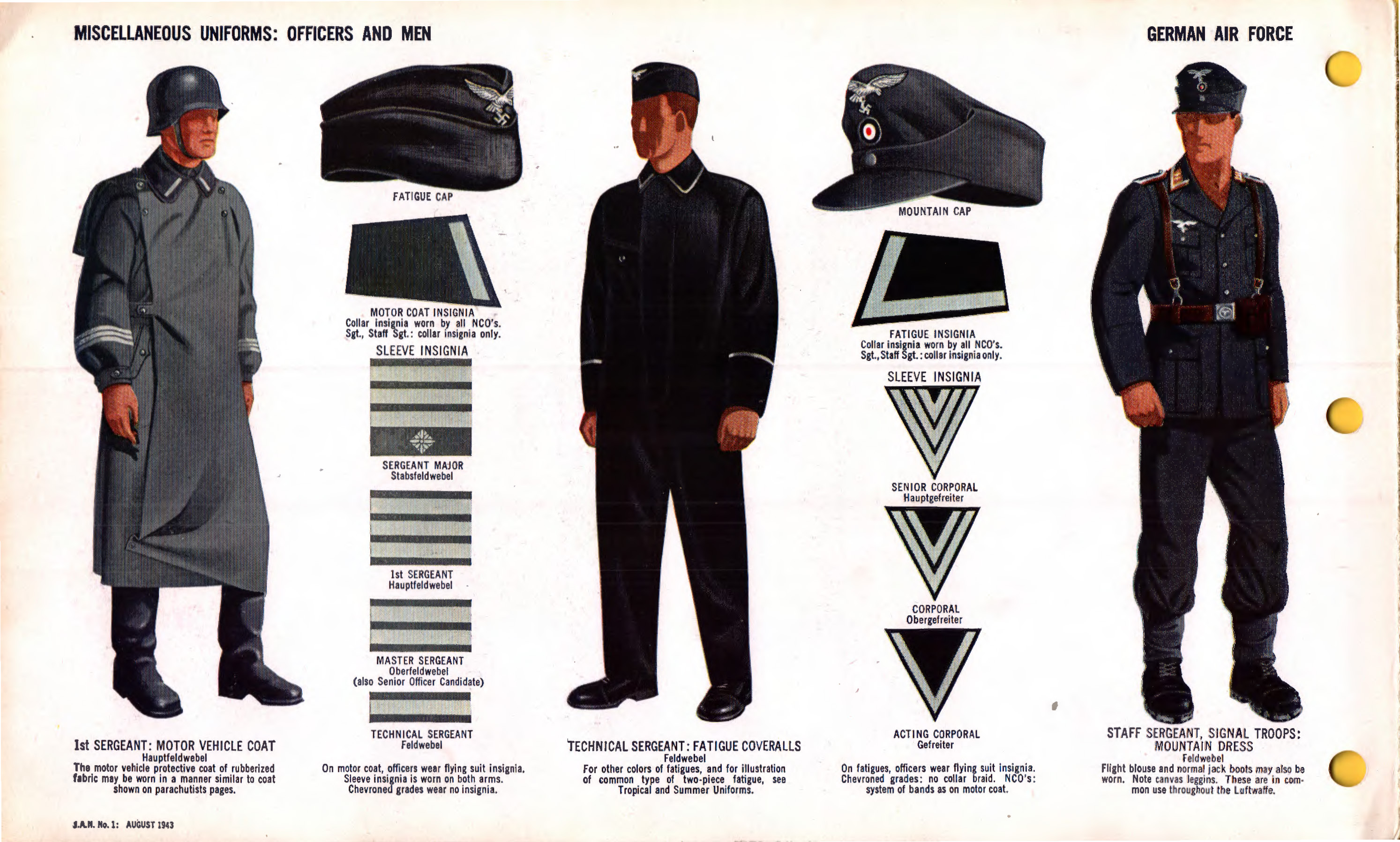
作業服のイラスト（中央）
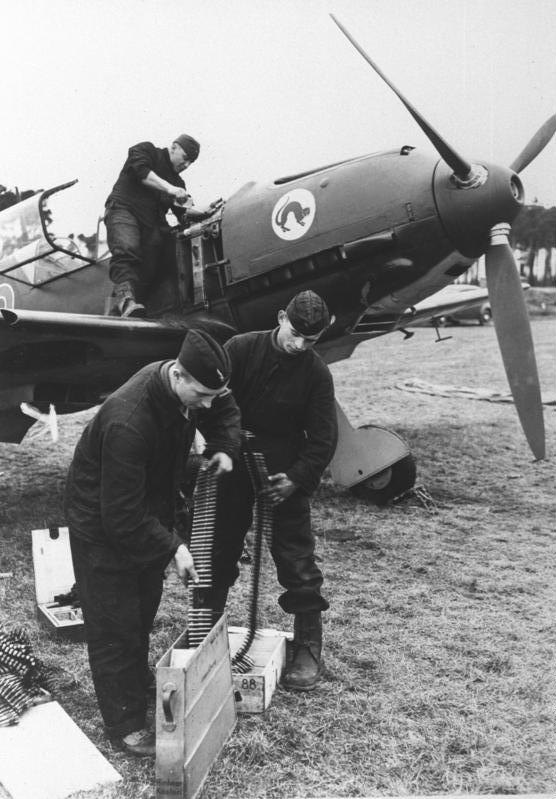
メッサーシュミット Bf109を整備する整備員
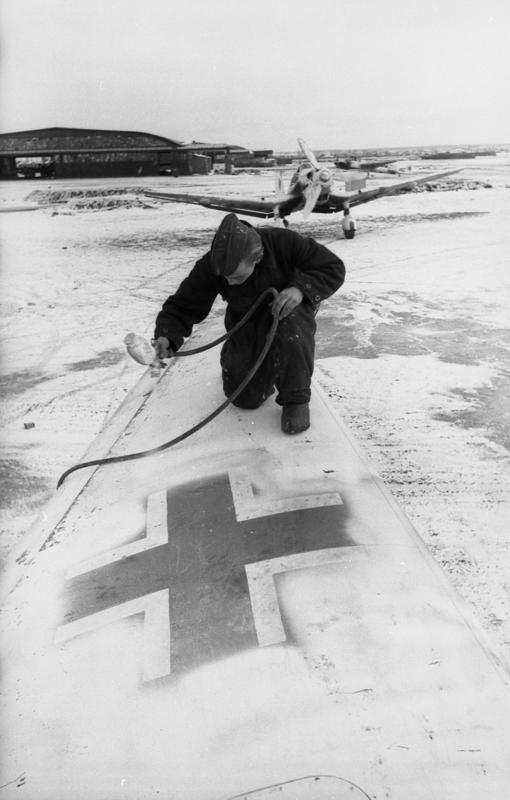
ユンカースJu87の整備をする整備員
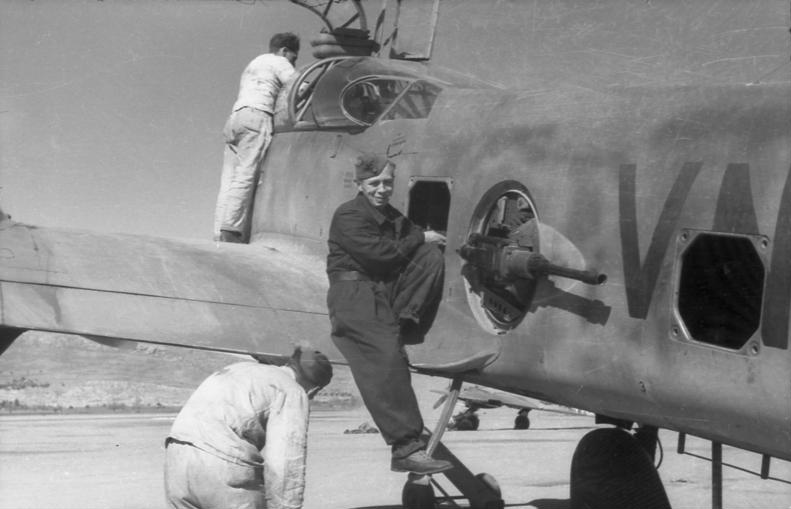
メッサーシュミットMe210/410の整備をする整備員

## 降下猟兵の軍装
降下猟兵とはドイツ空軍の空挺兵の名称である。1936年に陸軍がはじめて降下猟兵部隊を編成したが、1938年に空軍でも降下猟兵部隊が編成され、1939年には陸軍の降下猟兵部隊がすべて空軍に編制替えとなった。降下猟兵には専用の降下用シュタールヘルム、降下用スモック、降下用ズボン、降下用ブーツなどがあった。

### 降下用スモック

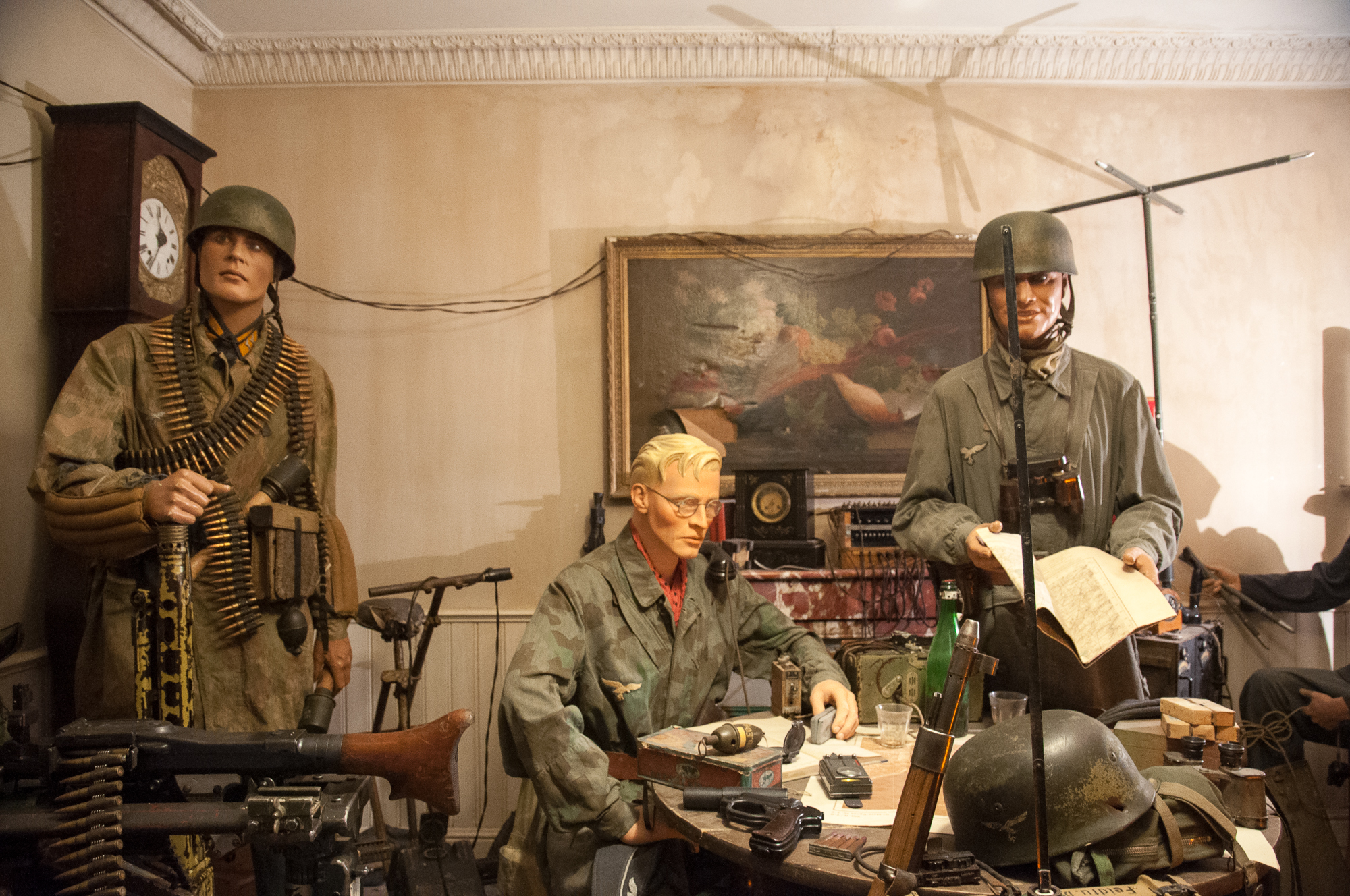
迷彩降下用スモック（左と中央）とフィールドグレーの半ズボン型降下用スモック（右）

降下用スモックは降下の際に装備品がパラシュートに絡まないようにとの意図で装備品の上から着用することをコンセプトにして作られており、そのためゆったりとした裁断になっていた（ただし降下後はスモックの上に装備を付けた）。
陸軍の降下用スモックは正面にフロント・ジッパーが2本平行に走っていたが、空軍の降下用スモックは正面の中央に1本だけ走っている。フライフロント（比翼仕立て）になっているためジッパーが隠れていた。また4つの切り込みポケットが付いており、いずれもジッパーで止め、ジッパーを隠すふたが付いていた。胸のポケット2つは斜めに付いていた。素材はどちらもオリーブグリーン色のギャバジン製であった。1939年に降下猟兵部隊は全て空軍の管轄に入ったため降下スモックは空軍型で統一された。しかしこれは脚の部分が半ズボンのようになっていたため、着脱に不便があった。そのため丈が長いジャケット型で足に巻きつけてズボン状にできる仕様に変更され、色も迷彩柄に変更された。この迷彩柄の降下用スモックはオランダ侵攻の際のロッテルダム降下作戦で初めて使用された。
前ボタンは青いプラスチック製であり、隠しボタンになっていた。両胸に斜めポケット、両腰に水平の深いポケットが付いており、いずれもジッパーで開け閉めし、ジッパーを隠すためのふたが付いていた。

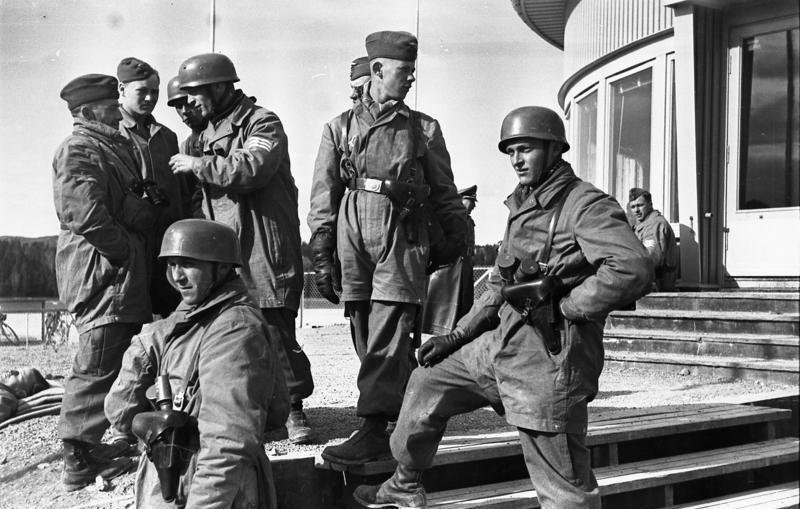
フィールドグレーの半ズボン型降下用スモック（1940年4月オスロ）
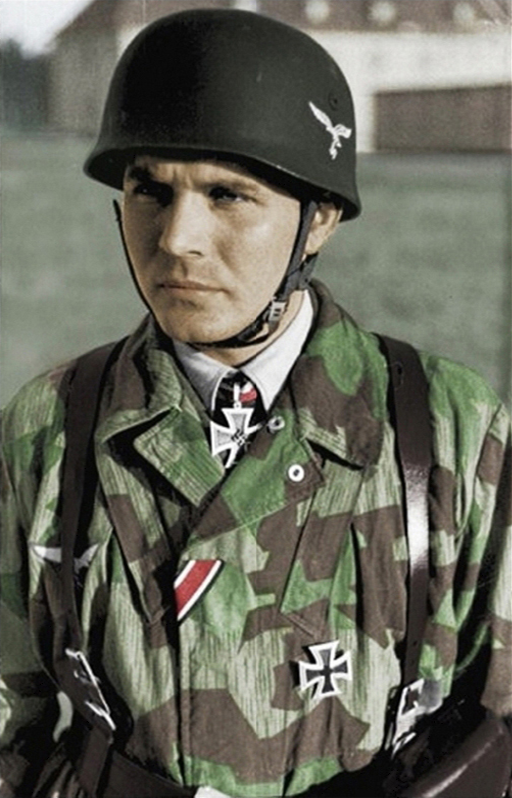
迷彩服柄の降下スモック（1942年ドクトル・ブルーノ・ザッセン（en）大尉）
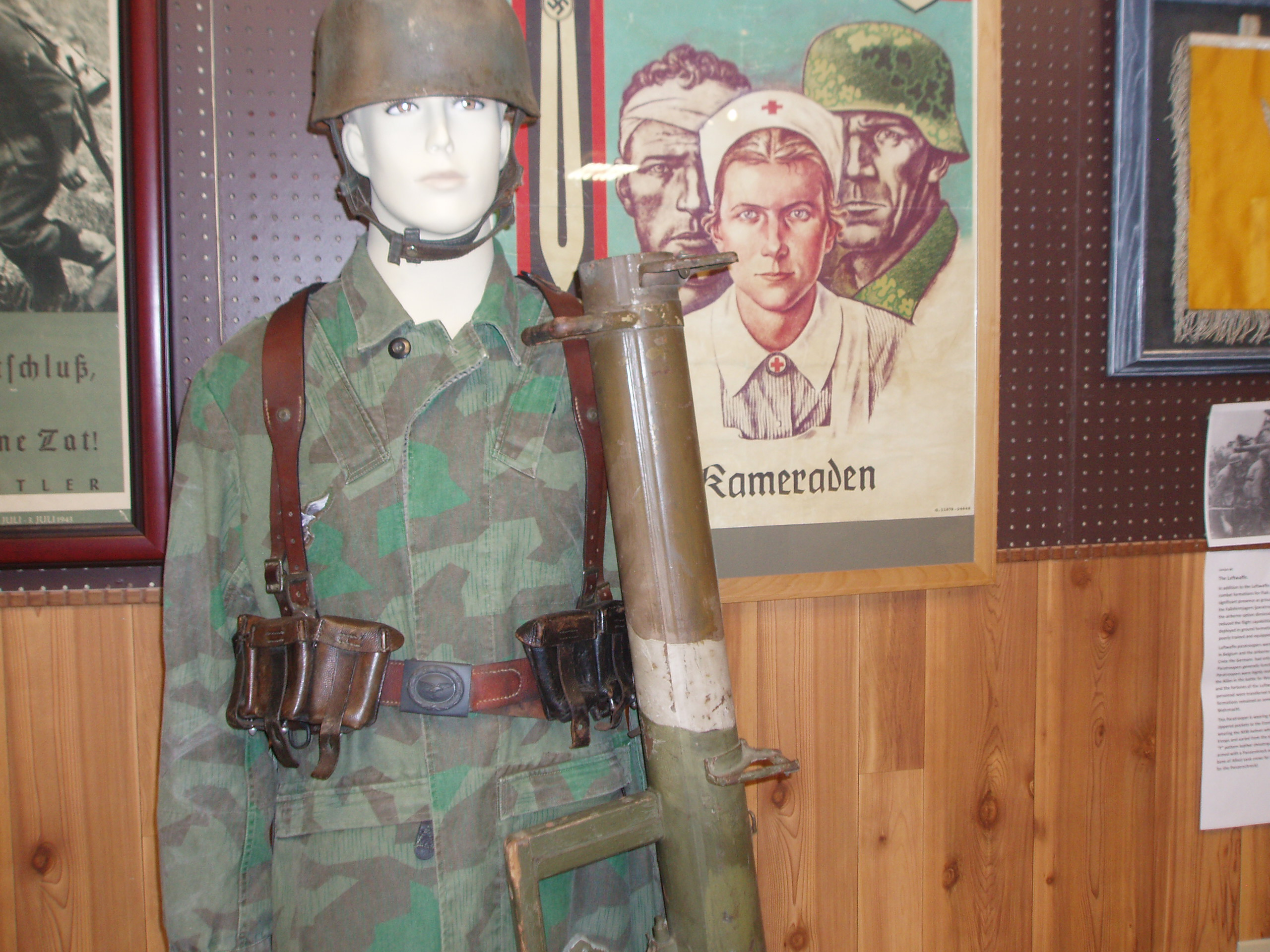
迷彩柄の降下スモック
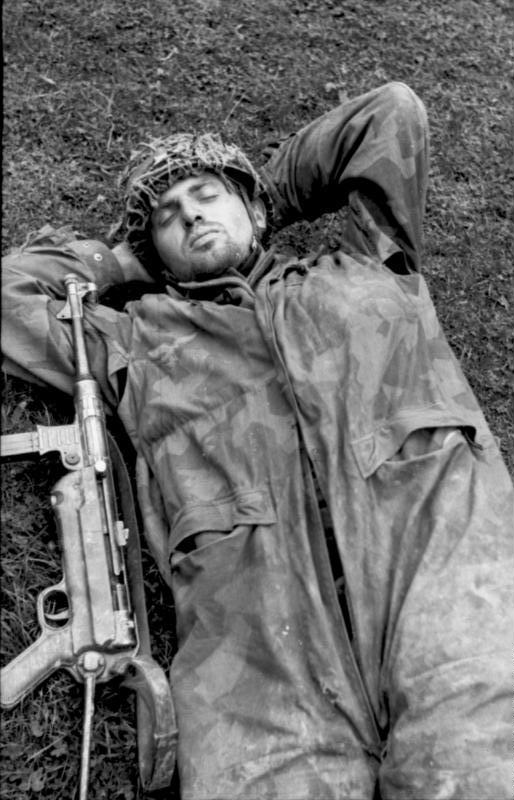
迷彩柄の降下スモック

### 降下用ズボンと降下用ブーツ
スモックの下の上着は通常のブルーグレーの空軍制服だったが、ズボンは独自の降下用ズボン（Springerhose）をはいた。
降下用ズボンはグレーグリーン色のウール製で、通常のズボンと同様にサスペンダーで吊るすタイプのズボンであり、腰やお尻の左右にポケットが付いていた。右腰ポケットの近くの懐中時計用ポケットも付いていた。いずれのポケットもふた付きであった。
このズボンの特長としては裾の部分が広く、足首の部分を紐で絞ることができたことやニーパットの着脱が楽なように側面部分にスリット（切れ込み）があったことなどがある。スリット部分はスナップファスナーでとめた。右側面のスリットのすぐ後ろには振り出しナイフ（Fallmesser）を入れる縦長なポケットが付いていたが、これはパラシュートが樹木に引っかかった時に素早くナイフを抜き出せるようにするためだった。
降下猟兵には専用の降下用ブーツ（Springerstiefel）が支給された。一般兵に支給されたブーツと比べてかなり高品質だった。初期型は丈が長く靴紐部分が側面にあった。しかし戦争が進むにつれて省力化がすすめられ、丈が短くなり、靴紐部分も前面に移された後期型が登場した。

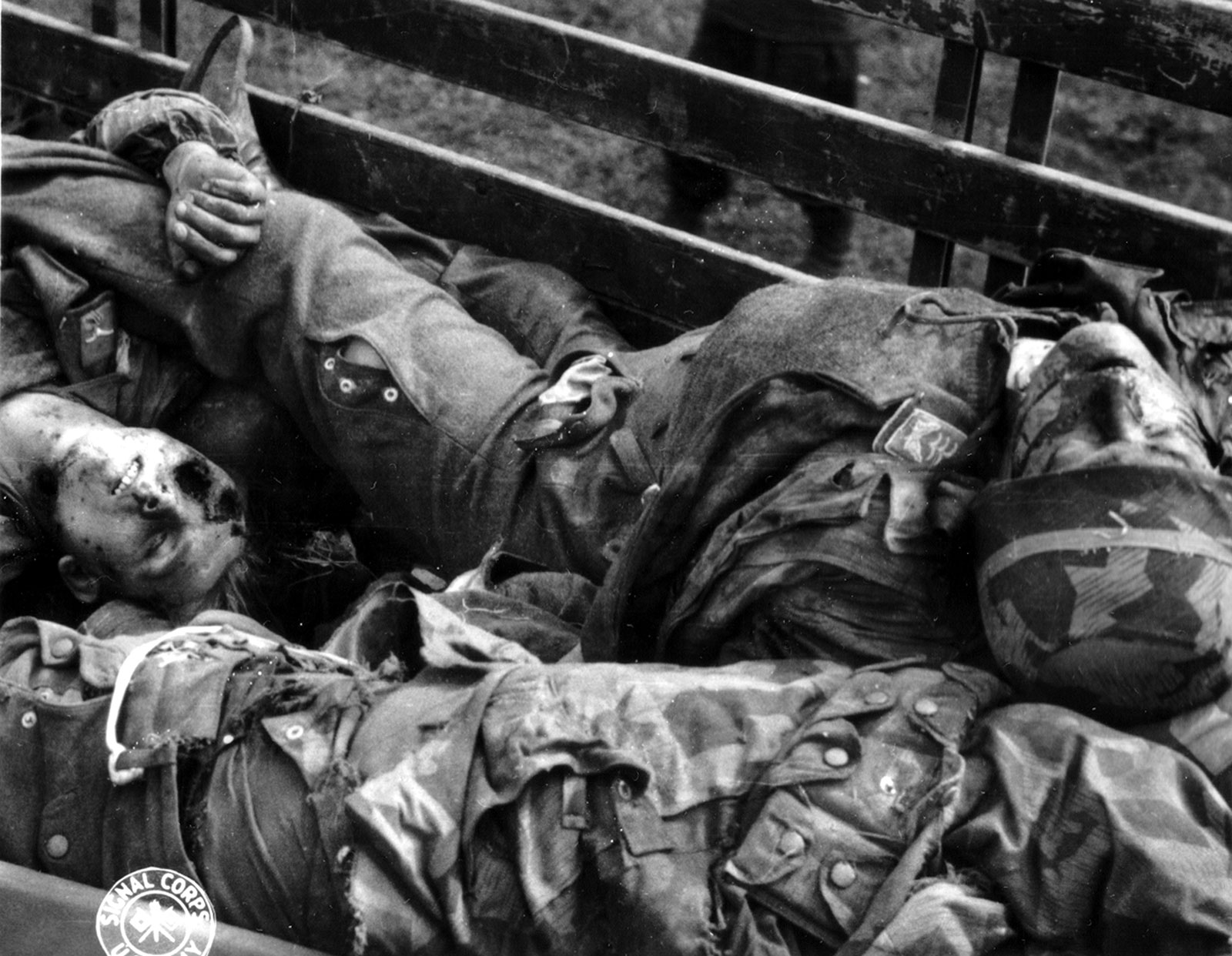
降下用ズボンの左側面のスリットとスナップファスナーが見える（1944年、戦死した降下猟兵。遺体の写真なので閲覧注意）
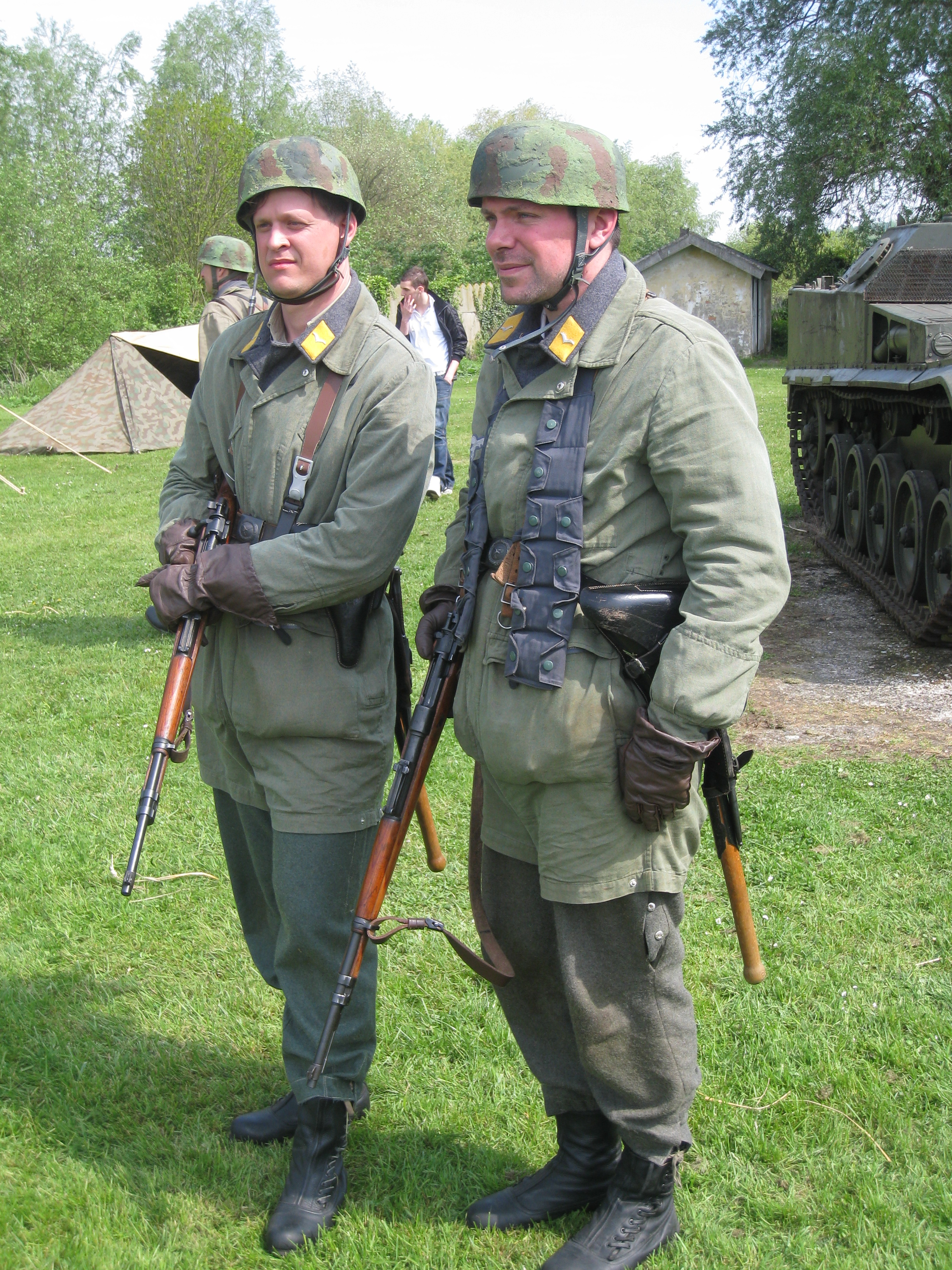
側面に靴紐がついた初期型降下用ブーツをはいている（第1降下猟兵師団のエバン・エマール要塞攻略戦再現イベント）
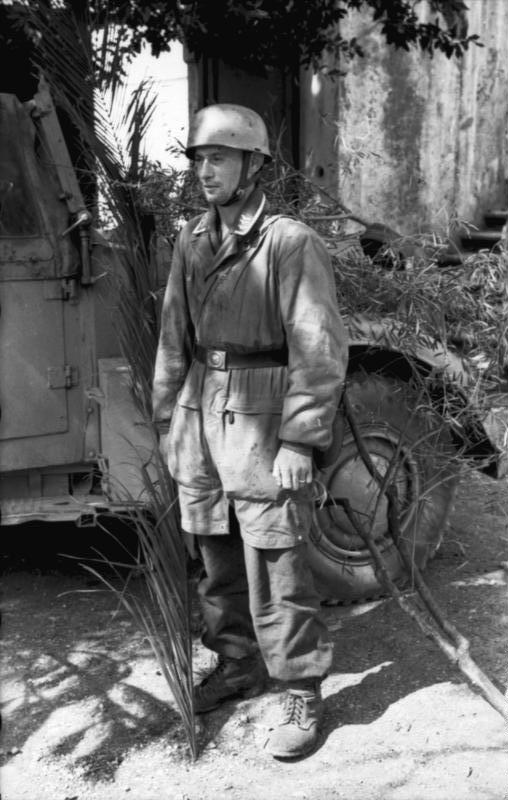
前面に靴紐がついた後期型降下用ブーツをはいている（1943年イタリア・モンテ・カッシーノ）

### 降下用シュタールヘルム
降下猟兵は通常のシュタールヘルムと形状が異なった独特なシュタールヘルムを着用した。シュタールヘルムの特徴である耳を隠す外側への折れ部分や前部のバイザー部分が極端に短かった。これは降下の際にパラシュートがその部分にひっかかることの防止、また降下時にその部分が風の抵抗を受けることで首を絞められることを防止する意図でそうなっていた。内装に接続されたあご紐は、通常のシュタールヘルムでは左右のニ点で支持されるのに対して、後ろを加えた三点で支える構造であった。

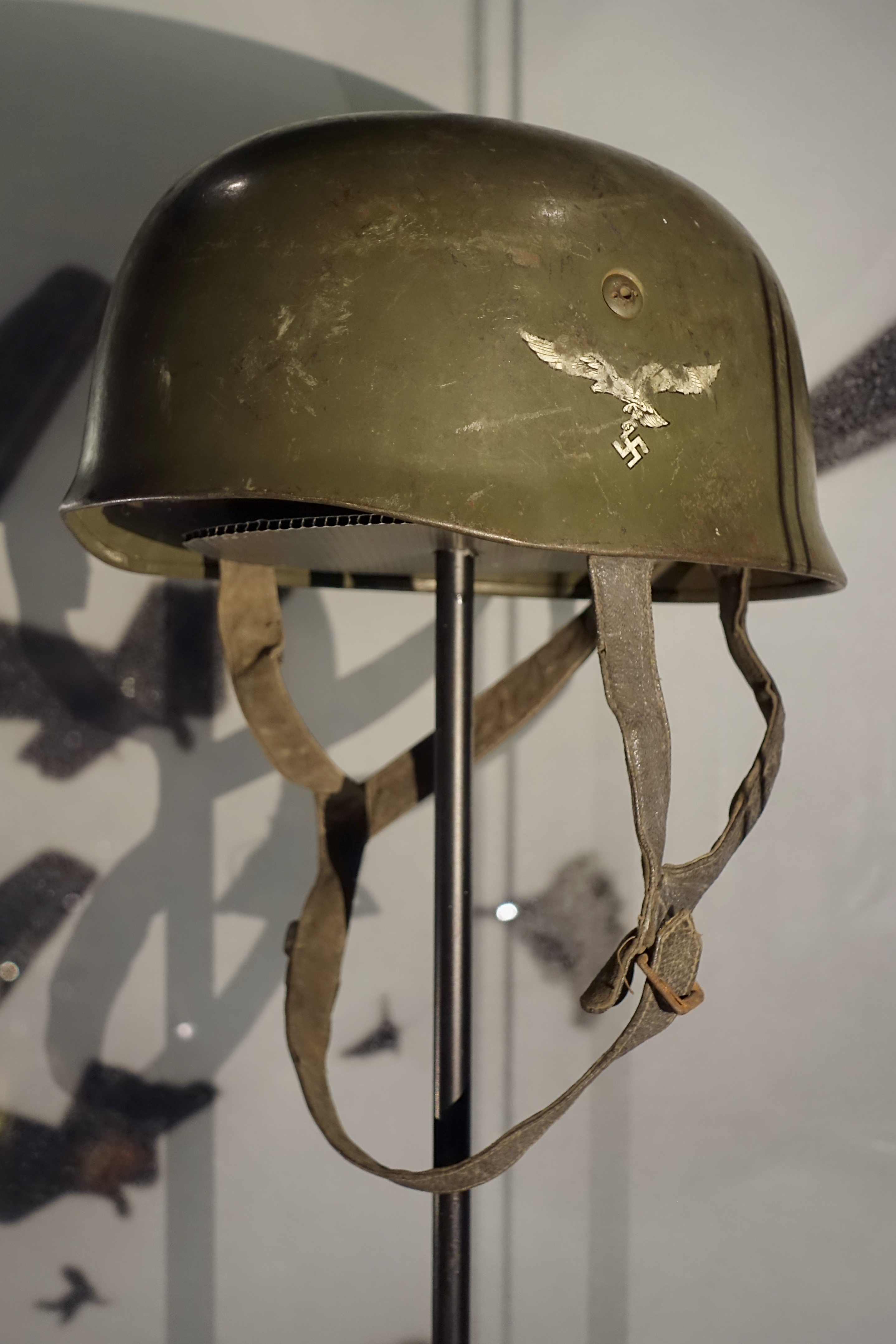
降下用シュタールヘルム
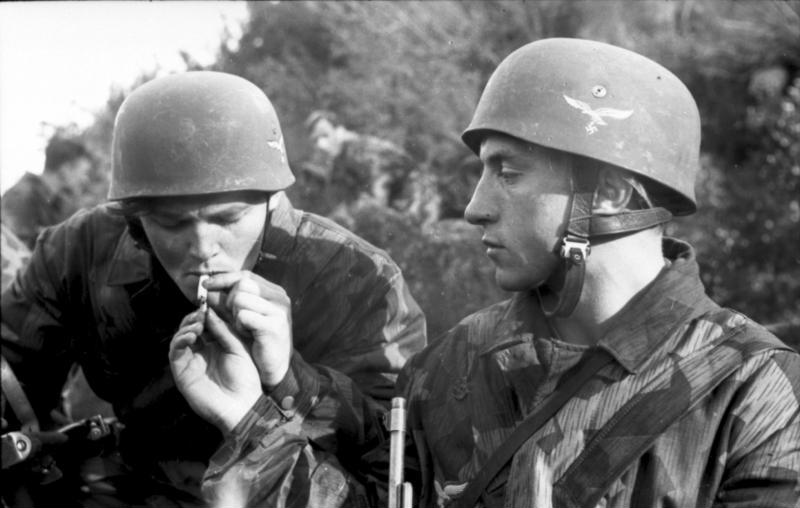
降下用シュタールヘルムをかぶる降下猟兵たち
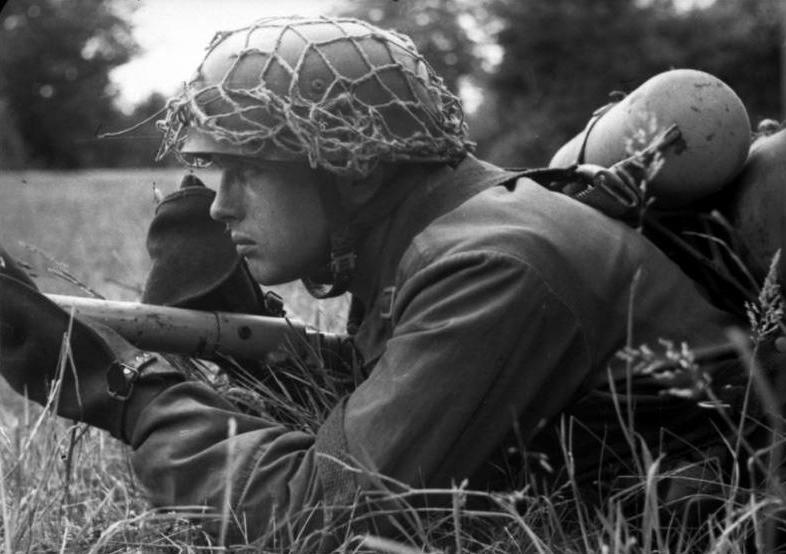
紐でカムフラージュした降下用シュタールヘルムをかぶる降下猟兵
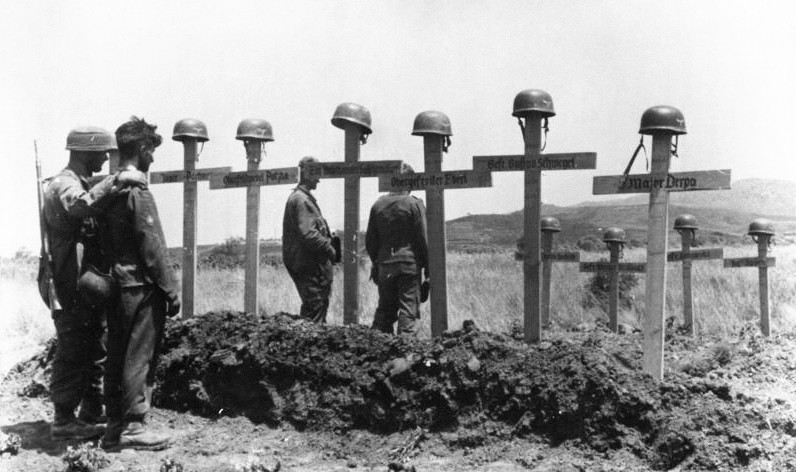
降下用シュタールヘルムを乗せた降下猟兵たちの墓標（1941年クレタ島）

### その他の降下用装備
降下猟兵は敵地に降りて補給を受けられない状態になるため大量の弾薬を所持する必要があった。そこで降下猟兵は弾帯（Patoronentragegurt）という首から下げる特殊な布製の弾薬入れを支給された。これは片側が二段式のポケット4つと普通のポケット2つから成っており、あわせて20個のポケットが付いていた。1つのポケットにつきKar98kの7.92mm弾5発入りクリップを1つ収納できる。したがって1つの弾帯に100発の弾を入れることができた。色はカーキ色、ブルーグレー色、迷彩柄など様々だった。
降下猟兵専用の手袋も存在した。降下時に手袋が吹き飛ばないよう手首の部分に工夫がなされていたが、手袋を使用しないで降下する場合が多く、使用は大戦初期だけであったとみられ。
パラシュートが木に引っ掛かった場合に備えて、降下猟兵は前述の専用振り出し安全ナイフ（Fallmesser）も支給された。ロックレバーを解除して下に向ける、または柄を振ると、ブレードが自重や遠心力で出てくる仕様だった。ブレードの反対側には折り畳み式のピックも付いていた。これはパラシュートのロープの結び目をほどくのに使用された。降下用ズボンの右側面ポケットに収納した。
ドイツ軍のパラシュートは着地時に膝をつく構造だったため、降下猟兵は着地時の衝撃を和らげるために膝にプロテクターを着用した。はじめはクッションを入れた円筒状の物を降下用ズボンの下の膝に直接取り付けた。降下用ズボンの側面にスリットが入っているのはこれを簡単に外せるようにするためだった。しかし後にはズボンの上にニーパットを装着するようになった。
ガスマスクの鉄製コンテナは降下の際に負傷を招く恐れがあるため、降下猟兵は専用のキャンバス製のガスマスク収納袋を支給された。この袋は首から下げるのが通常だが、戦闘時には肩から掛けることが多かった。オリーブグリーン色の物とブルーグレー色の物があった。ガスマスク自体は通常の物と同じである。
それ以外の装備は基本的に通常の空軍や陸軍の兵士と変わらなかった。

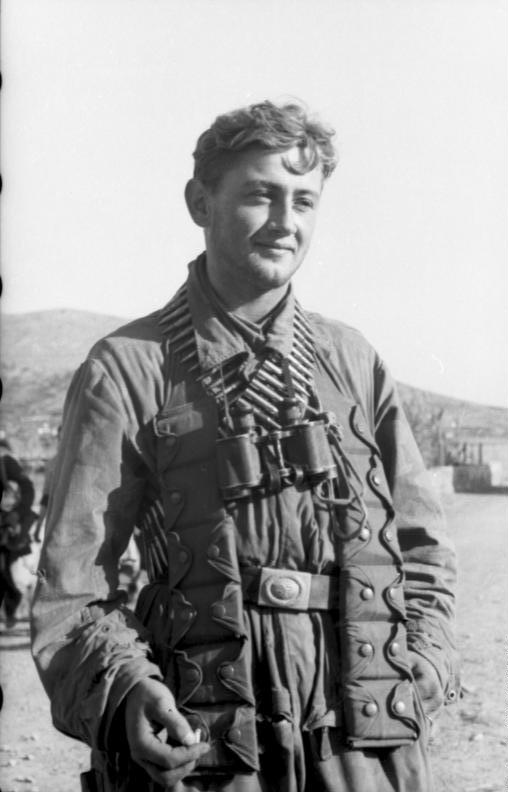
布製弾帯
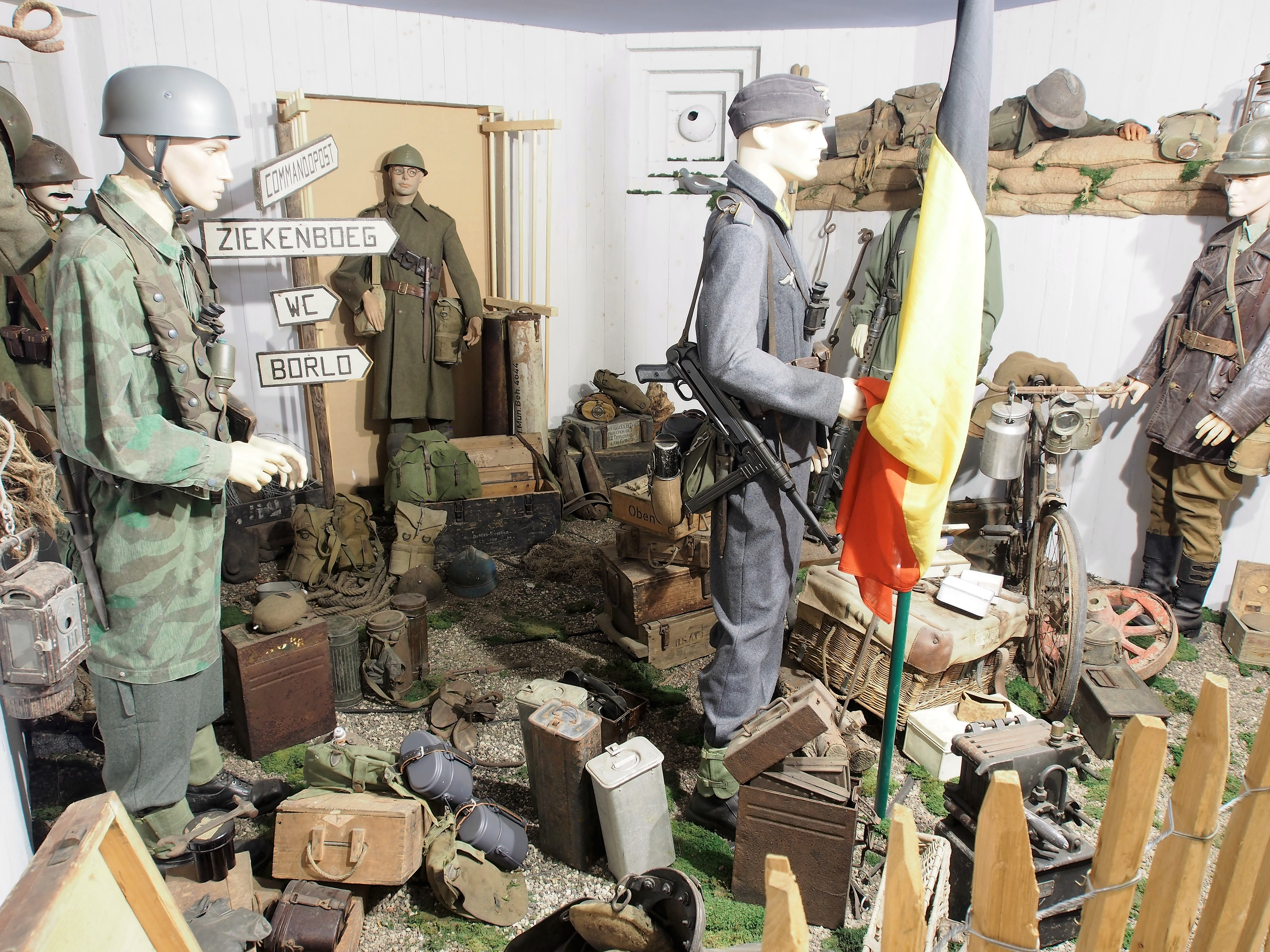
迷彩の布製弾帯（左）
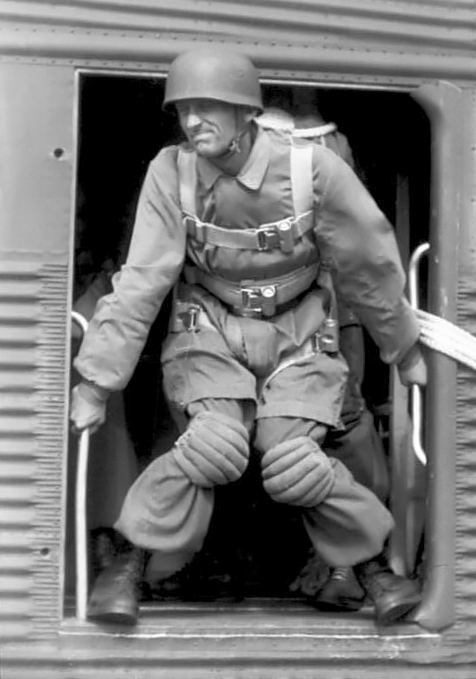
降下用ズボンの上にニーパットを着用している（ユンカースJu52から飛び降りる直前の降下猟兵）

## 戦車兵と突撃砲兵の軍服
ドイツ空軍は降下装甲軍団「ヘルマン・ゲーリング」を有しており、陸上兵器である戦車や装甲車、突撃砲を保有していた。その搭乗員の制服について解説する。
空軍戦車兵は陸軍戦車兵の黒い軍服をそのまま流用した。違う点は徽章類のみである。右胸や帽子についている鷲章は空軍鷲章、また上襟や襟章の縁のパイピングの色を白色にしていた（さらに1943年からは空軍戦車兵独自の襟章が導入され、襟章全体が白くなった）。
一方突撃砲兵もはじめ陸軍突撃砲兵のフィールドグレーの軍服を流用していたが、1944年から空軍色であるブルーグレー色になっている独自の物が製造されて支給されるようになった。

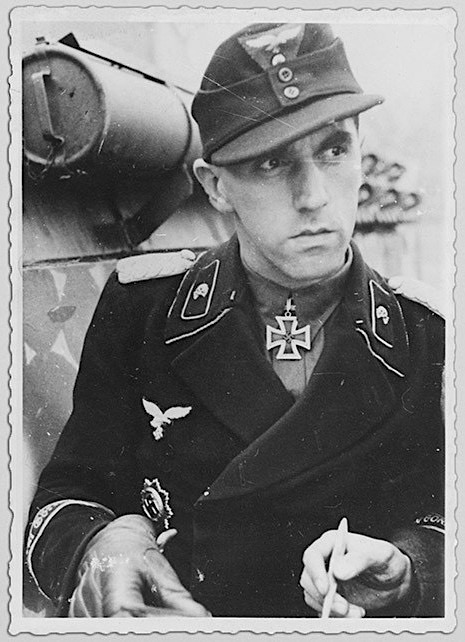
戦車兵の黒い軍服を着る装甲師団「ヘルマン・ゲーリング」のカール・ロスマン少佐。鷲章が空軍型、襟章の縁のパイピングの色が白であること以外は陸軍戦車兵と同じ。
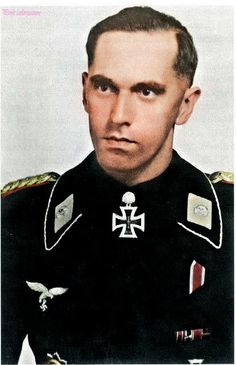
カール・ロスマン少佐。1943年以降、襟章全体が白くなった。

## 熱帯用の軍服

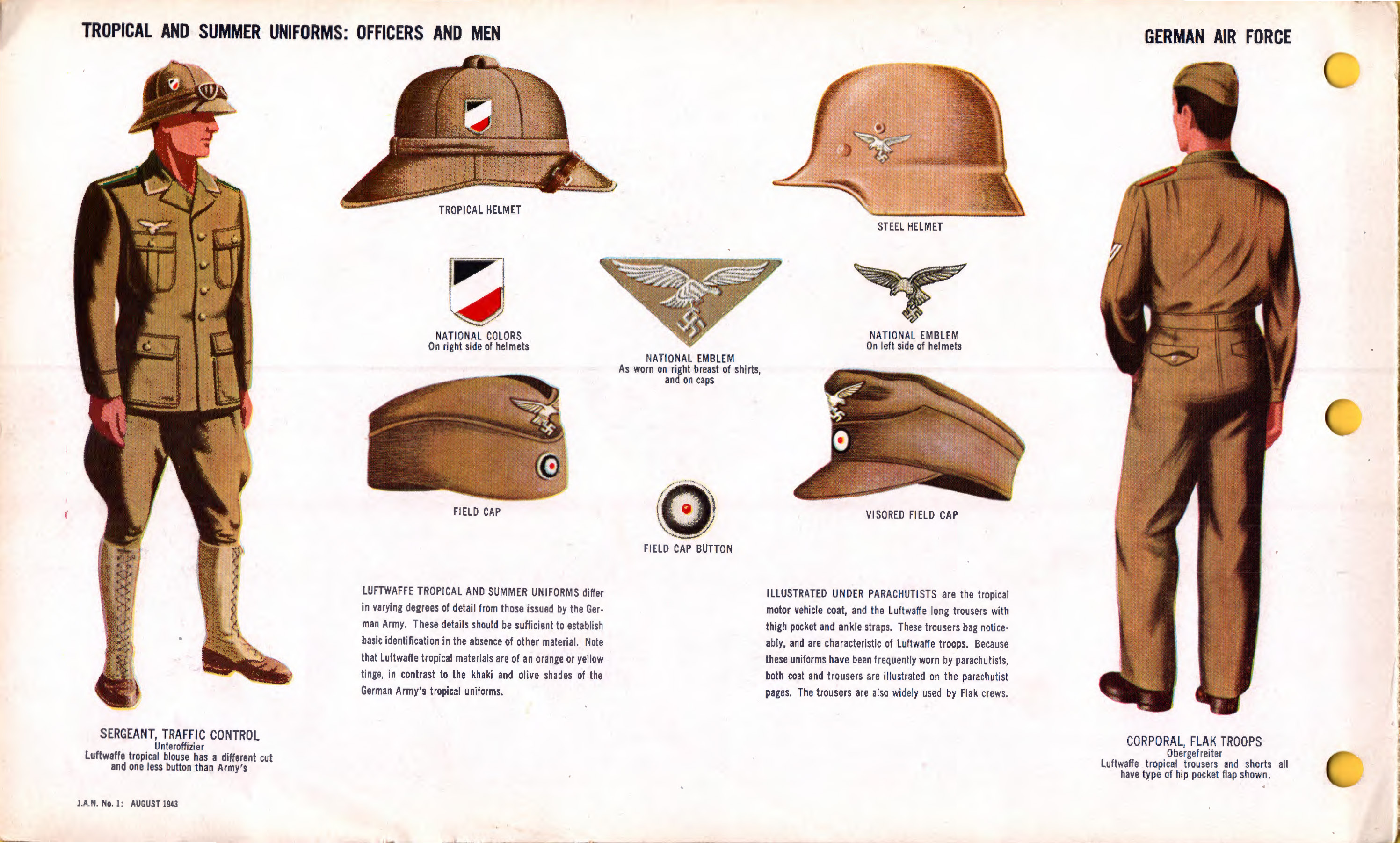
熱帯用の軍服。上衣着用（左）とシャツのみ（右）

陸軍の熱帯服と別に空軍にも独自の熱帯服があった。この空軍熱帯服は北アフリカ、イタリア本土、シチリア、バルカン半島、夏季の南ロシアなどで着用された。

### 熱帯服
カーキブラウン色のチュニックとズボン、シャツから成る。陸軍の熱帯野戦服より色が明るかった。
チュニックの前ボタンは6つ、両胸と両腰に長方形のふた付きポケットが付いており、胸ポケット2つにはプリーツが入っていた。トゥークロックと違って襟章は付けず、肩章のみを取り付けた（取り外し可能）。
ズボンは左足部分に大きなふた付きポケットが付いているのが特徴的である。また左右の腰部分とお尻の部分にふた無しの切り込みポケットが付いている。ズボンの裾は先細りしており足首を締めることができる。半ズボンもあったが、こちらは左足の大きなポケットやズボンの先細りはなかった。
シャツはサンドイエロー色で前ボタンが5つあり、ボタンは取り外しが可能である。胸にはふた付きのプリーツの入ったポケットが付いている。

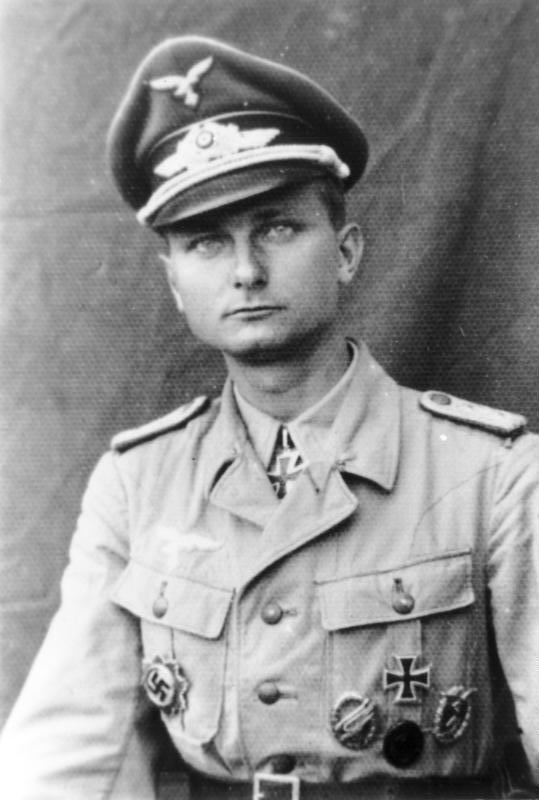
熱帯チュニックを着ているジークフリート・ヤムロヴスキ中尉（1944年）
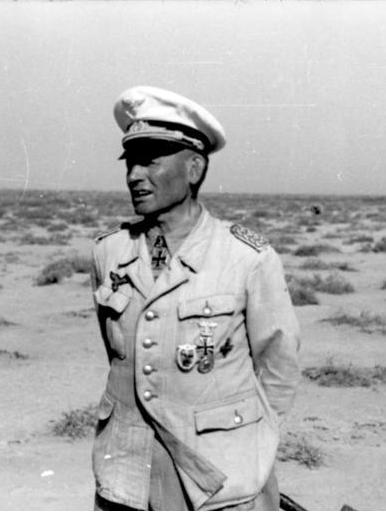
熱帯チュニックを着ているヘルマン＝ベルンハルト・ラムケ（1942年）
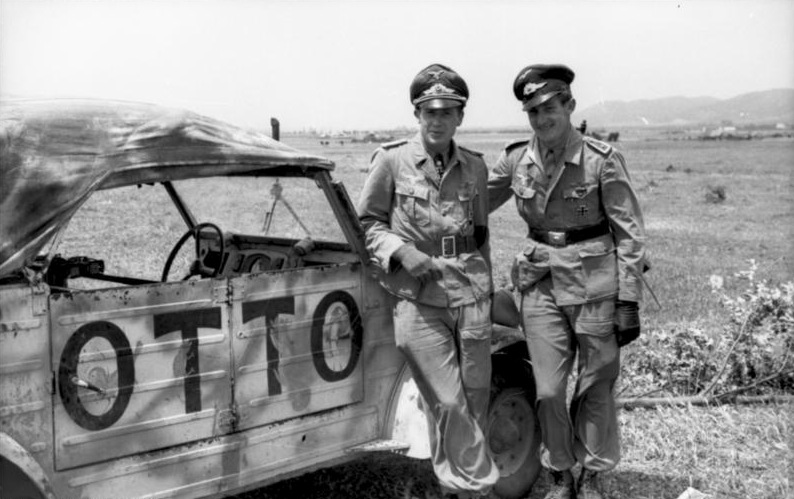
熱帯服を着ているハンス・ヨアヒム・マルセイユ大尉と空軍軍曹（1942年北アフリカ）
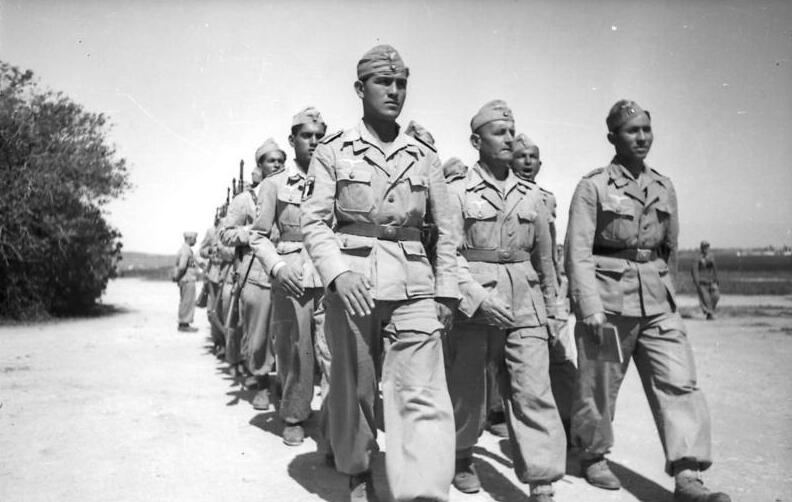
熱帯服を着る自由アラブ部隊（de）兵士
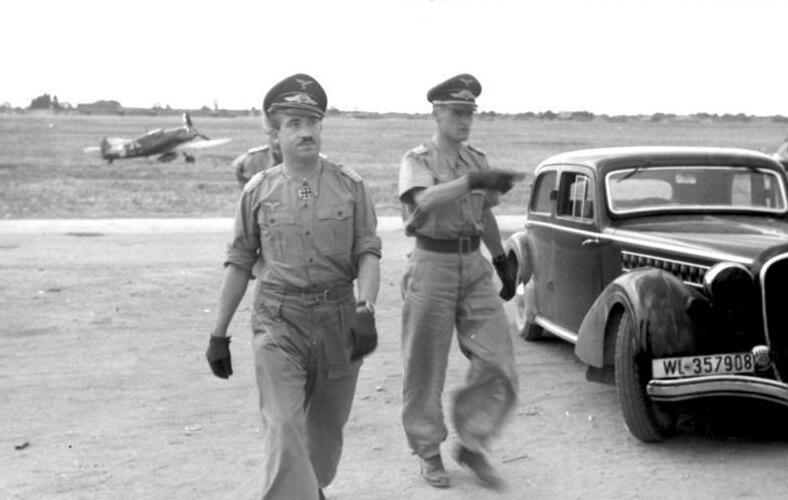
熱帯シャツのみを着用しているアドルフ・ガーランド

### 熱帯用制帽
1942年4月に制定された空軍独自の熱帯地方用の制帽である。将兵たちからは「ヘルマン・マイヤー帽」と呼ばれていた。
通常の制帽と異なり、バイザーが布製であり、顎紐は将校であっても黒革の物が支給された（しかし将校は改造して通常の制帽と同様に銀の紐に変えることが多かった）。バンド部の左側面、右側面、後方に3つのボタンがついており、これを使って首を保護する布を取り付けることができた。熱帯帽のバンド部前面の円形章は通常の空軍制帽に付いている物と同じ柏葉と羽が生えた円形章と円形章だけの物の二種類があった。

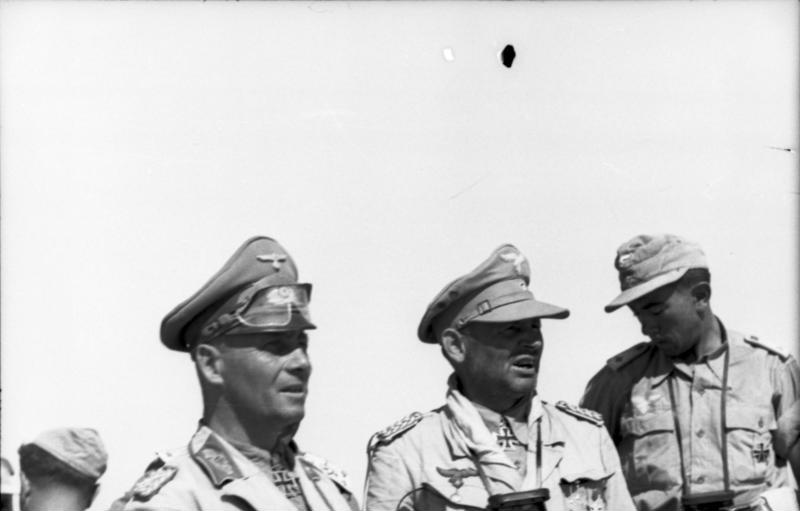
中央のヘルマン＝ベルンハルト・ラムケ少将が空軍熱帯用制帽をかぶっている（1942年1月北アフリカ）

## コンドル軍団の軍服
1936年からはじまったスペイン内戦においてドイツ空軍は名目上ドイツ軍の籍を離れた軍人と航空機を「コンドル軍団」（レギオン・コンドル）として「ナシオナリスタ（ナショナリスト）」派支援のためにスペインに送りこんだ。
被服工場のある地域を左翼政府「人民戦線」軍に押さえられていた事もあり、ナシオナリスタ軍には制服の統一性はあまりなかったが、ドイツから来たコンドル軍団は比較的統一された制服を着用していた。コンドル軍団の制服はスペイン軍伝統のオリーブ色を基調としたが、基本形状はドイツ空軍のトゥーフロックであった。ポケット4つのオリーブ色の上着、オリーブ色のズボン、オリーブ色のシャツに黒いネクタイ、オリーブ色の略帽というスタイルであった。シャツは洗濯で色が落ちやすかったので上着より明るい色になっていることが多かった。暑い日にはシャツだけを着用するというのも一般的で、黒ネクタイも暑い日には付けなかった。
コンドル軍団は書類上スペイン軍の一部であったから階級章はスペイン軍の物を使用した。しかしスペイン軍とは若干の違いもあった。スペイン軍においては階級は帽子前面と袖に付けた星の形状とその数によって示すが、コンドル軍団は帽子前面と左胸に星の階級章をつけた。またスペイン軍では尉官の六芒星も佐官の八芒星も同じ金色だったが、コンドル軍団では尉官の六芒星は銀、佐官の八芒星は金と分けた。またコンドル軍団将校はドイツ軍時代の兵科色を星の階級章の台布に使用していた。
コンドル軍団にはオリーブ色のオーバーコートも支給されていたが、将校はドイツ製の革コートを使用するのが一般的だった。

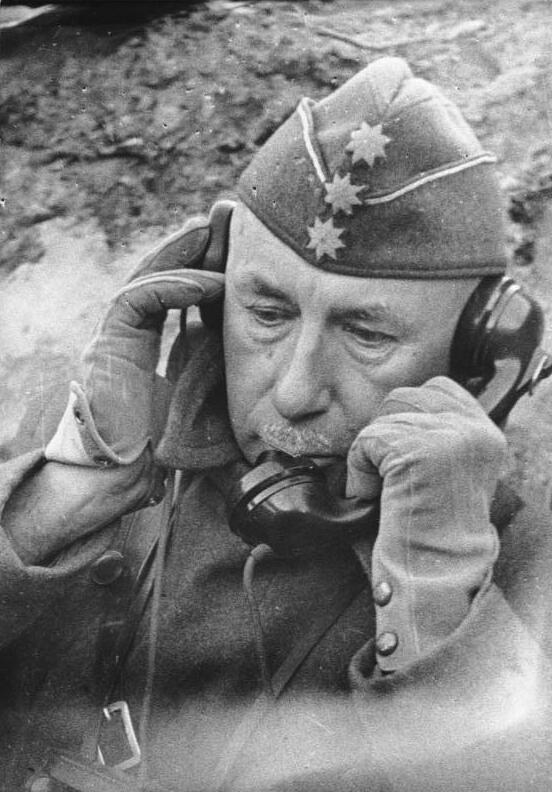
スペイン軍の階級章の入った略帽をかぶるヴァルター・ルフト大佐。ただし彼は航空隊ではなく地上部隊である。

## ゲーリングの軍服

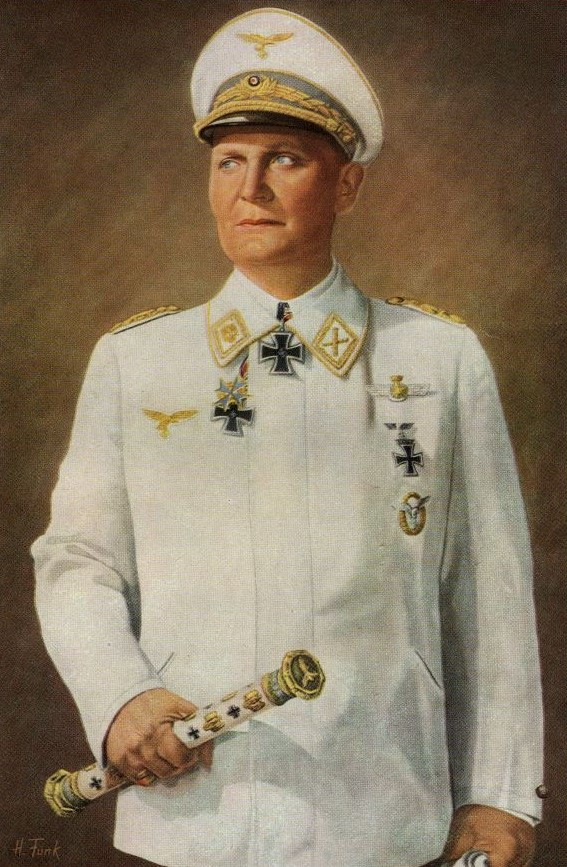
白い麻製の夏制服のヘルマン・ゲーリング国家元帥を描いた肖像画

空軍総司令官ヘルマン・ゲーリングは元帥だった頃までは通常の空軍の軍服を着用していたが、1940年に国家元帥に叙されるとともに贅を尽くしたドーブグレー（銀灰色）のウール製制服（夏には白い麻製）の特注軍服を着用するようになった。
国家元帥となったゲーリングが通常勤務着として使用した軍服はドーブグレー色で、前立てが二重になっていて前ボタンが隠れるフライフロント（比翼仕立て）になっていた。ふたのない切り込み式の腰ポケットが二つ付いていた。右胸には白い台布の上に金の糸で空軍鷲章が縫い付けられていた。通常は襟を閉じて着用した。袖に折カフスの付いた物と付いていない物があり、付いている物はカフスに白いパイピングを付けていた。上着の下には白いシャツを着用し、ライトグレーのネクタイをしめた。
夏には白い麻製の制服を着用した。ドーブグレーの制服と基本形状は同じだが、こちらの制服の中には腰ポケットにふたを付けた物が確認されている。麻制服の下には白いシャツを着用し、ライトグレーか黒のネクタイをしめた。ズボンはブルーグレー、ドーブグレー、白麻など様々な色の物をはいた。
「Litewka」と呼ばれる制服を着用することもあった。この制服は前ボタンが一列6個のダブルになっており、右胸鷲章はない。腰ポケット二つにふたが付いている。襟周りや前立て、折カフス、ポケットの縁などには白のパイピングを付けた。ゲーリングはこの制服で米軍に投降しており、ニュルンベルク裁判の際にもこれを着用していた。
制帽は基本的に一般の空軍将校の物と同じだが、ゲーリングの制服の色にあわせてドーブグレーか白であり、前部に刺繍された空軍徽章はやや大型だった。礼装用にビロード製のバンド部分に月桂樹のデザインが全周にわたって刺繍されている物があった。しかし通常勤務には月桂樹を入れていない制帽を使用していた。
専用のドーブグレー色のオーバーコートも複数所持していた。前ボタンは1列5つか6つのダブルだった。襟は開襟で着用し、下襟は将官を示す白色で染められていた。袖には折カフスが付いていた。折カフスや腰ポケットの縁に白いパイピングが付けられていた。背部には腰の部分に2個ボタンで留めるハーフベルトがあり、そこから裾までセンターベントが入っていた。
また専用のドーブグレー色のマントも作らせていた。このマントの前部には鷲の顔をデザインした留め金が左右対称についており、紐で前を止めた。左腕あたりの部分には国家元帥鷲章（交差した元帥杖をバックにしたハーケンクロイツに上に乗った鷲）が金の糸で刺しゅうされていた。
国家元帥の襟章ははじめ左襟に交差した元帥杖のデザイン、右襟に鷲章のデザインが描かれていたが、1941年3月以降には両襟とも交差した元帥杖のデザインになった。元帥杖にも贅を尽くし、元帥杖の上下の部分には金彫刻にダイヤモンドをちりばめられていた。

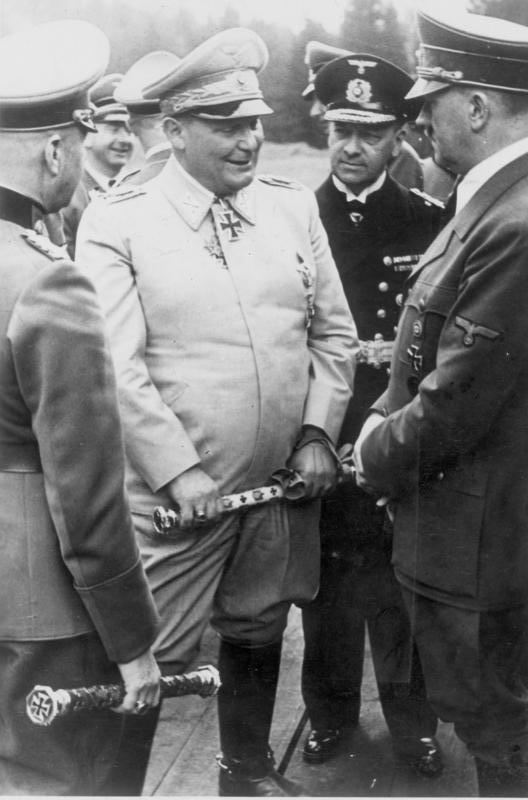
前立てがフライフロントになっているドーブグレー色の制服を着用するゲーリング国家元帥（1941年）
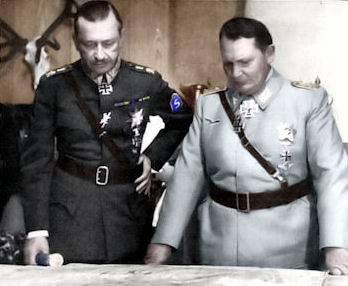
ドーブグレイの制服（1942年フィンランドのカール・グスタフ・エミール・マンネルヘイムと）
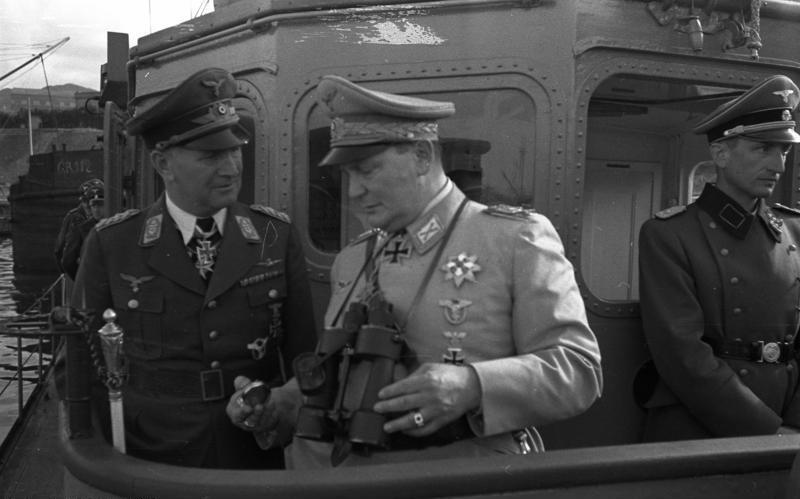
ドーブグレイの制服。制帽のバンド部に月桂樹のデザインが取り囲んでいる（1942年ブルーノ・レールツァーと）
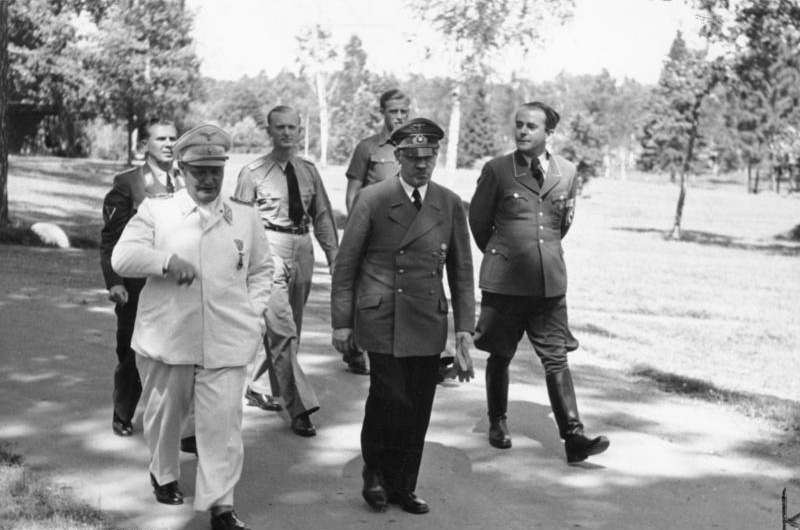
夏用の白い麻制服のゲーリング（1943年ヒトラー、シュペーアと共に）
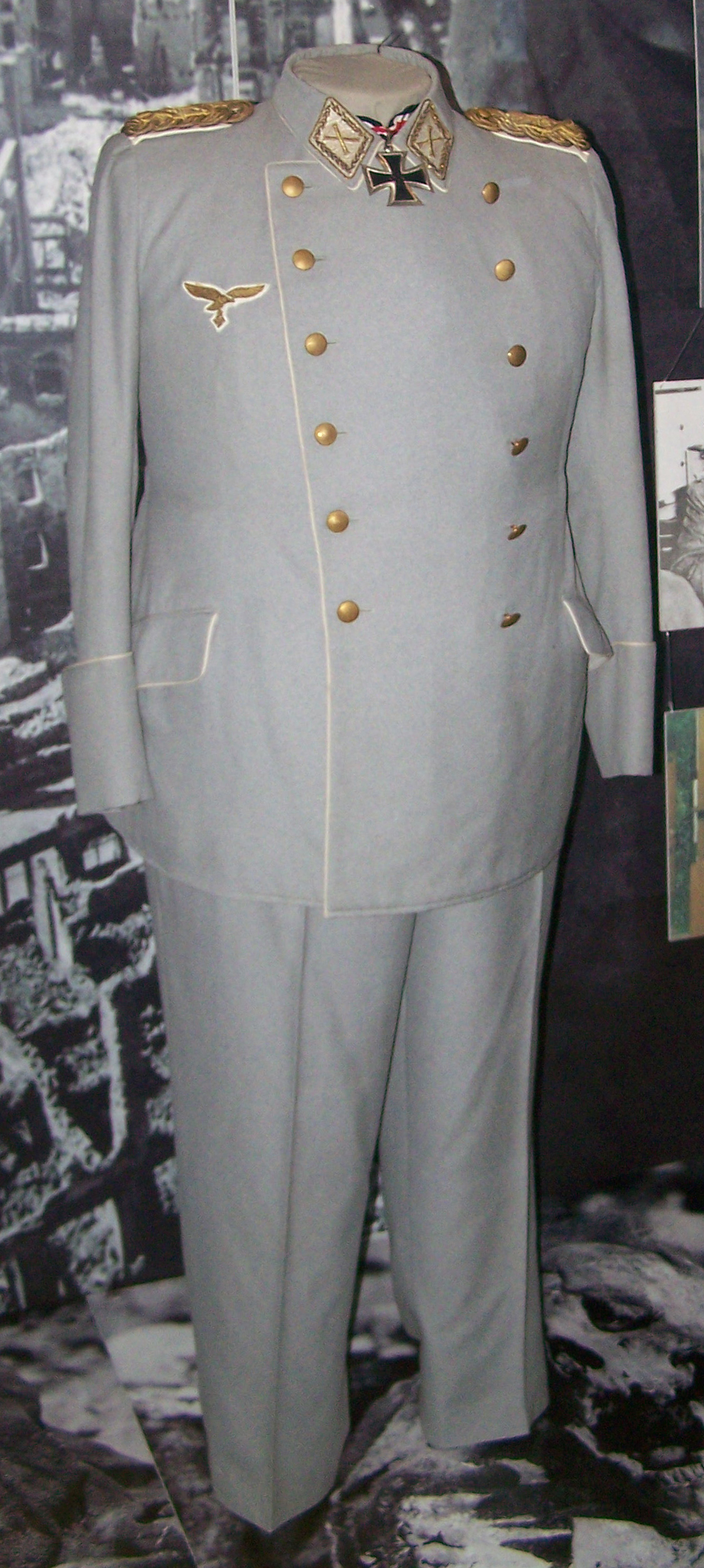
ゲーリング国家元帥の「Litewka」軍服（ドイツ連邦軍空軍博物館（ドイツ語版）の展示物）
国家元帥襟章
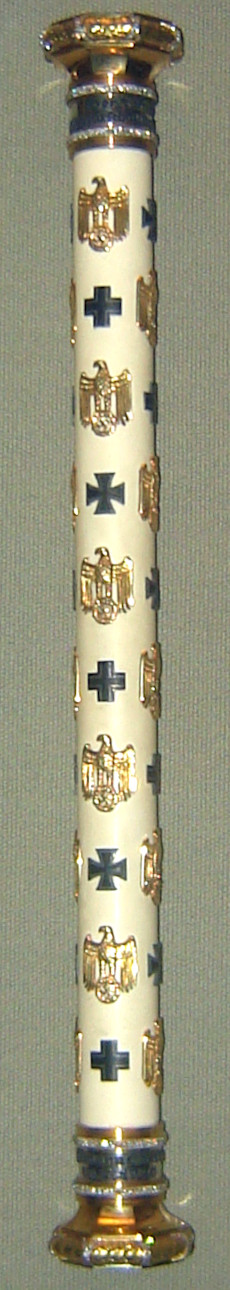
国家元帥元帥杖

## 空軍女性補助員の制服
空軍では1935年の創設時から事務員、電話交換手、炊事担当などの分野で女性補助員たちが勤務していた。大戦がはじまると女性補助員の数が急増し、対空監視、防空警報、高射砲など戦闘に関連する分野にも女性が進出していった。
空軍女性補助員は黒いネクタイを付けたライトブルーのブラウスの上にブルーグレー色のウール製ブレザーを着用した。ブレザーの前ボタンは3つ、胸ポケットはないが、腰に切り込みポケットが二つ付いている。ブレザーの右胸には空軍鷲章が入っていた。夏には半袖の白ブラウスもよく着用された。
スカートは上着と同じブルーグレー色でプリーツがはいっていた。スカートにも切り込みポケットが二つ付いている。
帽子は男性軍人の空軍略帽と同じ物をかぶった。男性軍人の略帽と違う点は円形章が付いていない点のみである。1943年に男性軍人に規格帽が支給されるようになると空軍女性補助員にも同じものが支給されるようになった。男性軍人の規格帽は前部のボタンが1つの物と2つの物があるが、女性補助員に支給された規格帽は例外なくボタンが1つだけだった。円形章も無い場合が多かった。
オーバーコートも支給された。男性軍人用のオーバーコートとほぼ同じだが、それより少しだけ丈が短く、膝下丈だった。
作業用スモックも支給された。ブルーグレーかグレーブラウンの木綿製で、前ボタンが4つから6つあり、背中にはハーフベルトが付いていた。白の襟ライナーを取り付ける者が多かった。作業スモックには空軍鷲章は付けない規定だった。

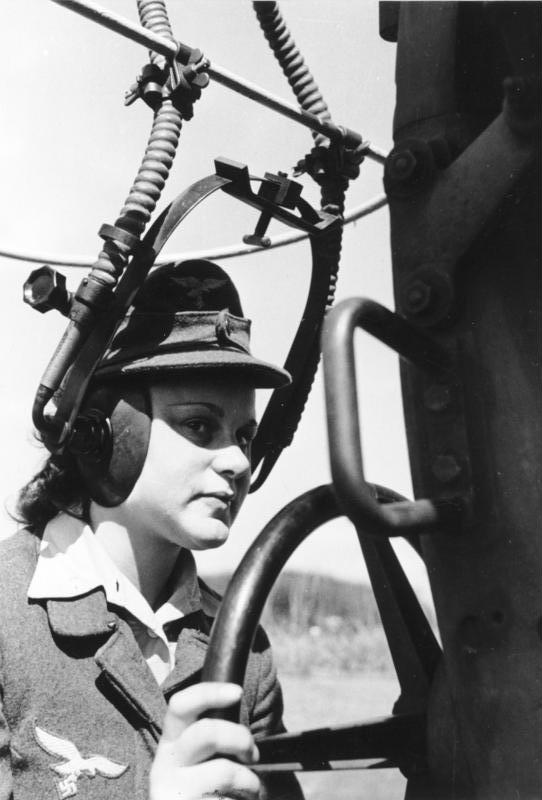
本土防空部隊で聴音機を扱う女性補助員
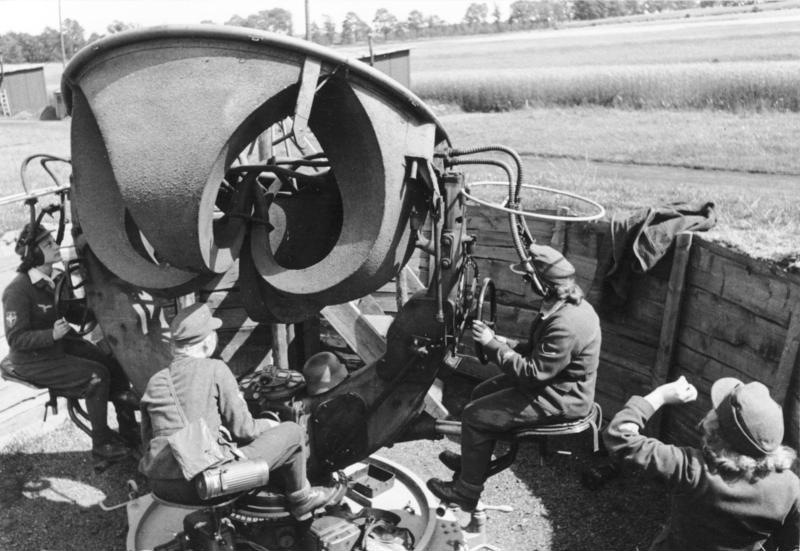
本土防空部隊で聴音機を扱う女性補助員たち

## 徽章

### 鷲章
ドイツ国防軍は三軍とも鷲章（Adler）を右胸と軍帽のクラウン部分に付けていたが、陸軍と海軍が国章の鷲章のデザインを使用していたのに対して、空軍の鷲章は空を飛んでいる躍動感のある鷲を描いた独自のデザインになっていた。
右胸鷲章も軍帽の鷲章も基本的に刺繍だが、制帽の場合は金属製が基本であった。

空軍鷲章（右向き）
空軍鷲章（左向き）

### 階級章
ドイツ空軍の階級は襟章、肩章、袖章（兵士のみ）で示された。
襟章は翼の数とそれを取り囲む柏葉の有無・形によって階級を示した。大佐以下は襟章の台布に兵科色を使ったが、将官は白の台布で統一されていた（例外的に技術将官はピンク、将官相当軍属はダーク・グリーンの台布を使用した）。
階級に関しては下の図表を参照（図表の襟章の台布はゴールデンイエロー色になっており、すなわち航空隊か降下猟兵である）。

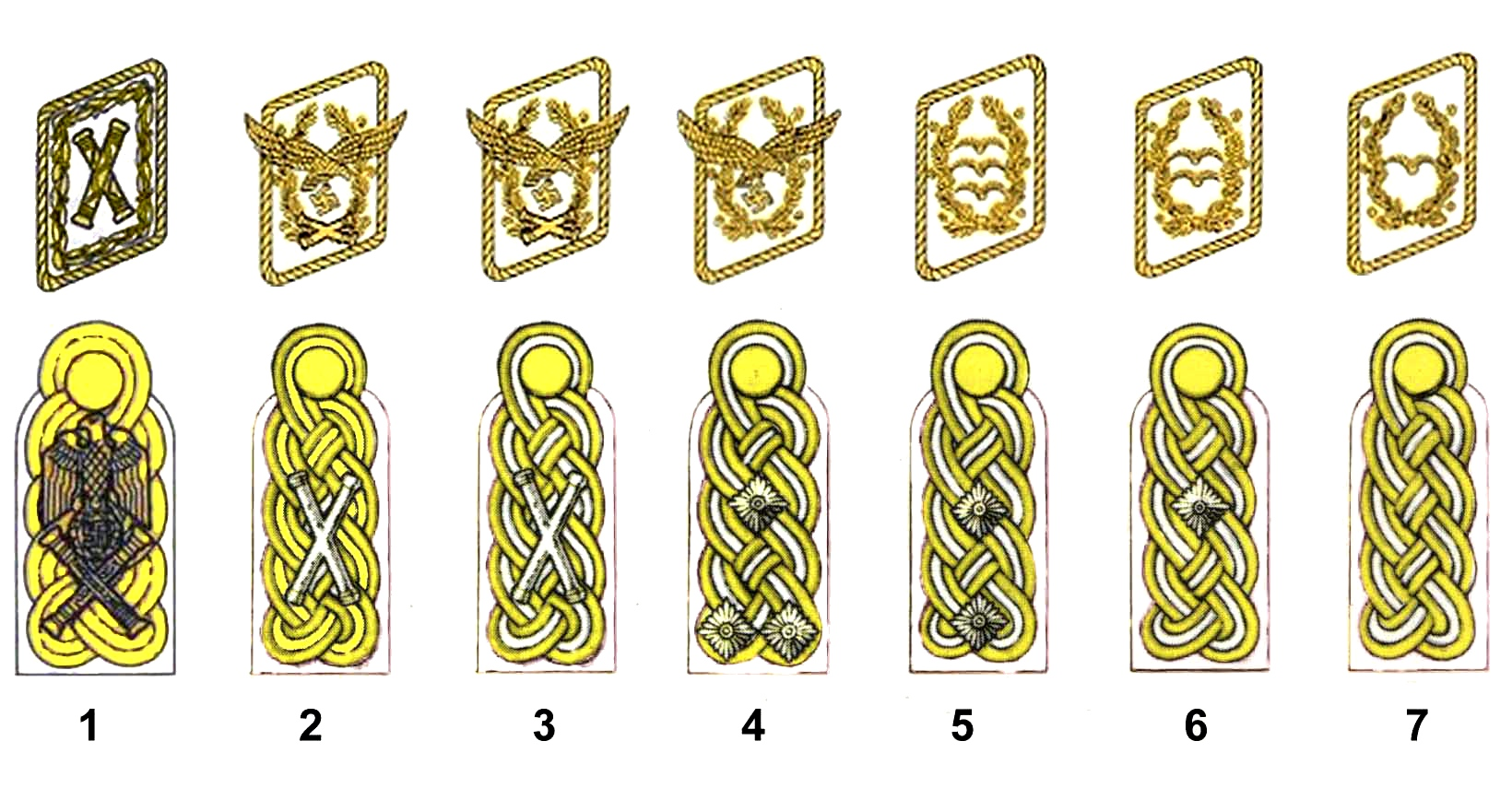
将官の襟章と肩章の図表[# 2]
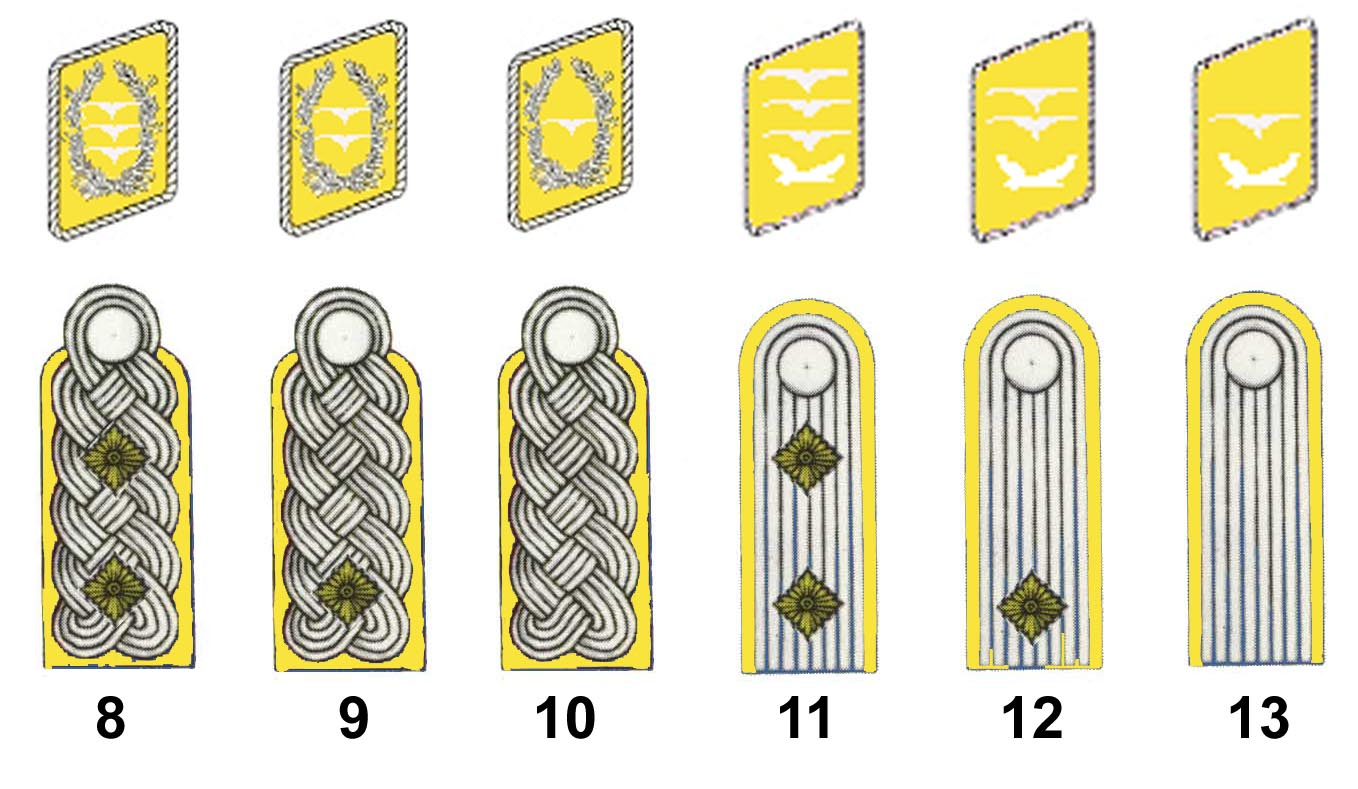
佐官・尉官の襟章と肩章の図表[# 3]
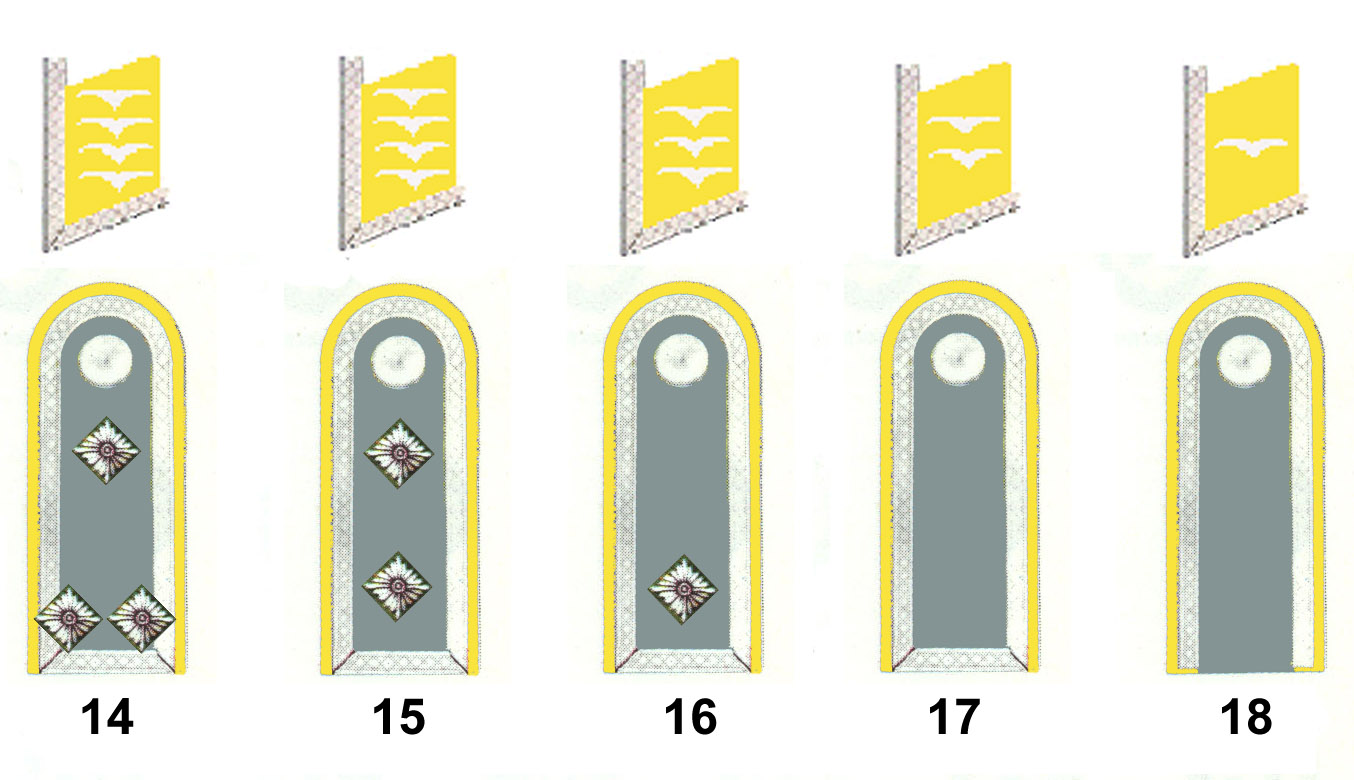
下士官の襟章と肩章の図表[# 4]

### 階級一覧
| 階級章                                            | 階級章                                            | 階級章         | 階級名                                                                          |
| 襟章                                              | 肩章                                              | 袖章 (飛行服)  | 階級名                                                                          |
| 将官                                              | 将官                                              | 将官           | 将官                                                                            |
| ------------------------------------------------- | ------------------------------------------------- | -------------- | ------------------------------------------------------------------------------- |
|                                                   |                                                   | N/A            | 国家元帥                                                                        |
|                                                   |                                                   |                | 元帥                                                                            |
|                                                   |                                                   |                | 上級大将                                                                        |
|                                                   |                                                   |                | 兵科大将 - 空軍大将 - 航空兵大将 - 降下猟兵大将 - 対空砲兵大将 - 航空通信兵大将 |
|                                                   |                                                   |                | 中将                                                                            |
|                                                   |                                                   |                | 少将                                                                            |
| 将校                                              |                                                   |                |                                                                                 |
|                                                   |                                                   |                | 大佐                                                                            |
|                                                   |                                                   |                | 中佐                                                                            |
|                                                   |                                                   |                | 少佐                                                                            |
|                                                   |                                                   |                | 大尉                                                                            |
|                                                   |                                                   |                | 中尉                                                                            |
|                                                   |                                                   |                | 少尉                                                                            |
| 士官候補生 及び 下士官                            |                                                   |                |                                                                                 |
|                                                   | en: Request for creation and upload of a picture! |                | 士官候補生准尉                                                                  |
|                                                   | 准尉                                              |                |                                                                                 |
| en: Request for creation and upload of a picture! |                                                   | 士官候補生曹長 |                                                                                 |
|                                                   | 曹長                                              |                |                                                                                 |
|                                                   | en: Request for creation and upload of a picture! |                | 士官候補生軍曹                                                                  |
|                                                   | 軍曹                                              |                |                                                                                 |
|                                                   |                                                   |                | 士官候補生下級軍曹                                                              |
|                                                   | 下級軍曹                                          |                |                                                                                 |
|                                                   | en: Request for creation and upload of a picture! |                | 士官候補生伍長                                                                  |
|                                                   | 伍長                                              |                |                                                                                 |
| 兵                                                |                                                   |                |                                                                                 |
|                                                   |                                                   |                | 本部付上等空兵                                                                  |
|                                                   | 先任上等空兵 (1944年まで)                         |                |                                                                                 |
|                                                   |                                                   | 上等空兵       |                                                                                 |
|                                                   |                                                   | 一等空兵       |                                                                                 |
|                                                   | N/A                                               | 二等空兵       |                                                                                 |

### コンドル軍団の階級章
| 階級章 | 階級章 | 階級名   |
| 胸章   | 袖章   | 階級名   |
| ------ | ------ | -------- |
| N/A    |        | 中将     |
| N/A    |        | 少将     |
| N/A    |        | 大佐     |
|        | N/A    | 中佐     |
|        | N/A    | 少佐     |
|        | N/A    | 大尉     |
|        | N/A    | 中尉     |
|        | N/A    | 少尉     |
|        | N/A    | 准尉     |
|        | N/A    | 軍曹     |
|        | N/A    | 上等空兵 |
| 出典:  |        |          |

### 兵科色
空軍の兵科色（Waffenfarben）は、前身のドイツ航空スポーツ協会（DLV）が使用していた4つの兵科色を拡大させたものである。制服や制帽の縁取りのパイピング飾りにこの色が表示される。空軍の主な兵科色は次の通り。
| 兵科色                        | 兵科色 | 兵科                         |
| ----------------------------- | ------ | ---------------------------- |
| ホワイト (Weiß)               |        | 将官、第1降下装甲師団        |
| ゴールデンイエロー (Goldgelb) |        | 航空隊、降下猟兵             |
| ブライトレッド (Hochrot)      |        | 高射砲兵                     |
| カーマインレッド (Karmesin)   |        | 参謀将校                     |
| ゴールドブラウン (Goldbraun)  |        | 通信・情報部隊、航空信号部隊 |
| ライトグリーン (Hellgrün)     |        | 飛行場管理                   |
| ダークグリーン (Dunkelgrün)   |        | 軍属、行政官                 |
| ブルー (Blau)                 |        | 医療部隊                     |
| ライトブルー (Hellblau)       |        | 輸送部隊                     |
| ピンク (rosa)                 |        | 航空技術官                   |
| ブラック (Schwarz)            |        | 工兵、建設部隊               |

### カフタイトル
部隊名がある航空団などに所属する者は、制服の右袖に部隊名の入ったカフタイトルを付ける。帯全体はダークブルー色でアルミニウム糸で部隊名が刺繍される。規定では幅は3.3センチで、右袖口の上1センチのところに縫い付けることになっていた。

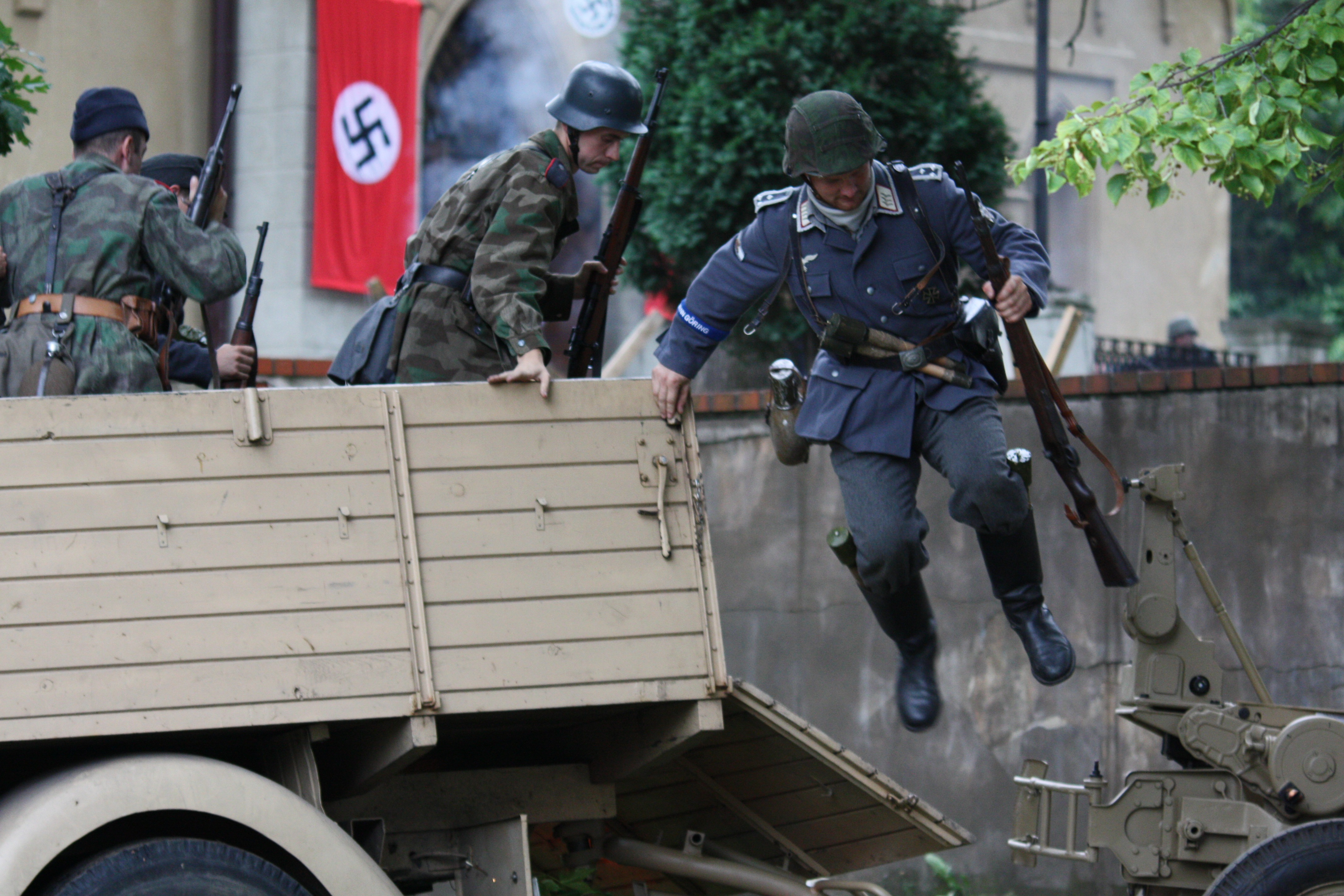
右袖口に「Hermann Göring」のカフタイトル（2008年ワルシャワ蜂起再現イベント）

## その他装備品

### ベルト
下士官兵士は長方形バックルの付いた黒革か茶革のベルトを使用した。長方形バックルは銀色のアルミ製で空軍鷲章を柏葉の花輪が取り囲むデザインになっていた。一方将校は通常勤務においてはオープン・フレームのバックルの茶革ベルトを使用した。戦前期にはこのベルトには斜革を付けていたが、開戦後には廃止された。将校の礼装ベルトなどには丸型バックル（デザインは下士官兵士の長方形バックルと同じ）が使用された。

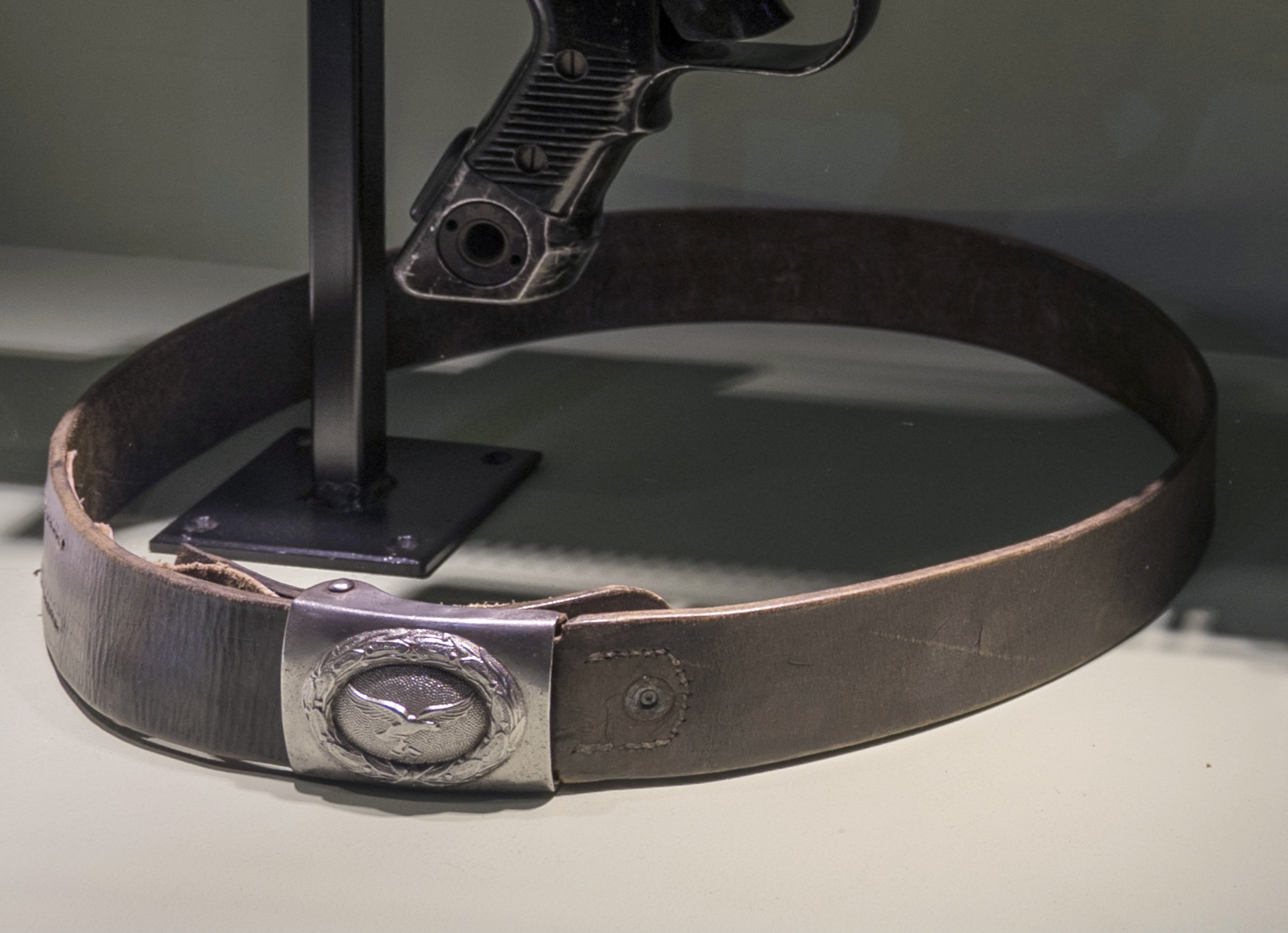
下士官兵用のベルト。
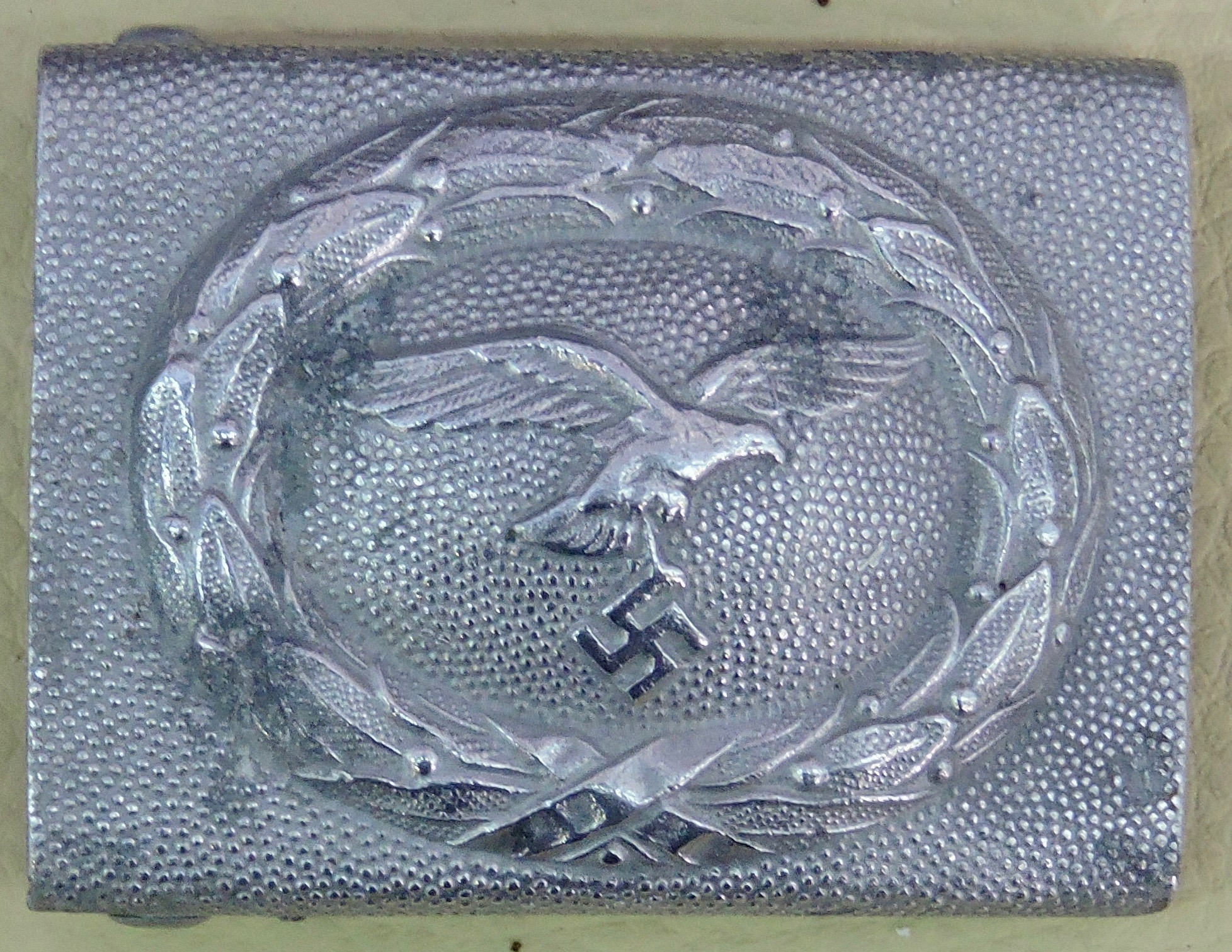
下士官兵用の長方形バックル
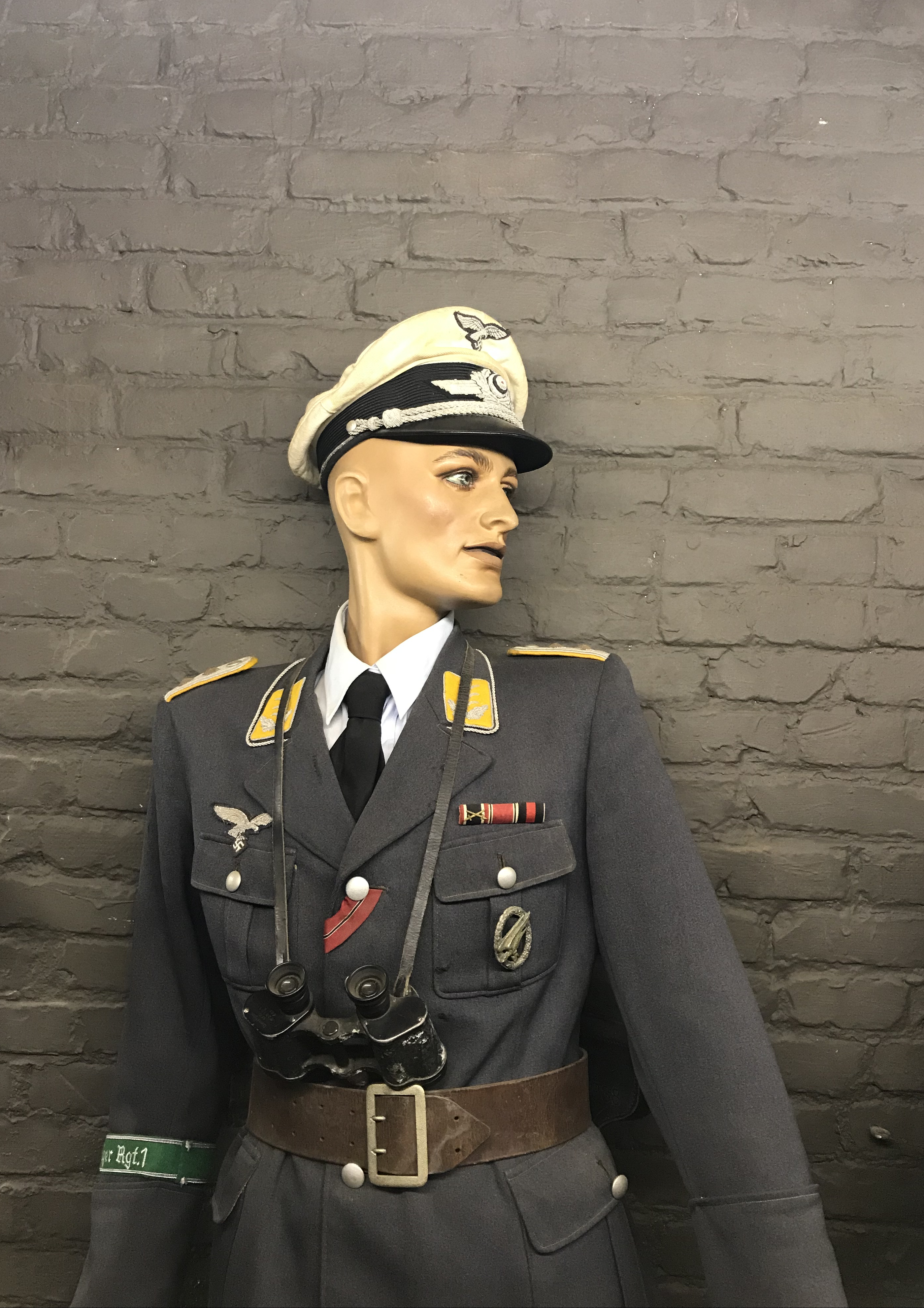
将校のオープンフレームのバックルの茶革ベルト
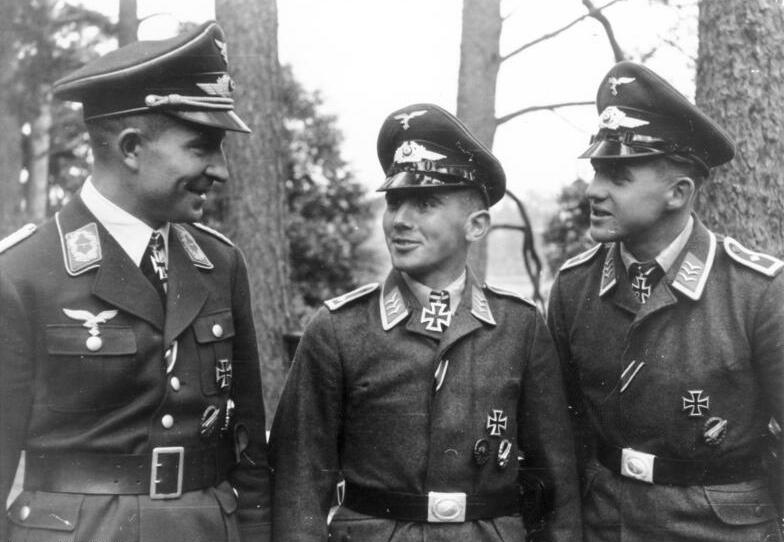
将校のオープンフレームのバックルの茶革ベルトと下士官兵用の長方形バックルのベルト（ハンス・クロー少佐と下士官二人）
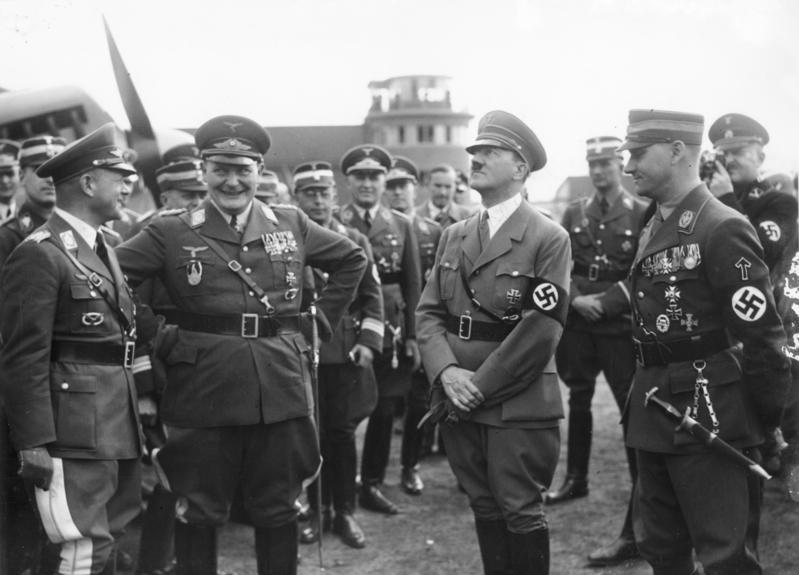
斜革を着用したヘルマン・ゲーリング（左から2人目）とエアハルト・ミルヒ（左端）。

### 短剣
空軍短剣（Flieger Dolch）はドイツ航空スポーツ協会（DLV）時代の1934年3月に採用された。1935年発足のドイツ空軍にも受け継がれた。礼装の他、外出の際にアクセサリーとして佩用された。左腰ポケットの蓋の下からサスペンダーで吊るして帯刀した。将校と上級下士官は飾緒付きで佩用するが、下士官兵は飾緒なしだった。
初期型と後期型があり、初期型の短剣の柄頭は金メッキされたハーケンクロイツのマークが入ったニッケル製の銀メッキの円盤型である。鍔は左右対称の1対の翼のデザインで中央にはハーケンクロイツがデザインされている。
後期型短剣はより安価に簡単に製造できるようにと1937年に採用された短剣である。はじめは将校用、のちに上級下士官や下士官相当文官にも佩用が認められた。柄は硬質プラスチック製、あるいは木で製造されセルロイドに包まれていた。色はオレンジから白まで存在する。鍔は鷲章の形をしており、ハーケンクロイツがデザインされた円型の柄頭はグリップにねじ込まれていた。

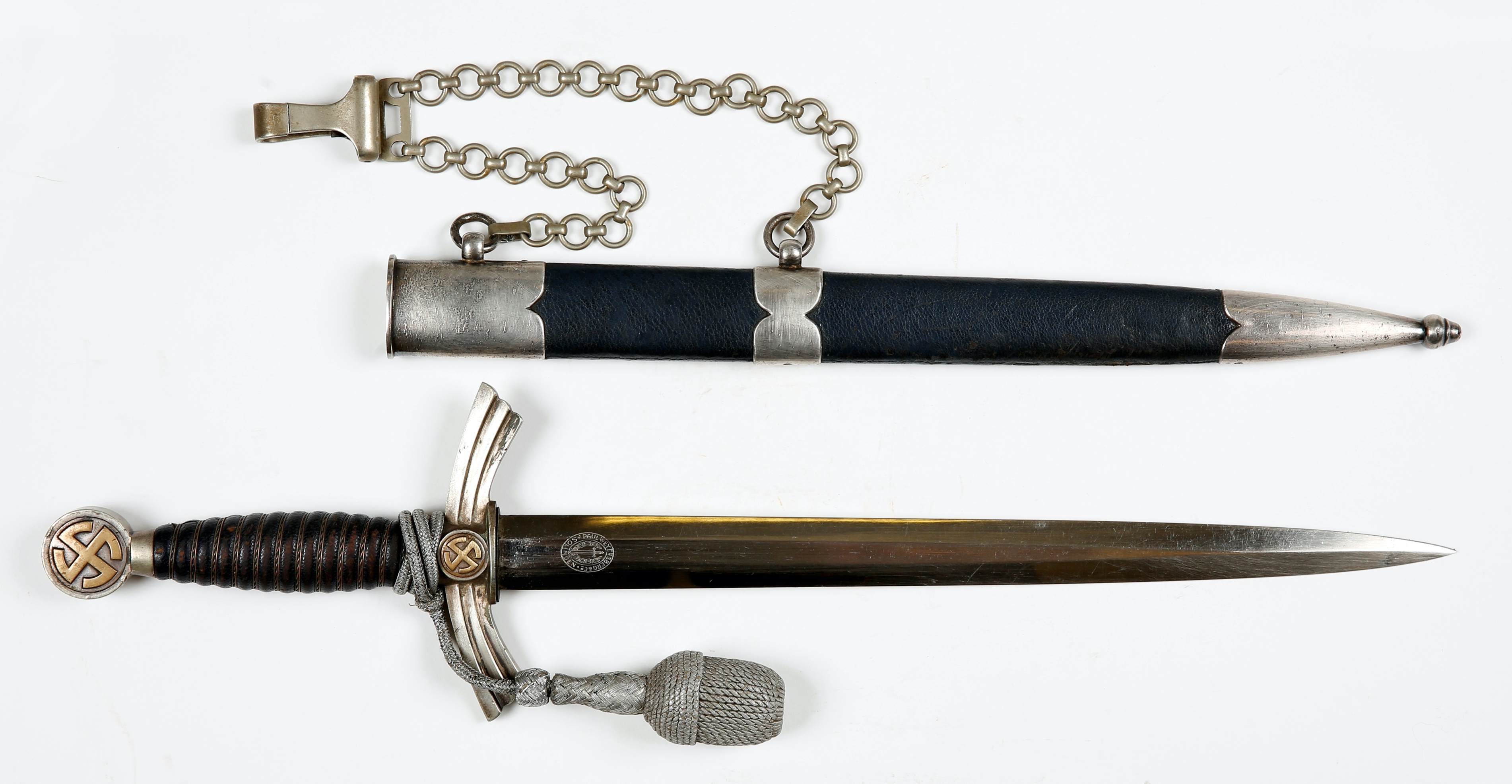
初期型（1934年型）短剣
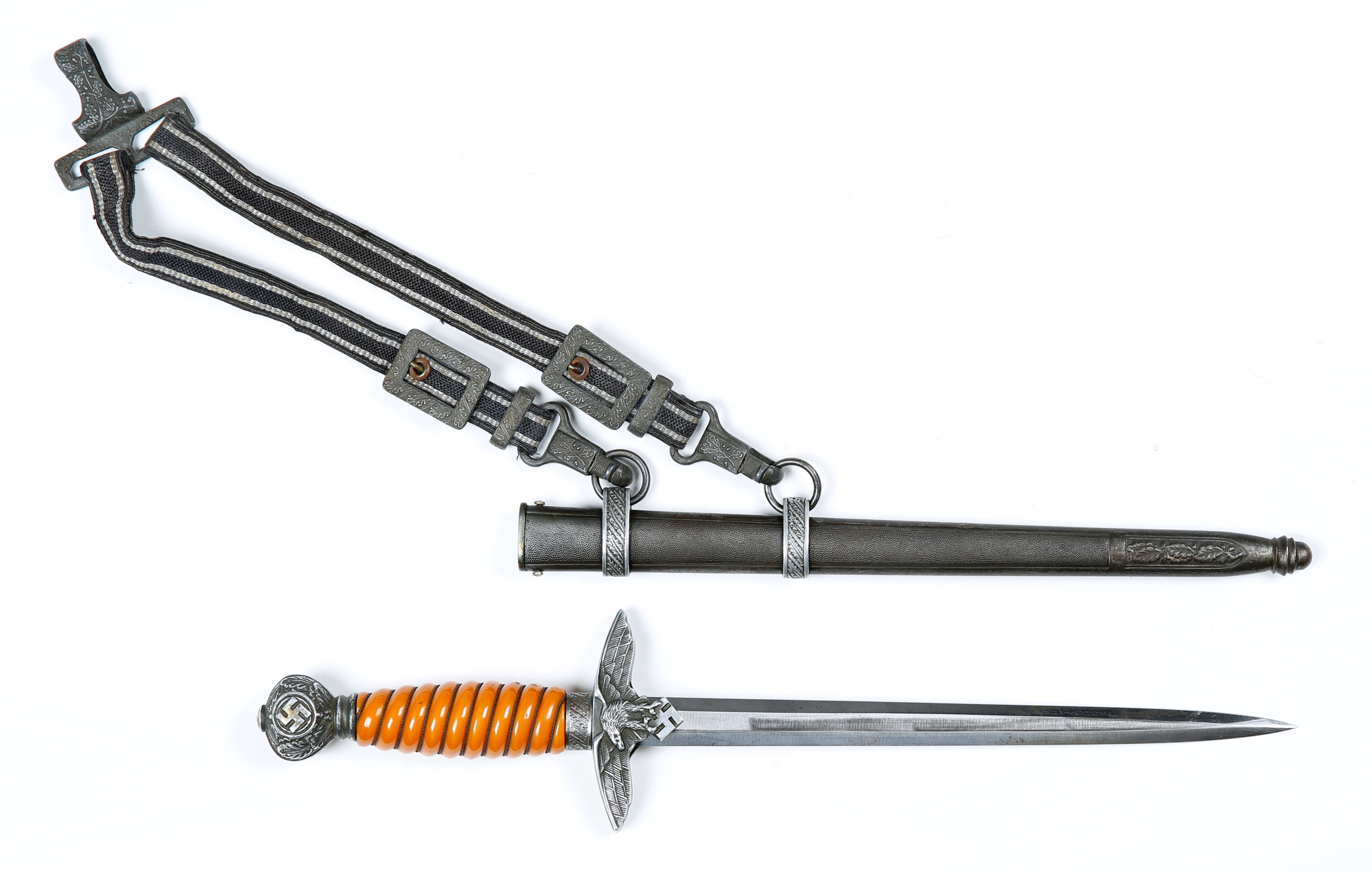
後期型（1937年型）短剣。柄はオレンジ。
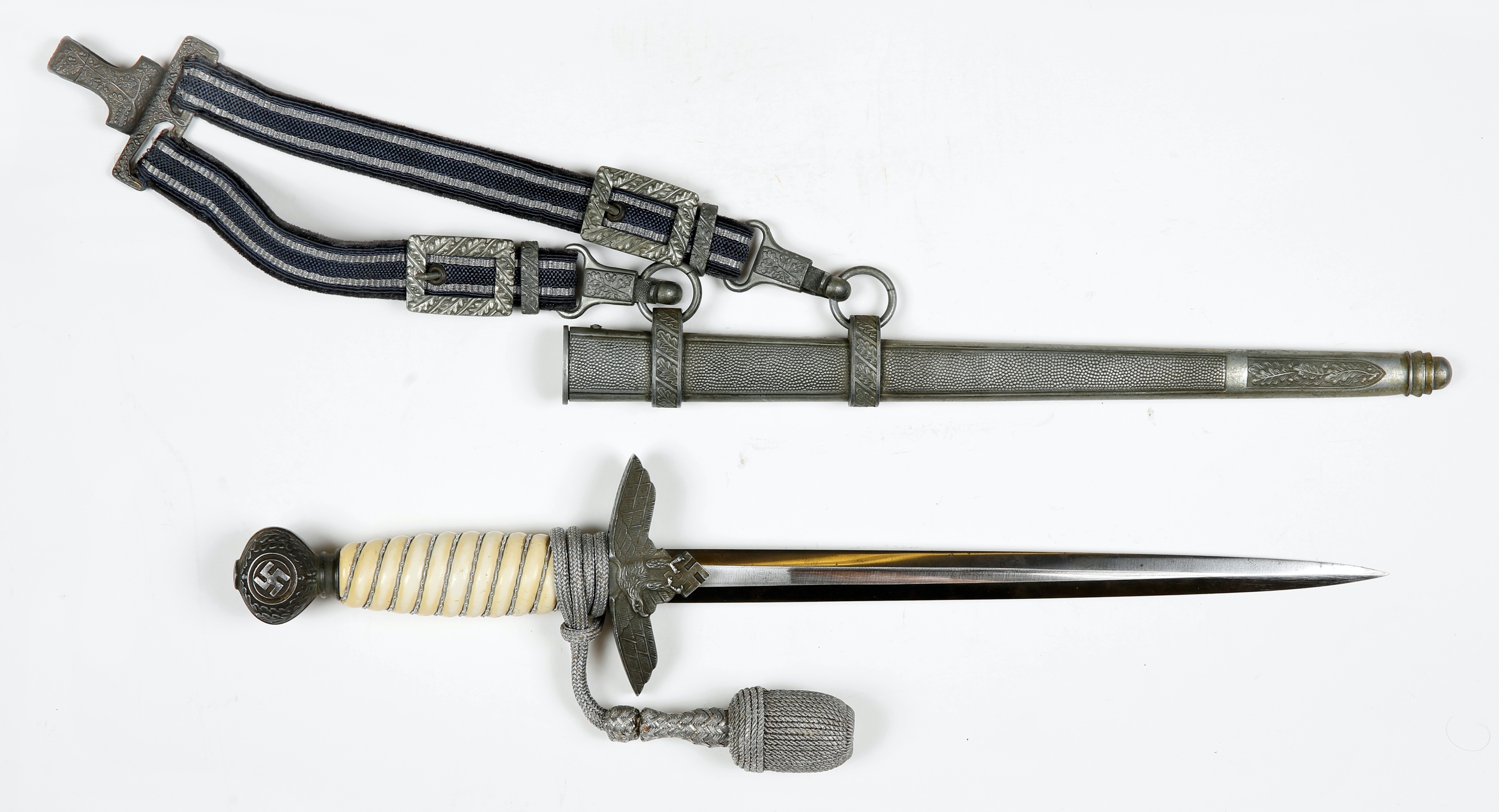
後期型（1937年型）短剣。柄は白。
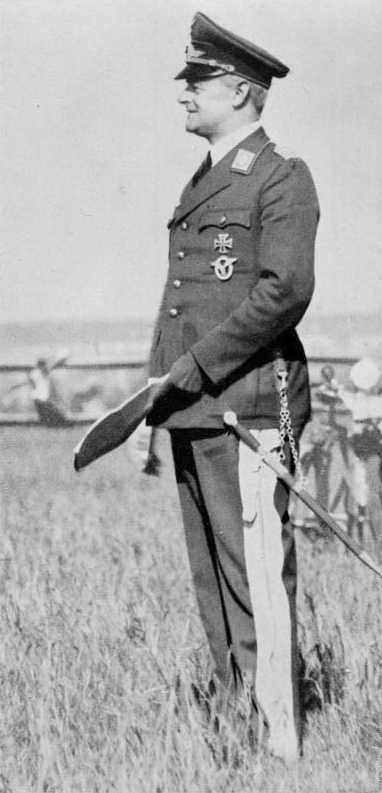
初期型短剣を付けたヴァルター・ヴェーファー（1934年）

### 長剣

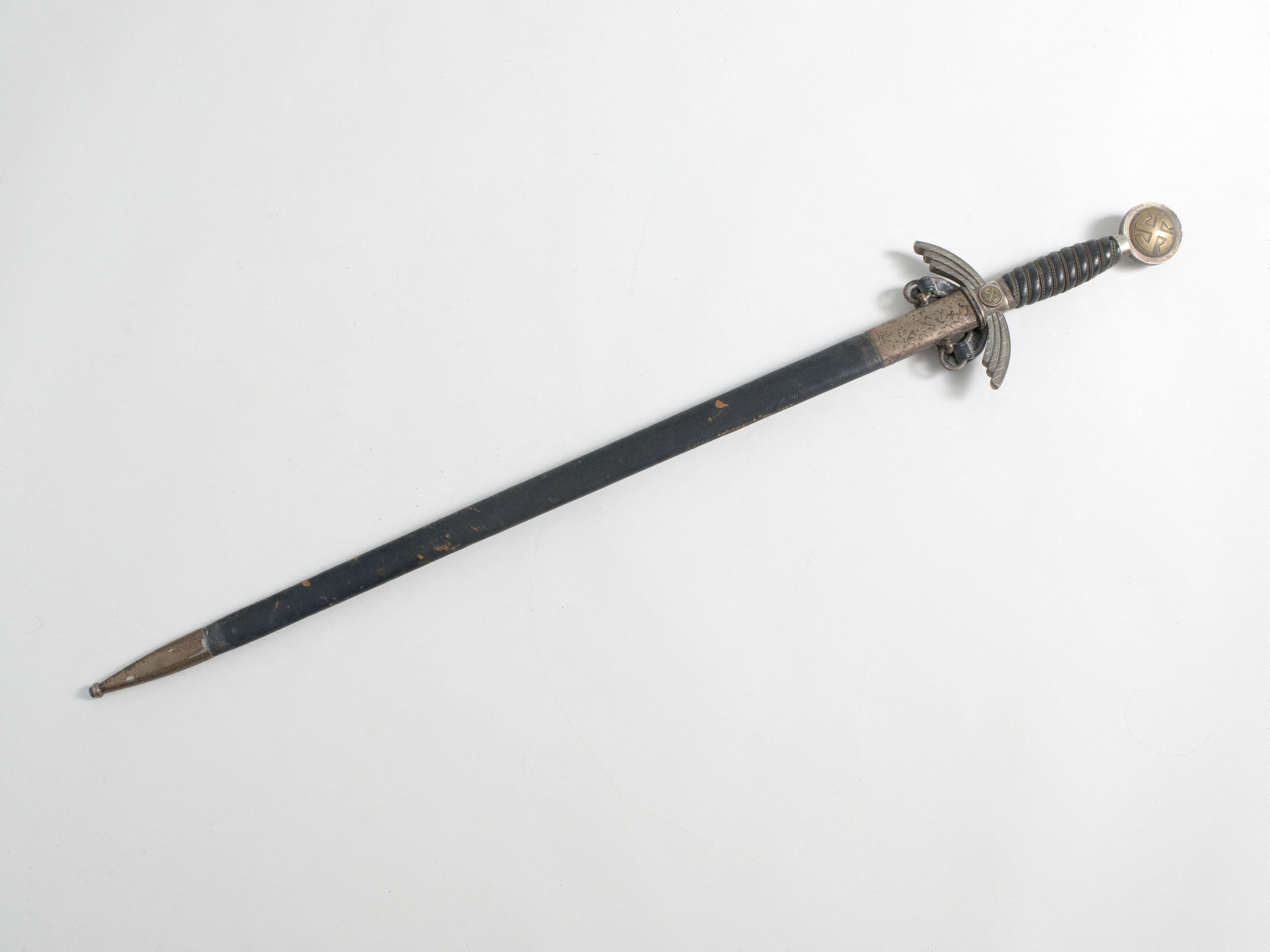
フリーガーシュヴェルト

空軍にはドイツ航空スポーツ協会（DLV）時代の1934年に制定されたフリーガーシュヴェルト（Fliegerschwert）という両刃の長剣があり、将校や上級下士官が正装の場合に帯刀した。短剣と同じように左腰ポケットから吊るして帯刀した。
柄は初期型短剣とほぼ同じで、柄頭はハーケンクロイツのマークが入った円盤型だが、短剣と違いその側面には柏葉の彫刻がデザインされている。鍔は翼と同じく翼のデザインで中央にハーケンクロイツがデザインされている。グリップは青いモロッコ革で包まれており、ひねったワイヤ2本が上から下まで溝に沿ってらせん状に巻かれている。
初期型の刀身は銀メッキの金具を使っていたが、原材料不足から1936年にはアルミニウム製になっていった。
後に将官用のシュティッヒデーゲン（Stichdegen）という片刃の剣が導入されると将官はそちらを帯刀するようになった。

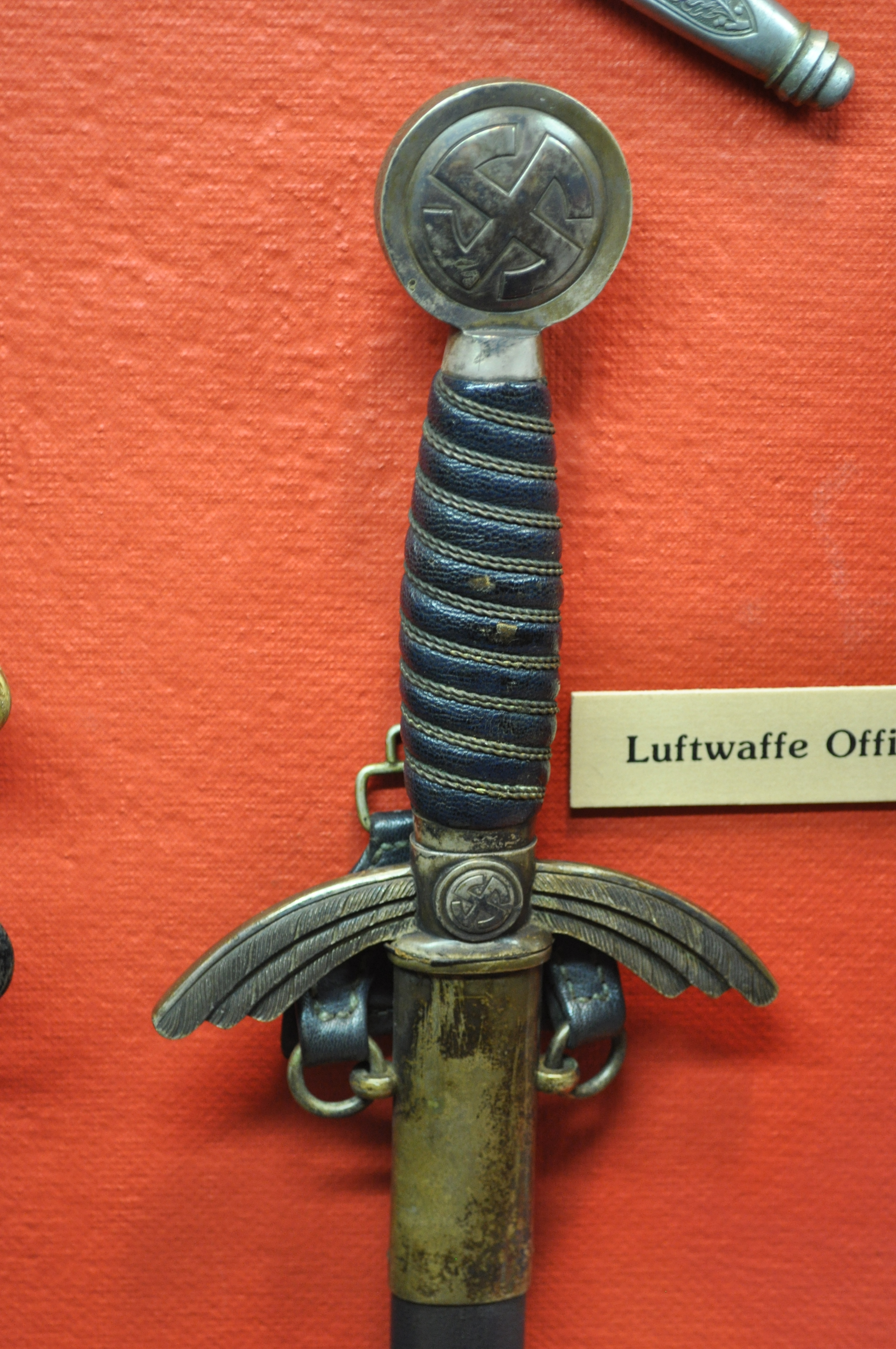
フリーガーシュヴェルトの柄
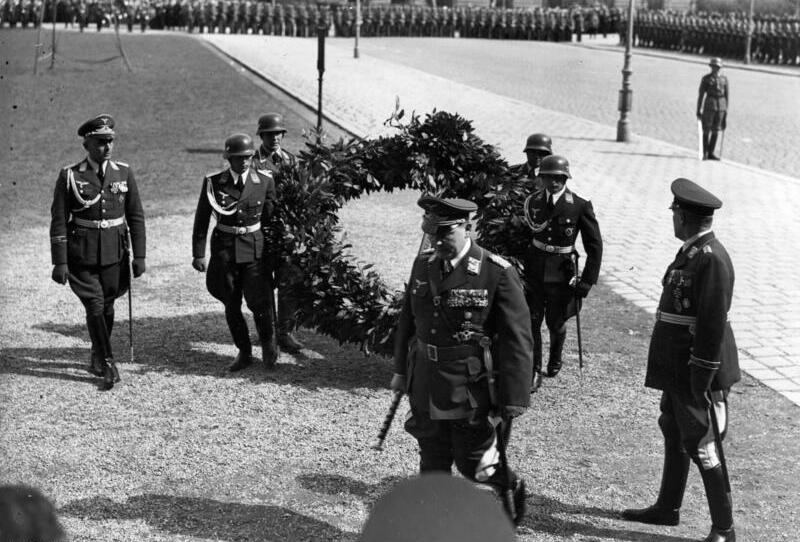
フリーガーシュヴァルトを帯刀するゲーリング元帥ら空軍将校（1938年ウィーン）
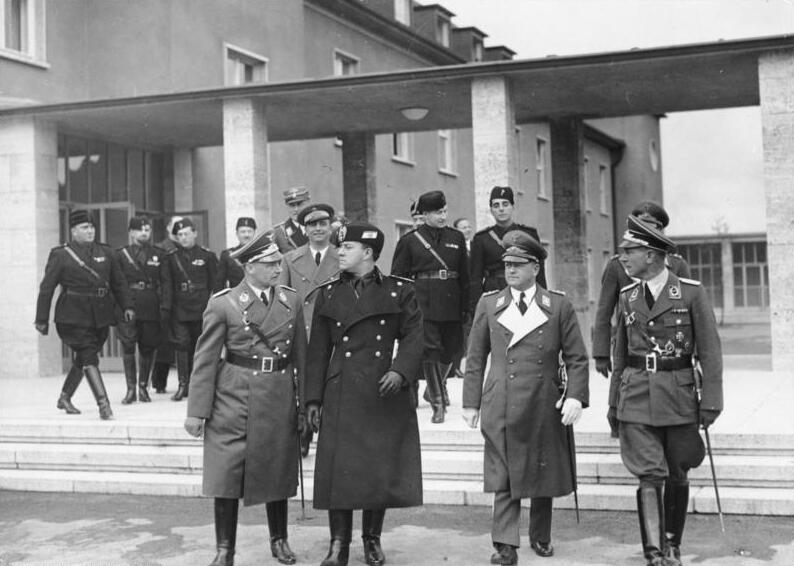
長剣を帯刀するドイツ空軍将校たち。見にくいがミルヒ中将がシュティッヒデーゲンを帯刀（1936年イタリア外相ガレアッツォ・チャーノ伯と）

## ドイツ空軍軍服が描かれる作品
- 『大脱走』（ドイツ空軍捕虜収容所からの脱走を描いた映画）
- 『空軍大戦略』（バトル・オブ・ブリテンを描いた映画）
- 『鷲は舞い降りた』（チャーチル拉致の任務を受けたドイツ空軍軍人たちを描いた映画）
- 『ちいさな独裁者』（脱走兵が空軍大尉になりすます映画）